# ウルトラセブンの登場怪獣
- ウルトラセブン > ウルトラセブンの登場怪獣
- ウルトラ怪獣一覧 > ウルトラセブンの登場怪獣

ウルトラセブンの登場怪獣（ウルトラセブンのとうじょうかいじゅう）は、特撮テレビドラマ『ウルトラセブン』に登場する架空の怪獣、宇宙人、ロボット、その他の生物の詳細を記述する。
並び順はカプセル怪獣を除き、登場話数順とする。以下の解説には劇中での描写のほか、放映当時の雑誌設定も含む。『平成ウルトラセブン』や『ULTRASEVEN X』の登場怪獣については各作品の項目を参照。
本作品では、宇宙からの侵略者が中心となっており、怪獣の多くは宇宙人に操られる存在となっている。宇宙人も着ぐるみだけでなく、操演を用いたものなど、様々な形態のものが登場する。

## カプセル怪獣
ウルトラセブンことモロボシ・ダンが所持する怪獣。劇中では以下の3体が登場する。

### カプセル怪獣 ウインダム
第1話「姿なき挑戦者」、第24話「北へ還れ!」、第39話「セブン暗殺計画 前篇」に登場。
モロボシ・ダンに使役されるカプセル怪獣の1体。普段はモロボシ・ダンがケースに入れて携帯するカプセル5つのうち1つに収められており、ダンがそれを投げると巨大化する。ダンがセブンに変身できない時や時間稼ぎが必要な際、彼の代わりに戦う。メタル星に生息する金属質の表皮と電子頭脳を持った生物。額の赤く発光するビームランプから破壊光線・レーザーショットを放つが、電子頭脳と直結する急所であるため、ここを攻撃されると弱い。電子頭脳で行動するため、判断力に欠ける。
第1話では黄色いカプセルから登場し、クール星人の円盤を2機撃墜するなど善戦するが、円盤3機の合体光線を額に受けて倒れたため、ダンによって回収される。
第24話では赤いカプセルから登場し、カナン星人のロケットを攻撃しようとするが、カナン星人に電子頭脳を操られてダンを攻撃する。セブンを追い回した果てに目を回し、覚醒光線で元に戻される。その後、再びカナン星人に挑もうとするが、光線を受けてダウンする。
第39話ではガッツ星人を倒すために登場するが、ガッツ星人のテレポートに翻弄された末、円盤からの光線を額に受けて電子頭脳を破壊され、大爆発を起こす。
- スーツアクター：春原貞雄（第1話）[3][10]、鈴木邦夫（第24話）[15][10]、西京利彦（第39話）[16][10]
- 第1話の準備稿および第39話の台本三種類（準備稿・決定稿・決定稿2）では、いずれもミクラスが登場する予定であった[17]。
- 第32話でも登場してリッガーと戦う予定だったが、撮影の段階でアギラに変更となった[18][19]ほか、第46話の準備稿ではサロメ星人の秘密基地を破壊してダンを脱出させた後、にせウルトラセブンとの戦いで負ける予定だった[20]。未発表作品「宇宙人15＋怪獣35」では、ピグモンに助けられた病身のダンによってアギラと共に召喚され、セブンと共に東京に現れた怪獣軍団と戦うシナリオが予定されていた。
- 声は東宝作品の『キングコングの逆襲』に登場したメカニコングの流用[21][22]。

### カプセル怪獣 ミクラス
第3話「湖のひみつ」、第25話「零下140度の対決」に登場。
カプセル怪獣の1体であり、主人公モロボシ・ダンがウルトラセブンに変身できない場合、代わりに戦う。500万馬力の怪力が一番の自慢であり、第25話では口から赤い熱光線を発射する。電気に弱く寒さに強いが、寒さに弱いと記載した資料も存在する。
第3話ではダンがピット星人にウルトラアイを盗まれたため、緑のカプセルから登場する。エレキングを投げ飛ばすが、高圧の電撃を浴びせられて敗れる。
第25話ではダンが雪中でウルトラアイを失くしたため、黄色のカプセルから登場する。ガンダーとの戦闘では背負い投げで投げ飛ばすなど善戦するが、飛行能力に翻弄されて敗退し、カプセルはセブンがガンダーを倒した後に回収される。
- スーツアクター：西京利彦（第3話）[23][注釈 4]、鈴木邦夫（第25話）[34]
- 造型は高山良策が担当した[28]。制作はウインダムより早く、第1回撮影会にも登場している[28]。
- 第3話の準備稿で登場するカプセル怪獣はレッドキングの予定だった[32]。
- 第1話の準備稿および第39話「セブン暗殺計画」の3種類の台本（準備稿、決定稿、決定稿2）にはいずれも登場が予定されていたが、完成作品ではウインダムに変更された[17]。
- 撮影中、オープンセットで少年誌の写真用に山村哲夫がミクラスの着ぐるみに入った[35]。
- 第25話の脚本では、ミクラスはロボットモンスターであるために冷凍光線が効かないと書かれていた[23]。
- 放送当時に発表された桑田次郎の漫画版では、エレキングの尻尾の電撃には余裕で耐え、逆に尻尾を掴んで振り回して投げ飛ばすなど優勢に戦うが、復活したエレキングの電撃光線の直撃を何発も浴びてしまい、焼き殺される寸前でカプセルに回収される。なお、同漫画のナレーションでは、カプセル怪獣は地球でいうところの家畜に相当するとの旨が解説されている[36]。

### カプセル怪獣 アギラ
第32話「散歩する惑星」、第46話「ダン対セブンの決闘」に登場。
外観は角竜類に近く、額の一本角を武器に高い知能と俊敏な動きで敵を惑わすスピード戦法を得意とする。少々のん気で気弱な一面もある。瞼を半分閉じたような目をしている。体色はグレーで、襟巻きは赤。第46話で体色に黒い斑紋が追加された。
第32話では金色のカプセルから登場。妨害電波によってダンがセブンに変身できなかったため、呼び出される。リッガーを素早い動きで翻弄するが、尻尾攻撃に打ちのめされて敗北し、ダンによってカプセルに回収される。
第46話では赤いカプセルから登場。ダンがポインターにウルトラアイを置き忘れてきたため、呼び出される。セブンと同じ姿かつ同じ能力のにせウルトラセブンに戸惑ったうえに実力差が大きく、翻弄されて崖から突き落とされる。本話では、ダンがアギラをカプセルに戻す描写が存在しない。
- スーツアクター：鈴木邦夫（第32話）[47]、西京利彦（第46話）[48]
- デザインは池谷仙克[39][43]。三角竜がデザインモチーフ[43]。書籍『ウルトラセブン ベストブック』では、恐竜型の怪獣となったのは『セブン』と同時期に放映していた特撮番組『怪獣王子』からの影響と記述している[38]。第46話では、追加の塗装を第32話のスーツにしたものが使用された[49]。
- 鳴き声は第32話と第46話で異なる[39]。
- 当初、第32話でリッガーと戦うカプセル怪獣には『ウルトラQ』のパゴス（準備稿「漂流する惑星」）とウインダム（決定稿）が予定されていた[39][47]が、「視聴率アップのために新しいカプセル怪獣を登場させる」という理由でアギラが登場することになった[43]。
- 未発表作品「宇宙人15+怪獣35」ではピグモンに助けられた病身のダンによってウインダムと共に召喚され、セブンと共に東京に現れた怪獣軍団と戦うシナリオが予定されていた。
- 素早い動きを利した体当たりは、『ウルトラ怪獣攻げき技大図鑑』で「ダイノダッシュ」と命名された。

## 宇宙狩人 クール星人
第1話「姿なき挑戦者」に登場。
地球人を「昆虫」呼ばわりし、数年前から地球侵略のためにさまざまな職業の彼らを実験用の「標本」として円盤から蒸発光線を発射し、円盤内に無重力状態で拉致する。頭脳は発達しているが、銃器などは所持しておらず、肉弾戦が得意ではないとみられる体格のため、戦闘能力はほとんどなく、保護色で不可視化したクール円盤の中からは決して出てこないが、尻尾からは神経を麻痺させるクールガスを発射する。ハサミ状の先端の6本の腕を持つ大きな頭と貧弱な胴体の大きな双眼を持つ蜘蛛のような姿で円盤内を浮遊しており、後にウルトラ警備隊を通して人類に即時の全面降伏と武装解除の要求がなされる。だが、その要求が拒否されると京浜工業地帯を攻撃して東京襲撃を予告するが、ダンの発案した噴霧弾（特殊噴霧装置）で円盤を赤色に着色され、保護色が効かなくなり、ウルトラホーク1号やウインダムと複数の小型宇宙艇で交戦後、円盤内の機械室に侵入したセブンにアイスラッガーで頭部を切断されて倒され、拉致されていた人々も救出される。その後、セブンによって宇宙空間に宇宙船が運ばれ、エメリウム光線によって破壊されたことから、全滅したものとみられる。
- 声の出演：矢田耕司
- モデルはダニ[64][注釈 8]で、それまでの怪獣の二足歩行を前提としたデザインとは一線を画している。
- 放映当時の雑誌設定では、クール星も円盤と同様に保護色マシンで隠し、他の星からの侵略を回避している[61]。クール星は文化が発達しているが物資に乏しく、星人たちは高度な科学力で他星を侵略して略奪行為を行なっているとされる[66]。
- 他の作品への登場
  - 桑田次郎の漫画版『ウルトラセブン』では、複数体が登場して集団でセブンを襲うが、全員とも返り討ちにされる。
  - 漫画『ウルトラマンSTORY 0』では、第47話以降にザラブ星人の配下として登場。
  - 『ウルトラゾーン』第14話アイキャッチでは、ビラ星人やチブル星人とのトリオで臨んだお笑いのオーディションでハリセンを手にツッコミ役を演じている様子が描かれた[67][68]。
  - 漫画『酩酊!怪獣酒場』ではバーのオーナーとして登場する。毒舌だが怪獣たちからは面白い人と好かれている。

## 生物X ワイアール星人
第2話「緑の恐怖」に登場。
突然変異によって惑星全体が植物で覆われたワイアール星出身の植物宇宙人。緑の蔦が絡み合ったような身体に高度な知能を備えており、地球人を自分たちと同じ植物生命体に変えて支配しようと目論む。
宇宙ステーションV3の石黒隊員を「チルソナイト808」の巨大鉱石に幽閉し、彼に擬態して地球に侵入する。昼間は石黒邸にある小型の金属塊に入った電子頭脳から肉体に送信される石黒の記憶や姿のデータによって言動や容姿まで完璧に彼に擬態し、石黒の自宅を拠点に活動しているが、夜になると本来の姿に戻り、人々に特殊な体液を浴びせ、3日間で十数人を襲って同族化していく。周囲に警戒され始めた後、石黒の妻の美津子を連れての旅行に見せかけて逃亡を図ったところ、発信機付きの電子頭脳が入った金属塊をダンに叩き割られて人間の姿を維持できなくなり、箱根に向かう列車内で擬態が解ける。最後は山間で巨大化してセブンとの戦闘に挑むが、全身から放つ緑色の光線も効かず、アイスラッガーで真っ二つにされたうえ、エメリウム光線で焼却される。電子頭脳が破壊された直後に巨大鉱石も崩れたため、内部の石黒も無事に救出される。その後、石黒はウルトラ警備隊と共に現場へ駆けつけて妻と再会するが、それまでの経緯から悲鳴を上げた彼女に自分が本物であることを説明して安堵され、改めて旅行へ出発する。
- スーツアクター：春原貞雄[出典 20]、佐々木孝吉[74]
- 『ウルトラ怪獣大全集』では、別名を植物宇宙人と記述している[53]。
- ワイアール星人が使用していたチルソナイトは、『ウルトラQ』にも怪獣ガラモンの入っていた隕石を構成する合金として登場している（脚本は同じ金城哲夫）[75]。本作品での設定ではワイアール星から産出される金属で、ダンの透視能力が通用しない。衝撃を与えると甲高い音が鳴るが、硬度はあまり高くなく、金属塊はダンの振るった金槌の一撃で破壊されている。後年、円谷プロ公式サイトのエイプリルフールネタでは、本作品の「チルソナイト808」は「金属」、ガラモンの「チルソナイト」は「合金」とそれぞれ解説されていた[要出典]。
- ワイアール星人の名前は、植物に含まれる葉緑素をローマ字に直したときの「YouRyokuso」からきている[出典 21]。
- デザインは成田亨[78]。体が空洞に見えるよう、着ぐるみの各所には鏡がはめ込まれている[56][57]。成田はこの手法について、「成功とはいえない」と評している[78]。
- ロマンスカー内の撮影では、本編助監督の佐々木がスーツアクターの手配を忘れてしまった。そこで自ら着ぐるみに入ることで、監督たちの許しを請うたという[74]。
- 映画『大怪獣バトル ウルトラ銀河伝説 THE MOVIE』では、ベリュドラの胴体を構成する怪獣の1体となっている[79]。

### 人間生物X
第2話「緑の恐怖」に登場。
ワイアール星人によって凶暴化し、植物生命体の姿に変貌した人間。ワイアール星人と同一の姿で、主に夜中に活動して人間を特殊液で自分と同じ姿に変え、仲間を増やそうとする。ウルトラ警備隊のメディカルセンターで覚醒した個体は、神経を麻痺させるパラライザーの一撃で沈黙する。ワイアール星人が倒された後は全員が人間に戻ったことが、地球防衛軍隊員のセリフで明言されている。
- 名称は書籍『円谷プロ全怪獣図鑑』より[60]。書籍『ウルトラセブンイズム』では生物X（地球人）[55]、書籍『キャラクター大全ウルトラセブン』（講談社、2012年）では怪生物Xと表記している[58]。

## 変身怪人 ピット星人
第3話「湖のひみつ」に登場。
ピット星から地球侵略のために円盤で飛来した宇宙人。劇中では、2体（オレンジの顔に黄色い目の個体と青紫の顔に赤い目の個体）が確認されている。2体とも同じ容姿の地球人少女に変身して木曽谷近くで滞在し、円盤を吾妻湖（架空の湖）付近に着陸させて拠点にすると、同湖へエレキングの幼体を放流して成長を待ちつつ、自分たち共々いつでも出撃可能な準備を整える。
2体のうち1体目は目的であるウルトラアイの奪取を実行するべく、ウルトラ警備隊のモロボシ・ダンとフルハシ隊員を巧みに円盤へ誘い込み、催眠ガスで気絶させて難なく奪取に成功する。その後、1体目も催眠ガスの被害者だと勘違いしたフルハシによって基地のメディカルセンターへ収容され、アンヌ隊員と一般隊員1名を襲撃すると、アンヌを気絶させて一般隊員をペンダントからの光線で硬直化させたうえ、極東基地の計器類を破壊させることにも成功する。2体目は円盤内からエレキングを巨大化させて操るが、ダンによる妨害を経てウルトラアイを奪還され、ウルトラセブンへ変身される。
1体目はウルトラホーク2号を奪い、木曽谷へ戻って2体目と合流するが、セブンによるエレキングの敗北後に円盤で逃亡する。2人は円盤内で「地球人の男性は可愛い子に弱いことが判明した」と楽しげに再侵略への算段を語りつつ本来の姿に戻るが、追いついてきたセブンによってエメリウム光線で円盤ごと粉砕される。
- 出演：高橋礼子[注釈 16]
- 名前は、キューピッドのような可愛い女の子に化けて相手を惑わすことから付けられた[92]。準備稿の名称はマーガレット星人だったが、決定稿でピット星人に変更された。
- デザインは成田亨によるもので、トンボをモチーフとしている[93]。成田は抽象的なフォルムがまとまり、最も気に入っていると述べている[93]。
- マスクはラテックス製、眼はFRP製であるが、別に造形したものを接着したのではなく、同じ型に流し込んで成形されたため、眼と顔に継ぎ目が存在しない[32]。
- 吾妻湖付近に着陸していた円盤のシーンは、原寸大レプリカを作成して河原に設置し、撮影したという[注釈 17]。
- 放送当時に朝日ソノラマより発売されたソノシート『ウルトラセブン 恐怖の怪獣狩り!』では、本編と同様にエレキングを操る。アンヌに化けてハイドランジャー内でダンを襲おうとするが、セブンに変身されて返り討ちにされる[注釈 18]。

## 宇宙怪獣 エレキング

須賀川市内に設置されているエレキングの像

第3話「湖のひみつ」に登場。
ピット星人が操る侵略用の生体兵器であり、木曽谷の吾妻湖にて灰色の皮膚の幼体の状態で放流され、ピット星人に育てられて短期間で成長する。ピット星人の指令電波で操られるが、自律的行動も可能。独特の鳴き声を発し、体表から50万ボルトの電気ショックを放つほか、口部分の半透明の発光体から三日月状の高電圧の放電光線や炭酸ガスを発射する。
一度は釣り人に魚と間違われて釣られそうになるが、少女に変身したピット星人に助けられた後、その危機に際して赤い閃光と共に巨大化する。カプセル怪獣ミクラスと戦い、一時はミクラスに投げ飛ばされたりと劣勢になるが、尻尾を巻き付けての電気ショックで勝利する。その後、ウルトラセブンとの戦いでも、同様に尻尾による放電攻撃を浴びせるが、致命的なダメージを与えることができず、エメリウム光線で両方のアンテナ角を破壊されて動きを止めたところをアイスラッガーで尻尾と胴体、首を切断され、爆散する。
- スーツアクター：池田芙美夫、鈴木邦夫[注釈 21]
- セブンに尾を巻きつけるシーンでは、着ぐるみとは別に長い尾が用いられた[88][105]。
- ミクラスと揉み合うシーンの撮影時には右のアンテナ角が折れ[32]、現場で補修されている。
- エレキングが出現した湖のセットには、ウルトラホーク1号の発進シーンのセットが流用されている。
- 準備稿では、エレキングと戦うカプセル怪獣はレッドキングが予定されていた[32]。
- 『週刊少年マガジン』（講談社）に連載された桑田次郎によるコミカライズ版『ウルトラセブン』では、当初は口蓋が大きく開いて牙を剥き出しにした頭部や筋肉質の胴体を持つ容姿が描かれており[106]、空を飛んでセブンやホーク1号と空中戦を行うが、容姿は終盤にテレビ版準拠のものに変更されており、特に頭部については「訂正とおわび」と称した広告すら掲載されたうえ、後に発売された「桑田次郎マンガ版」と謳ったフィギュアでもテレビ版準拠の容姿が用いられている[107]。
- 未発表作品「宇宙人15+怪獣35」では、宇宙人15人が手を組んで結成された宇宙人連合により蘇生され、ゲスラやペスターと共に第3話の湖から出現した際と同様に東京湾から出現する。その後、ピグモンの提案した怪獣ファイトをペギラ、ネロンガ、レッドキング、ジェロニモンと共に最後まで残ってセブンを苦しめるが、セブンを助けに現れた黄金怪獣ゴードに倒されるというシナリオが予定されていた。
- 尻尾で相手を絡め取っての電撃攻撃は、『大怪獣バトル ULTRA MONSTERS』では「エレクトリックテール」と表記されている。
- ビデオ『ウルトラ怪獣伝説』では、テレスドンの危機を救うために出撃するが、セブンとの戦いで倒される。映像は『ウルトラセブン』の「湖のひみつ」の流用。
- 『ウルトラファイト』では、放電光線が火と呼ばれている。

## 反重力宇宙人 ゴドラ星人
第4話「マックス号応答せよ」に登場。
原子力タンカー2隻や海上保安庁の調査船を同じ海域で狙い、船が消失した海域に地球防衛軍の注意を集め、その隙に地球を征服しようと企む。カニの爪のような形状の右手の先端の穴（ゴドラガン）から放つリング状の光線や液体によって形成した捕獲用カプセル（ゴドラ・カプセル、ゴドラカプセル）のほか、飛行能力や変身能力などの能力を持つ。
まず、地球人の女性に化けた個体がモロボシ・ダン隊員に接触し、乗車のトヨタS800がエンジン故障で動かなくなったとの騙し討ちでウルトラアイを奪って彼を閉じ込めたうえ、地球防衛軍の原子力船マックス号を赤色の反重力霧で宇宙空間に運ぶ。続いて、別の個体がマックス号の捜索に宇宙へ上がってきたウルトラホーク2号に現れてフルハシ隊員に化け、同機で地球防衛軍極東基地に潜入し、地下18階の第2動力室の原子炉を時限爆弾で破壊しようと企むが、駆けつけたダンに発見される。ダンをカプセルに捕獲して彼に化けるものの機転に遭い、カプセルを破壊されてウルトラアイを奪還される。
その後、マックス号から観測用ロケットで脱出してきたアマギ隊員の助言を聞いて駆けつけたキリヤマ隊長に爆弾を解除され、爆破計画は失敗に終わる。ウルトラアイを奪った1体がウルトラセブンにエメリウム光線で倒されると、爆弾を仕掛けたもう1体はダンに化けてアンヌ隊員の拉致を企むが、それを阻んだセブンのアイスラッガーを額に受け、逃走する。最後は正体を現してセブンとの巨体戦となり、劣勢と見て逃亡を図ったところをエメリウム光線で倒される。
基地に仕掛けられた爆弾はセブンによって宇宙に運ばれ、ゴドラ星人の巣窟と化したマックス号の爆破に使用される。マックス号に残っていたソガ隊員、フルハシ隊員、タケナカ参謀は爆破寸前にセブンによる救出を経て生還するが、他の乗組員たちはゴドラ星人に抵抗したために宇宙空間に放り出されており、全滅していた。
宇宙にて隊員たちに倒される1体、地上にて倒される2体、マックス号の通路内にて倒される3体、セブンにウェッジ光線で倒される1体と、少なくとも7体が登場するが、スーツは1体のみである。
- 演：水上竜子（人間体[注釈 24]）
- 声の出演：小林恭治
- スーツアクター：西京利彦[出典 35]
  - 西京は、表情で芝居ができないことから全体で感情を見せようと考え、高笑いする場面では肩や体を揺するなどしている[104]。
- 名前は海を舞台にした話であることから、水の都ヴェネツィアのゴンドラにちなんでいる[121]。
- 番組開始時の撮影会で、ウルトラセブン・ウルトラ警備隊隊員・円谷英二、ミクラスと並んでいるショットが撮影され、書籍類で使用されている。
- デザインは成田亨によるもので、成田は「『ウルトラセブン』での宇宙人デザインの基本スタイル」と称している[122]。デザイン画では、両手はハサミではなく、地球人のように五指があるものとして描かれていた[122]。高山良策による着ぐるみも当初はデザイン画と同様に造型されており[123]、ハサミは円谷プロによって取り付けられたものである[出典 36]。
- 未発表作品「宇宙人15＋怪獣35」では、バルタン星人や他の宇宙人たちと共に宇宙連合軍を結成し、蘇生させた怪獣たちを出撃させるが、ピグモンの提案した怪獣ファイトで暴走した怪獣たちに食い殺される、というシナリオが予定されていた。
- 放送当時の出版物[要文献特定詳細情報]では、ゴンドラ星人と記述されているものもある。
- セブンの突進をかわして空中からキックするシーンでは、ゴドラ星人を持ち上げているスタッフの腕が映り込んでいたが、4Kデジタルリマスター版では修正されている。

## 宇宙蝦人間 ビラ星人
第5話「消された時間」に登場。脚本ではヴィラ星人と表記しているため、これに準じている書籍もあるが、現在の公式名称はビラ星人である。
陸地が星全体の10分の1しかない小さなビラ星から、宇宙船団で地球に侵攻する。高性能遠距離レーダーの核となるユシマダイオードを持参して地球防衛軍極東基地へ向かうユシマ博士の旅客機を時間停止光線で捕獲し、彼の頭にビラ星人の心を植え付けて洗脳してスパイに仕立て上げ、細工を施したユシマダイオードで基地のレーダーを故障させる。ユシマにウルトラホークの破壊指令を出しているところをダンに見られ、彼を使って独房に監禁することに成功するが、ダンはウルトラセブンに変身して脱出する。その後はウルトラ警備隊と宇宙船団で対決し、自身の乗った円盤をセブンのエメリウム光線によって打ち落とされ、巨大化する。最後はセブンのストップ光線によって動きを止められた後にアイスラッガーで胴体を切断され、続けて撃墜された円盤が墜落して炎上したことにより、絶命する。
武器は胴体からすべてのものを溶かしてしまう毒液を出すほか、口から赤い毒ガスを吐く。煙幕はせいぜい相手の目をくらませる程度のものでしかなく、時間停止光線もセブンの張り巡らしたバリヤーに防がれ、登場した宇宙船団もウルトラ警備隊によって全滅させられる。
- 声の出演：辻村真人
- クール星人と同様の操演式の非人間型の宇宙人[57][126]。機電の倉方茂雄によって、動くギミックが胴体の触手に追加された[126]。
- デザインは成田亨によるもので、モチーフはウチワエビ[出典 42]。書籍『ウルトラ怪獣列伝』では甲殻類から高等進化したものと推測している[56]。
- 放送当時の児童誌では、名前の由来を「新聞のビラのようにビラビラしているから」と記述している[57]。
- 他の作品への登場
  - 映画『大怪獣バトル ウルトラ銀河伝説 THE MOVIE』では、ベリュドラの胴体を構成する怪獣の1体となっている[79]。
  - 『ウルトラゾーン』第14話アイキャッチでは、クール星人、チブル星人とのトリオでお笑いのオーディションを受けている様子が描かれている[67][68]。

## 放浪宇宙人 ペガッサ星人
第6話「ダーク・ゾーン」に登場。
宇宙有数の高度な科学技術を有しているが、故郷のペガッサ星が惑星の風化作用によって荒廃したことから故郷を見限り、宇宙空間に巨大な科学都市ペガッサシティ（劇中ではペガッサ市と呼称）を建造した。ペガッサシティは地球の8万倍もの密度を持つ物質で構成されており、自己動力で運行すると共に空気や水も含めて生命維持に必要なあらゆる物が地球人には想像できないほどの巨大な工場で人工的に生産されている。
そんな折、動力系統が故障したペガッサシティと、自分たちと同等の科学力を持っていると誤解した地球の衝突を避けるため、地球の軌道を一時変更するように要請する。軌道変更が不可能である場合は地球破壊爆弾を携えた工作員の個体が秘かに地球を訪れていたが、事故で負傷して市との連絡も不能となり、ダーク・ゾーンと呼ばれる自在に大きさが調節可能な影のような暗黒空間をまとってアンヌの部屋に潜んでいた。当初は正体を明かそうとせず、影の状態でペガッサシティの素晴らしさを他人事のように語り、ダンやアンヌと意気投合するまでになるが、地球の軌道変更が不可能と知ると、正体を現して事前に呼び寄せて地中深くに仕掛けた地球破壊爆弾で前述の任務に移行する。その際、アンヌにダンと共に地球から逃げるように避難勧告するが、駆けつけたダンからペガッサシティが地球防衛軍北極基地の宇宙爆撃艇によって破壊されたことを知らされ、絶望の末に地球人への復讐を図る。ウルトラセブンとの戦闘ではペガッサガン（ダークガン）から小型ミサイル弾を発射するものの回避され、アイスラッガーを額に受けて闇の中へ走り去り、その後の消息は不明。残された爆弾は、セブンによって宇宙空間に持ち出されて爆破された。
巨大化能力や攻撃用の超能力の類は劇中では見せず、攻撃もペガッサガンで行う。また、アンヌにミネラルウォーターを貰った際にはダンとアンヌに「恥ずかしいので向こうを見てくれ」と促して瓶ごと飲み干すほか、フルハシ隊員に木製のハンガーを突き付けられた際にはへし折ってしまった。
- スーツアクター：山本一[127][131]
- 声：日笠潤一
- デザインは成田亨によるもので、ゴドラ星人の応用としている[135]。
- ペガッサ星人が使用したペガッサガンは、第11話におけるワイルド星人戦でキリヤマ隊長が使用する。
- 各所で多用されている鏡台に向かうアンヌの後ろに立つスチール[出典 46][注釈 26]は特写用のものであり、劇中ではそのようなシーンはない[136]。
- 大伴昌司が構成を務めた怪獣図鑑では、目から「ペガッサ光線」という溶解光線を出し、「ひとっとびで、国会議事堂を飛びこえる力がある」と記述されている[137]。
- 放送当時、朝日ソノラマのソノシートに収録された「3大星人の逆襲」は「ダーク・ゾーン」の後日談であり、生存していたペガッサ星人（声：千葉耕市）がゴドラ星人やワイアール星人と結託して復讐する物語である。セブンのアイスラッガーには耐えるが、エメリウム光線で倒される。なお、この音源はジェネオン エンタテインメントのDVD『ウルトラセブン1967』に復刻収録されている[138]。
- 2022年にねとらぼが発表したアンケート「【ウルトラセブン】の「宇宙人・怪獣」人気ランキングTOP24！」では、第10位を獲得している[139]。

## 火炎怪人 キュラソ星人
第7話「宇宙囚人303」に登場。
宇宙でも特に治安が悪いことで有名な、コスモポリタス第8惑星のキュラソ星から逃亡してきた宇宙人。催眠術を得意とし、ガソリンを主食としている。武器は口からの火炎と怪力。
劇中に登場したのはキュラソ星の刑務所に収容されていた凶悪犯・犯罪者303号で、刑務所から1人乗りの小型宇宙船スペースポニーに乗って脱獄したため、キュラソ連邦警察から全宇宙に対して「凶悪犯の303が脱獄、発見次第これを速やかに殺害せよ」という旨の抹殺依頼が送られていた。地球への逃亡後は怪力と鋭い爪の生えた3本指の手で遭遇した警察官やガソリンスタンド従業員などを8人連続で絞殺し、水島という家族が住む一軒家に籠城するが、2階にいたために難を逃れた少年に警察とウルトラ警備隊へ通報されて逃走する。ウルトラ警備隊に宇宙船を爆破されると、額からの暗示光線でアンヌを操ってポインターごと拉致し、整備中のウルトラホーク1号のβ号を乗っ取り宇宙空間に脱出しようとするが、残ったα号とγ号で追跡してきたウルトラ警備隊に強制ドッキングされ、ダンとアマギにβ号内部に突入され、アマギにアンヌを救出される。ダンに対しては口からの火炎で応戦するが、逆にそれによりβ号コクピットは火の海と化してウルトラ警備隊によって切り離され、ダンにもセブンに変身されて脱出されてしまう。最後は森林に墜落炎上したβ号から巨大化するが、既に炎と熱が燃え移って体内のガソリンに引火しており、苦悶する声を挙げた後爆死した。
劇中では出身星であるキュラソ星の支配勢力自体は善意の協力要請者として描かれており、事件解決後、ナレーションによってキュラソ星と地球の間に友好関係が結ばれたことが示唆されている。
- スーツアクター：松原靖[出典 51]
- 名前は吸血鬼ドラキュラにちなんでいる[76]。
- 小学館コロタン文庫『ウルトラ怪獣500』では、「宇宙囚人」と記載されている[要ページ番号]。
- 着ぐるみの体部分は、『ウルトラマン』の2代目ケムール人を流用したもの[144][57]。また、頭部もケムール人に似たデザインで、同様の眼球可動機構も内蔵されている[145]。
- 当時の台本は拗音が表記できておらず、「キユラソ星人」と書かれているため、出演者はたびたび「キユラソ星人」「キューラソ星人[140][57]」と発音している。アンヌ役のひし美ゆり子が監督の満田かずほに訊いたところ、金城哲夫が飲食店の場でリキュールから音をもじって充てたという[146]。
- 決定稿ではβ号機内でのセブンとキュラソ星人の対決が描かれているが、完成作品ではカットされ、セブンの変身は炎上するβ号から脱出するためだけに行われている[73]。
- デザインは成田亨によるもので、覆面をモチーフとしている[78]。デザイン画では別名を「異次元宇宙人」と表記しており、同じくデザイン画で「宇宙囚人」と書かれているイカルス星人と当初のデザインが入れ替わっているのではないかとする説がある[147]。
- 他の作品への登場
  - 映画『大怪獣バトル ウルトラ銀河伝説 THE MOVIE』では、ベリュドラの左腕を構成する怪獣の1体となっている[79]。
  - 内山まもるによる漫画版『大怪獣バトル ウルトラ銀河伝説 THE MOVIE』では、グア軍団の地球襲撃の目を逸らす手段として、怪獣戦艦キングジョーグとギエロニアによりキュラソ星が襲撃を受けている。

## 幻覚宇宙人 メトロン星人
第8話「狙われた街」に登場。
宇宙の彼方にある紅い星メトロン星から地球に侵入した宇宙人。狡猾な戦略で知られ、地球侵入以前にもいくつかの星を侵略している。地球上では北川町のとある安アパートに偽装した基地を拠点として黒スーツ姿の人間男性に変身し、北川町駅前の自動販売機に後述のたばこを補充するなど、暗躍していた。アパートに乗り込んできたモロボシダン=ウルトラセブンとは本来の姿で対面して朗らかな口調で語りかけ、ちゃぶ台を挟んであぐらをかくという人間社会にすっかり馴染んだ姿を披露する。
（本話制作当時の）地球人の約半数が吸っているというたばこに、感情や理性を奪って発狂させて周囲の者がすべて敵に見える作用を持つ赤い結晶体を混入し、これを吸引した地球人同士が信頼感を崩壊して殺し合うことで、最終的には地球人類が自滅するのを待って地球を乗っ取ろうとたくらむが、安アパートに偽装した基地に乗り込んできたダンとの会話を経て、追ってきた彼と基地内に格納されていたメトロン円盤に乗り込んで飛び立ったところをウルトラホーク1号に撃墜され、巨大化する。夕陽に照らされる北川町の工業地帯を舞台に展開されるセブンとの戦闘では、四肢を大きく振り上げる独特の走り方で交戦するもすぐに逃亡を図って飛び去るが、最後はセブンのアイスラッガーによって空中で縦真っ二つにされたところにエメリウム光線を受け、爆発する。
- 声の出演：中江真司
- スーツアクター：荒垣輝雄[出典 55]
- スーツ素材にはシート状のフォームラバー（シートフォーム）を用いている[159]。スーツは制作が間に合わなかったことから未塗装の状態で現場へ納品され、池谷仙克が余った塗料で塗装したことから、派手な色となっている[160][105]。また、実相寺昭雄が監督を担当した本話は、たばこによって発狂させられる登場人物やそれに翻弄される周囲の描写、会話中の登場人物の表情が判別できなくなるほどの影を多用した演出が尺の大半を占めており、メトロン星人の本来の姿が終盤にしか登場しないことも、スーツの制作の遅延をカバーする形となっている。なお、前述の通りあぐらをかくシーンがあるため、実相寺はデザイン担当の成田亨に「座りやすくしてくれ」と注文を付けていた[161]。
- 探検隊が宇宙ケシを持ち帰った星として言及されたワイ星は、未発表脚本の「認識票No.3」に登場する星である。
- 前述のダンとちゃぶ台を挟んで対峙する場面は、そのシュールさからフィギュアとして商品化されるなど、多くの引用が見られる。また、ラストのナレーションは『セブン』の寓話性を象徴するもののひとつとされている。
- 『ウルトラマンマックス』第24話「狙われない街」は本話の正統な続編となっており[162]、この際に一命を取り留めて生き延びていたという設定で再登場している（詳細はメトロン星人#『ウルトラマンマックス』に登場するメトロン星人を参照）。

メトロン円盤
自身の陰謀を暴かれたと同時に、作戦の遂行に邪魔なダン=セブンを宇宙に連れ去るため、潜伏先の安アパート（押し入れがドックに通じている）に偽装した基地からメトロン星人が発進させる。武器はフラッシュ光。玉が2つ接続されたような独特の外形をしており、ウルトラホーク1号のミサイルで攻撃された際には2機に分断する。その後、メトロン星人とダンの乗った方が撃墜され、両者が巨大化したことによって爆発し、残る一方もウルトラホーク1号のミサイルで撃墜される。

## 頭脳星人 チブル星人
第9話「アンドロイド0指令」に登場。
地球侵略を狙う知能指数5万の宇宙人で、宇宙でもトップクラスの頭脳を持つとされている。外観のほとんどを占めるセブンのキックやチョップを無効化できる硬い外骨格に覆われた巨大な脳を持つ頭部以外は3本の短い足があるだけで、変身能力を備えているものの極めて戦闘能力は低い。全身には相手を麻痺させるトゲを持つ。「おもちゃ爺さん」なる老人に化けて子供たちにおもちゃに偽装した銃とそのおまけとして催眠周波の受信装置を仕込んだ宇宙金属製のワッペンをばら撒き、午前0時に発動した指令で催眠状態になった子供たちに玩具から本物に変わった銃で大人たちの心理をついて彼らを殺害させる計画「アンドロイド0指令」を実行しようと目論む。
アンドロイド少女ゼロワンを操ってダン・ソガを追い詰めるが、あと一歩のところで逆に追い詰め返されて正体を現す。最後はセブンのエメリウム光線で倒され、溶解する。
- 人間体：植村謙二郎
- チブル星は、星人たちも含めてすべての生物がコンピューターの管理下に置かれている（放映当時の雑誌設定[164]）。
- 「ちぶる」は沖縄方言で「頭」という意味[出典 60]。同話の脚本を手掛けた上原正三が沖縄県出身だったことに由来する[77]。
- デザインは成田亨によるもので、貝殻を抽象化したものと述べている[78][57]。
- 他の作品への登場
  - 一峰大二の漫画版『ウルトラセブン』では、正体が露呈したと同時に巨大化してウルトラセブンと対峙。テレビ版と違って格闘戦でセブンを苦しめるが、最後はアイスラッガーで一刀両断される。
  - 『フィギュア王』に掲載された「ゴードの巻」では、一峰の漫画版同様に巨大化してセブンを襲ったが、こちらでも最後はアイスラッガーで両断される。
  - 『ウルトラマンタロウ』放映当時の学年誌の記事[要文献特定詳細情報]では、怪獣軍団の参謀を務める。作戦会議などでもメフィラス星人やヤプール、ヒッポリト星人などの幹部らとともに姿を見せている。
  - 『ウルトラマン80』放映当時の『小学三年生』の漫画版では、怪獣墓場に眠る歴代のロボット怪獣を修理再生した軍団を率いて地球に襲来する。
  - 映画『大怪獣バトル ウルトラ銀河伝説 THE MOVIE』ではベリュドラの胴体を構成する怪獣の1体となっている[79]。
  - 『ウルトラゾーン』第14話アイキャッチでは、クール星人やビラ星人とのトリオで臨んだお笑いのオーディションでボケ役（クール星人にハリセンで叩かれる）を演じている[67][68]。また、コントパート（「不良怪獣ゼットン」「怪獣職務質問」）では、アンドロイド0指令を警告するチラシが背景に登場する。
  - 『ゆがふぅふぅ』（沖縄テレビ）の番組内お笑い番組「GONGON」には、チブル星人と沖縄民謡歌手・登川誠仁の名前にかけたチブル誠仁というキャラクターが登場する。

### 『大怪獣ラッシュ ウルトラフロンティア』に登場するチブル星人
データカードダスおよびそれを元にしたCGショートムービー『大怪獣ラッシュ ウルトラフロンティア』に登場。本作品ではプラズマギャラクシー中トップクラスの頭脳を持つとされ、自身の低い戦闘力を補うために人型パワードメカ・チブローダーに搭乗している。
チブル星人（チブローダー）
1弾より登場。別名「対プラズマ怪獣専用パワードメカ」。メインカラーは青で、右肩にビームレーザーポッド、左肩にミサイルポッドを装備した基本形態。
テレビ版の2ndシーズンではこの姿でハンターステーションにいる様子が確認できる。
- ゲーム内で戦わせるため、ロボット型のバトルスーツを着せたものとなった。透明フードは、B級SF映画の宇宙人によくあるイメージのものとなっている。

チブル星人（チブローダーストロング）
1弾より登場。別名「パワードメカストロングVer」。重装甲の大型タイプで、メインカラーは赤。近接戦闘時にストロングパワーを発揮し、剣を手持ち武器としている。
テレビ版「GANDAR Hunting」では、ラッシュハンターズよりも先にガンダーを狙い、剣を使った必殺技「ブレイカーストロング」でプラズマソウルの一部を獲得するが、冷凍ガスを浴びてチブローダーストロングが戦闘不能に陥る。しかし、自身は脱出用短距離転送システムで脱出して生還する。「このまま撤退するのは割に合わない」という理由から、ガンダーに苦戦するラッシュハンターズに助言する。声は粕谷雄太。
チブル星人（チブローダーリミテッド）
5弾より登場。別名「白い悪夢のチブローダー」。ギルドガードの切り札で、メインカラーは金と銀。従来のチブローダーを超えた機動性と、チブローダーストロング並みのパワーを併せ持つ。

### チブル星人エクセラー（SD）
『ウルトラマンギンガS』に登場。
スパークドールズの姿から実体化したチブル星人で、偉大なるグランドマスターことダークルギエルを復活させて自身が肉体として利用するため、ビクトリウムを狙う。一人称は「私」。チブローダーに搭乗している。少なくとも本編開始の1年前から行動を開始しており、月の裏側に建造した侵略用の宇宙基地に拠点を構え、地球の地底に眠るビクトリウムを奪う尖兵としてアンドロイド・ワンゼロやチブロイドを送り込む。また、自身の用心棒としてガッツ星人ボルスト（SD）を組織に迎えている。自身の頭脳を「宇宙最高」と称し、プライドも高く支配欲も強い。基本的には「グレイト」や「エクセレント」など時折英語を交えつつ慇懃無礼な口調で話すが、上機嫌になると狂ったかのように高笑いを上げ、後述のようにパニックを起こしたり激昂したりすると乱暴な口調になる。部下たちのこともスパークドールズの怪獣を含めて単なる駒としか見ておらず、失敗を重ねたワンゼロには容赦なく制裁を与え、ボルストのことも表向きでは称えつつ内心では見下すような態度をとっている。戦いをゲームと捉えている節があり、チェスのようなもので作戦を指揮する。ウルトラマンギンガやウルトラマンビクトリーのことも、当初は「ゲームは駒が多い方が面白い」と軽視していた。
第7話でワンゼロやボルストの敗北後にビクトリウムのエネルギーが充分集まったと判断すると、チブローダーストロングから降り、ファイヤーゴルザ・ガンQ・メルバ・レイキュバス・超コッヴのスパークドールズを合体させ、ファイブキング（SDU）へのモンスライブを遂げる。その強大な力でシェパードンやビクトリー、ついにはギンガストリウムをも倒すと、ビクトリアンに宣戦布告して夜明けまでにすべてのビクトリウムの引き渡しを要求する。また、第3レーダー塔の破壊に失敗したワンゼロを切り捨てて、戦力外通告と共に彼女の自爆装置を起動させる。その後、要求を呑む様子がないと判断すると夜明けを待たずに再びファイブキング（SDU）にライブし、雫が丘の街を手当たり次第に破壊したうえ、ヒカルのライブしたEXレッドキング（SD）・エレキング（SD）・キングジョーカスタム（SD）を難なく退ける。だが、シェパードンのビクトリウムによって復活したギンガとビクトリーの連携には敵わず、各怪獣の部位を次々に破壊されたことでパニックを起こした果てに「暴力はやめたまえ」と口走る。ギンガストリウムのストリウム光線でファイブキング（SDU）は倒されるも自身は生還し、ルギエルの復活とギンガやビクトリーへの復讐を誓う。
第9話より活動を再開するが、大量のチブロイドに片っ端からビクトリウムを探させ、人間が邪魔となれば無差別に襲わせるなど、より目的に固執するようになったほか、ワンゼロを切り捨てたことで生じた穴を埋めるべく組織を再編し、ボルストに能力増強アイテム・チブルサーキットを与え、最前線へ配置する。さらに人間までをも自身の駒とするべく、実験を行うエージェントとしてアクマニヤ星人ムエルテ（SD）やメトロン星人ジェイス（SD）といった宇宙人を送り込んでいたことが判明する。
第13話でボルストにも痺れを切らし、チブルサーキットを介して強制的にコントロールすることで彼をギンガとの直接対決へ駆り立てる。さらには、人類が開発した究極の兵器ビクトリウム・キャノンにも着目し、第14話よりギンガたちの始末をゼットン星人ベルメ（SD）に一任してルギエルを復活させ、地球のライブベースへ差し向ける。自身もそこへ侵入すると、ビクトリウム・キャノンのエネルギーを制御しきれなくなった国際防衛機構長官の神山に対し、「制御できないほどの強い力を兵器にしようとは、人類も愚かなものだ」と罵倒し、ルギエルとライブベースを融合させて究極の生命体であるビクトルギエルを誕生させる。
だがそれでも飽き足らず、さらなる強大な肉体を手にしようと地球の力の根源たるビクトリウム・コアをも狙い、再び自身の前に現れたワンゼロから伝えられた情報によってビクトリウム・コアをビクトルギエルに吸収させる。その後、ワンゼロ改めマナの真意を悟ってやってきたヒカルとショウによって彼女はすでに自身の敵であることを確認し、3人を殺害しようとするが、マナがヒカルとショウを救おうと身を挺したために隙が生じ、再びギンガとビクトリーに変身される。最終決戦ではマナの機転でビクトリウム・キャノンを失ってもなおギンガとビクトリーに勝ち誇るものの、その直後に自我も取り戻したルギエルには用済みと見なされ、一瞬でチブローダーごとスパークドールズに戻されてしまい、自身も駒として使われていたゆえの末路を遂げる。
- 声：江口拓也
- 本編第8話と第9話の間のエピソードである『新ウルトラマン列伝』第63話・第64話では、チブローダーがメンテナンス中のためにモニターを通して登場し、復活したボルストと共にファイブキング（SDU）を構成する5体の怪獣を紹介している。
- デザインはチブローダーストロングと共通で、4種類のカラーバリエーションから現在のものが採用され、カラーリングのみ変更されている[出典 62]。
- 宇宙船の外観は『セブン』に出てきそうな円盤のイメージで描いており、基地内もCG処理が前提であったが、複雑なものにしても違うと思ったことから、スタイリッシュな感じに統一している[166]。
- 怪獣や部下を駒として扱うキャラクター性は、「怪獣は仲間である」という作品テーマとの対比になっている[171]。自身が復活させた対象（ルギエル）に倒されるという末路も、プロット段階から決定していた[172]。
- 第16話ではダークルギエル特戦隊を率いてゲリラ戦を行うという案も存在したが、ストーリーが長くなることやルギエルが目立たなくなることなどから、不採用となった[172]。

### 『ウルトラマンR/B』に登場するチブル星人
『ウルトラマンR/B』第18話「明日なき世界」に登場。
宇宙人向けのテレビ放送局「NPTV」のプロデューサーを務めている。メフィラス星人とザラブ星人の作った番組の問題点を指摘しながらも助言などはせず、視聴率を上げる術について彼らに丸投げしており、打ち切りを宣告する。
- 声：石野竜三
- NPTVの宇宙人のキャラクターは、業界歴の長い同話監督の神谷誠が実際に目にした人物を元にしている[175]。初期案では3体ともザラブ星人であった[175]。

### チブル星人マブゼ
『ウルトラマンタイガ』第15話「キミの声が聞こえない」、第23話「激突！ウルトラビッグマッチ！」に登場。
「宇宙最高の頭脳」を自称し、作品世界の宇宙の地球に独自のラボを構え、ヴィラン・ギルドのオークションから入手した宇宙生物やその細胞のDNA配列を操作して新たに違法な人工生命体を造っているマッドサイエンティスト。同作品では装置から投影された立体映像の状態で登場。
第15話では、ヒロユキとカンタがモコの行方を追ってラボへたどり着いた際には、モコら宇宙生物たちは檻に監禁されていたうえ、自分は安全な場所から遠隔操作でゴモラの細胞とレッドキングの細胞にベリアル細胞を合成し、スカルゴモラを造っていた。
第23話では、ヴィラン・ギルドの活動の障害となるウルトラマンタイガら光の国のウルトラ戦士たちの排除、さらにはウルトラマントレギアへの当てつけも兼ねた「ウルトラマン狩り」と称した作戦で、ベリアル因子を利用して配下のザラブ星人・ゴドラ星人・スラン星人にニセウルトラマンベリアルを生み出させ、ニセベリアルに町を襲撃させて駆けつけたタイガたちを一網打尽にしようと目論むが、トレギアには自らの計画に不要と見なされて鼻で笑われたうえにニセベリアルの突撃を誘導され、ザラブ星人たちやアジトのビルごと撃破される。
- 声：水島大宙
- 近年の作品のようなCGではなく、操演とグリーンバック合成によって表現された[180]。
- 第15話のラボは廃校の給食室にて撮影された[181][182]。スカルゴモラを造る装置は、炊飯器を用いて撮影されている[181][182]。
- 第23話の脚本を担当した皐月彩は、マブゼを「傲慢な社長」とイメージしており、『ウルトラ怪獣散歩』っぽいノリだと述べている[183]。
- 第23話では最期の瞬間に「チ…チブルの科学力は宇宙一！」と口走っているが、ウルトラマンゼロも駆けつけた同話にはこれらを受けて同話監督の辻本貴則が自分のTwitterでも「そんなわけでゼロさまはクールに去るぜ」と答えるなど、漫画『ジョジョの奇妙な冒険』シリーズにちなんだ小ネタが盛り込まれている[184]。

### チブロイド

#### 『ウルトラマンギンガS』に登場するチブロイド
『ウルトラマンギンガS』に登場。
チブル星人エクセラー（SD）が操るアンドロイド戦闘兵。ワンゼロが持つチブロイドオーブから大量に呼び出されるほか、エクセラーの宇宙船にも番兵のように配置されている。装甲甲冑に身を包み、肉弾戦で戦うが、第7話・第9話・第14話では光線銃を用いる個体も登場する。チブルスパークにより、怪獣へのモンスライブも可能である。
最終話ではエクセラー亡き後にゼットン星人ベルメ（SD）の配下となり、「ダークルギエル特戦隊」を名乗ってヒカルたちを狙うが、UPGやビクトリアンの面々に阻止されて全滅する。
- スーツは『ウルトラギャラクシー大怪獣バトル NEVER ENDING ODYSSEY』に登場するペダン星人を基にしている[187][166]。衣装と頭部の一部を変更している[166]。当初はワンゼロと同様のアンドロイドとする案も存在した[187]。

#### 『ウルトラマンタイガ』に登場するチブロイド
『ウルトラマンタイガ』第4話「群狼の挽歌」、第15話「キミの声が聞こえない」に登場。
チブル星人マブゼに生み出されたアンドロイドであり、2体がマブゼのラボを警護し、警棒や拳銃を武器として付き従う。また、人間の研究員に扮してラボに出入りしていた。
上記の面々のほか、ヴォルクとともに宇宙人同士の抗争に参加した個体も登場している。
- スーツアクター：福島弘之、齋藤辰馬

## アンドロイド少女 ゼロワン
第9話「アンドロイド0指令」に登場。劇中では名前は呼ばれず、資料によってはゼロ・ワン、書籍『ウルトラセブン ベストブック』では名称をアンドロイド01とも記述している。
普段はデパートに立つ金髪のマネキン人形としてチブル星人のアジトにあるロッカーにしまわれているが、実際はアンドロイドであり、チブル星人が手を額にかざすと人間の美女の姿と化して活動する。自動車も追いつけないほどの速度で走り、掌からは強烈な高圧電流、指先からは光線を放つ。最初はダンを狙い、夜間パトロール中のソガとフルハシの乗ったポインターを呼び止め、自分をダンと騙ったフルハシに握手を求めて電撃で重傷を負わせて走り去るが、その際に彼に奪われていたブローチからはワッペンと同じく宇宙金属が発見される。アンドロイド0指令に邪魔なダン（とソガ）をデパートへ誘い込んで彼らを館内放送で翻弄するが、最後は額にセブンのエメリウム光線を受けてマネキンに戻り、倒れて砕け散る。
- 演：小林夕岐子
- 監督の満田かずほによれば、小林の人形のような無機質な美貌に触発されてアンドロイド少女の登場するエピソードを制作したとのこと[76][191]。小林自身は撮影当時に起用の経緯は知らされておらず、後年にファンから伝えられた[192]。当初は宮内恵子（牧れい）がキャスティングされていた[73]。
- 小林は、満田から人間的な感情を出さないよう演技指導された[192]。小林は、女優業であることを最初に認識した作品であったと述べており、初めての特撮作品でもあったため新鮮な感覚であったと述懐している[192]。
- ロケに用いられたデパートは松屋銀座本店であり、オープニングにも松屋がクレジットされている。

### アンドロイド・ワンゼロ（マナ）
『ウルトラマンギンガS』、『劇場版 ウルトラマンギンガS 決戦!ウルトラ10勇士!!』、『ウルトラマン ニュージェネレーションクロニクル』第5話-第7話に登場。
チブル星人エクセラー（SD）が地球に送り込んだアンドロイド少女。書籍によっては、ゼロワンの新型機と推測している。星人から指令を受け、チブロイドを率いて日々暗躍する。転送ゲートを発生させてビクトリウムを奪い、宇宙船のある月面へ送ることが任務。戦闘の際はチブルスパークを用いてさまざまな怪獣にモンスライブする。また、小柄な体躯に不釣り合いなほど高い格闘能力を秘めており、蹴り技を得意とする。さらに自己修復機能も持つなど、あらゆる面で高い性能を誇るが、感情回路も搭載されており、自身を見下すガッツ星人ボルスト（SD）に不満を抱き、蹴りかかったこともあった。
エクセラーからは単なる手駒としか見られておらず、ウルトラマンギンガらに敗北を重ねたことにより「もう後がないぞ」と脅されるようになっていく。第7話ではUPGのマグネウェーブ作戦を妨害するべくチブロイドを引き連れてライブベースの第3レーダー塔に侵入し、半径3キロメートルを消滅させるレプトン爆弾を設置しようとしたがアリサに阻止され、腹をチャージガンで撃ち抜かれて一時的に機能停止する。第8話ではついにエクセラーから戦力外通告を受け、前の20倍の威力を持つレプトン爆弾を用いた自爆装置を強制的に起動させられる。最後の任務を完遂しようとするも、駆け付けたショウとの戦闘中に「なぜお前は運命に抗おうとしないのか」と叫んだ彼に激昂し、渾身の一撃を与えるも力及ばず自爆装置ごと機能停止する。ファイブキング（SDU）が倒された後には再起動するが、エクセラーに見捨てられたことで帰る場所も名前も失い、あてもなく街をさまよい続ける日々を送る。
第9話ではヒカルの友人・石動美鈴と出会い、彼女から「マナ」という新たな名を授かり、接することで次第に心を開いていく。そんな中、ビクトリウムの捜索に現れたチブロイドから美鈴を守るために戦いを挑み、エクセラーに反旗を翻す。ヒカルを庇った際にはチブロイドの銃撃を受けて損傷・機能停止し、自己修復機能を用いずこのまま永遠に目覚めることを拒否しようとするが、美鈴の必死の呼びかけやショウから受けた言葉を思い出したことで生きる目的を見出して覚醒し、自身を友達とする彼女への感謝と笑顔を見せる。
その後は単独で行動するようになり、第10話ではドラゴリー（SD）の毒牙に侵されたショウを救っている。また、ショウとシェパードンの絆や非業の死を遂げたボルストに喜びや哀しみを重ね合わせていき、やがて「命」に興味を示し始める。
第15話でビクトリウム・キャノンによる街の爆散からアリサを救い、その際に友也から命とは何かを説かれる。その後、キサラの使者として現れたサクヤとヒヨリに呼び出されて地底世界へ向かい、キサラから地球の意思であるビクトリウム・コアとの対話という使命を託される。それに応じ、ビクトリウム・コアから地球を救う方法を教えられて帰還すると、「自分の存在意義が分かった」との言葉を残し、再びエクセラー側へ寝返ったふりをしてその場を離れる。ビクトルギエルと化したライブベース内へ突入すると、エクセラーにビクトリウム・コアの力を使わせ、あえてルギエルを完全復活させることにより両者を一気に倒す見通しであったが、助太刀に現れたヒカルとショウに自身がエクセラーに騙し討ちをかけようとしていることは見抜かれており、さらにはエクセラーの攻撃から2人を庇い、もろとも体外へ投げ出されてしまう。それでも自力で戦いに戻り、シェパードンのクリスタルスパークドールズをエクセラーの手から奪還することでビクトリウム・キャノンを封じ、わずかな勝機を見出す。
そして、そこに真の敵であり作戦の最終標的であるダークルギエルが復活すると、幻影の相手に翻弄されながらもライブベースのシステムを乗っ取ってヒカルたちに「内部と外部の同時破壊でビクトルギエルを倒せる」というメッセージを伝え、自身の機能をシステムネットワークにリンクさせて内部暴走を引き起こす。最期の瞬間には、ヒカル・ショウ・美鈴への感謝を告げながら生まれて初めての涙を流し、ビクトルギエルと共に爆散する。
だが、実はビクトリウム・コアとの対話の際にキサラから借り受けていたペンダントに自身の全データをバックアップしていたため、『劇場版 ウルトラマンギンガS 決戦!ウルトラ10勇士!!』では友也の手によって新たなボディで復元され、UPGの一員となって再登場する。
『ウルトラマン ニュージェネレーションクロニクル』第5話 - 第7話では、突如ブースカ劇場に現れてポップコーンを手に快獣ブースカとペガッサ星人ペガと共に『ギンガS』の上映を観ることとなる。当初、映画に出ていた「怖い人」の出現に二人は怯えるも、その後馴染み、幕間にはあっち向いてホイをブースカと行うも、ロボットなので引っかからなかった。なお、左胸のワッペンは劇場版同様、UPGのものになっている。
- 演：最上もが
- 「マナ」とは神秘的な力や旧約聖書に登場する食物などを指し、本作品ではハワイ州において使われるという「取り戻す命」の意として扱われている。命名したシリーズ構成の小林雄次は意味を考えていなかったが、共同シリーズ構成の中野貴雄からの意見により意味づけられた[172]。
- 企画当初よりチブル星人の登場が決定していたため、その部下として中野により発案された[193]。ワンゼロのドラマは作品の重要な要素の1つとなっており[171]、中野はワンゼロの方向性が決まったことでシリーズ構成がまとまったと証言している[193]。第11話から第14話にかけて徐々に人間の感情を学んでいくという展開も予定されていたが、スケジュールの都合から第15話と第16話に集約させる形となった[194]。
- 衣装は円谷プロダクションの後藤正行による初期デザインを元に、JAP工房が決定デザインと制作を手がけた[187][195][166]。後藤によるデザインでは左右対称の形であったが、左右非対称にすることで悪役感を出している[195]。首のシルバーアクセサリーは、JAP工房のオリジナルブランドのものをアレンジしている[195]。靴はアクションが行えるよう、スニーカーにカバーを被せてブーツに見えるようにしている[195]。チブルサーキットは、マジックテープで着脱が可能となっている[195]。
- 劇場版では、恐怖を感じないアンドロイドのマナを物語の中心に据え、彼女が恐怖を学ぶという展開や時空城に囚われるという展開などが構想されていたが、最上のスケジュールの都合から基地周りでの登場に留まった[196]。企画段階では、最上が所属するでんぱ組.incをゲストとして迎えるという案も存在した[196]。
- 劇場版では駆動音がテレビシリーズのものから変更されており、ボディが新しくなったことを表現している[197]。
- 外伝短編小説『マウンテンピーナッツ』では、本編とはパラレルワールドのワンゼロが描かれている。ノスフェル（SD）にライブしていた人物の正体であり、ウルトラマン（SD）にライブした千草に敗北して損傷し、彼女に「これで勝ったと思うな！」と負け惜しみの言葉を残して立ち去る。

## 異次元宇宙人 イカルス星人
第10話「怪しい隣人」に登場。
第17惑星イカルス星から四次元空間（後述）に前線基地を建設し、そこに多くの同胞を送り込んで地球の征服を企む宇宙人で、顔より巨大な1対の耳を持つ。最大の武器は身体に無数に存在する小さな穴からシャワー状に発射するアロー光線で、命中した平野を焦土と化す威力を持つ。
地球人の男性に擬態し、アンヌ隊員の友人である水野りつ子・アキラ姉弟の別荘の隣家一帯に2か月かけて完成させた四次元コントロール装置で連結した四次元空間内の基地からイカルス円盤（後述）を発進させ、石油コンビナートを襲撃する。しかし、次元にできた亀裂から四次元基地へ侵入してきたダンに四次元コントロール装置を破壊されたため、巨大化して本性を現す。円盤と連携してセブンを苦しめるが、アロー光線をセブンに回避されたうえに格闘戦も劣勢となり、最後はアイスラッガーを腹部へ受けて怯んだところをウルトラサイコキネシスで山の向こうへ飛ばされ、倒される。
なお、セブンの存在や正体がダンであることは知らなかったらしく、彼に「お前は特別な能力を持った男らしい」「お前をみくびっていたようだ。お前は誰だ」などと発言している。
- スーツアクター：鈴木邦夫[203][206]
- 演（人間体）：山本廉
- デザインは成田亨によるもので、魚とコウモリをモチーフとしている[207]。
- 特徴的な髭は、「亀の子だわし」を使用したもの[208][206]。
- デザイン画では別名を「宇宙囚人」と表記しており、同じくデザイン画で「異次元宇宙人」と書かれているキュラソ星人と当初のデザインが入れ替わっているのではないかとする説がある[209]。
- 四次元空間内での脚本には、カプセル怪獣にどのような怪獣が入っていたのか具体的な記述がない[210]。
- 耳をパタパタと開閉させながら接近してくるシーンでは、背後に隠れて耳を動かすスタッフの手が一瞬映ってしまっており、ソフト化の際にも当初はそのまま収録されていたが、HDデジタルリマスター化の際に修正されている。
- 『ウルトラQ』の未発表脚本には「怪しき隣人」という本作品に似たタイトルが存在する。
- 一峰大二の漫画版『ウルトラセブン』では、イカルス星人が倒された直後にその円盤群が地球に襲来し、ウルトラ警備隊やセブンと戦っている。
- 未発表作品「宇宙人15+怪獣35」ではバルタン星人や他の宇宙人と手を組み、宇宙連合軍を結成して怪獣軍団を出撃させるが、ピグモンの提案した怪獣ファイトで翻弄した怪獣たちに八つ裂きにされるというシナリオが予定されていた。『フィギュア王』に掲載された「ゴードの巻」[要ページ番号]でも、宇宙人連合の1体として登場している。

四次元空間
イカルス星人が前線基地を建設した異次元空間。異次元への干渉技術を持たない地球防衛軍側からは手出しできないうえ、ダンがセブンに変身することはおろかカプセル怪獣を出現させることもできない。
- 白い壁の室内に大小さまざまな黄色い風船が浮遊する映像を時折歪ませるといった、工夫の描写がされている。

イカルス円盤
イカルス星人の円盤。四次元空間と三次元空間を自由に行き来できる能力を持つ。また、下部の穴からイカルス星人と同様のアロー光線を発射できる。最後は宇宙へ逃げていくところにウルトラホーク2号のレーザー光線を受け、爆発する。
- 円盤の表面には竹ひごが張られている。

## 宇宙野人 ワイルド星人
第11話「魔の山へ飛べ」に登場。
惑星自体が寒冷化し、生物が絶滅の危機に瀕したワイルド星から訪れる。高い水準の科学技術を持ち、他の惑星を侵略する意思はないが、肉体が老衰して種族が滅びかかっているため、地球人の若い生命を奪おうとたくらむ。生命を奪う際には、擬似赤外線を照射することで被写体の肉体から生命を分離させてフィルムに定着させるライフル型の生命カメラを使用するほか、頭頂部の触角から放つ赤いマヒ光線（催眠光線）で人間を麻痺させて一時的に操ることもできる。
群馬県岩見山の氷穴に潜伏し、牧場にて殺害した青年になりすまして30人以上の命を吸い取り、連続失踪事件の調査に訪れたダンをも餌食にするが、調査に同行しておきながら彼を死なせてしまったことに泣き崩れたうえにワイルド星人に催眠術で操られてしまったソガをはじめ、ダンの弔い合戦に燃えるキリヤマたちウルトラ警備隊によって山を追われ、円盤形態のナースに戻ろうとしたところを、背後からソガにウルトラガンで撃たれて絶命する。
生命カメラは生命を奪われた肉体に再度照射すると今度は生命を二次元のフィルムに閉じ込め、生命と肉体はフィルムの現像によって一体化して復活するという構造になっており、ダンたちは偶然からマウスでの実験を経てこれを理解したアマギたち技術者陣によって救出される。
- 声の出演：丸山詠二
- スーツアクター：荒垣輝雄[出典 75]
- スーツアクターの顔が見えるデザインは成田亨によるもので、「年老いた宇宙人」をコンセプトとしている[78]。スーツの体毛にはタワシが用いられている[57]。
- 他の作品への登場
  - 桑田次郎の漫画版『ウルトラセブン』では、おおむねテレビ版と同じ行動を取るが、最後はナースの敗北を見届けて自決する。
  - 『ウルトラゾーン』では、第12話アイキャッチに長崎くんちの龍踊り（龍はナース）で玉持ちと龍衆の先頭を演じている様子が描かれている[213]。
  - テレビシリーズ『ウルトラマントリガー NEW GENERATION TIGA』では、ネットムービー『ナースデッセイ開発秘話〜特務3課奮闘記〜』にワイルド星人ザガァ[214][215]が登場。その後、テレビシリーズ第15話ではザガァの名のみが言及されている。

## 宇宙竜 ナース
第11話「魔の山へ飛べ」に登場。
ワイルド星人が製造した金色の竜型ロボット怪獣で、尻尾を支点ににとぐろを巻くことで円盤形態に変形する。円盤形態ではワイルド星人の搭乗機となり、底部から光弾を発射して攻撃する。甲高い声で鳴く。
嵐の稲妻に紛れて地球防衛軍のレーダーを掻い潜って地球へ侵入し、群馬県岩見山中の地下に潜伏する。ウルトラ警備隊によって山を追われたワイルド星人の断末魔の叫びによって山頂から噴火とともに出現し、ウルトラホーク1号と交戦する。尻尾にダメージを受けて墜落するが、すぐさま円盤形態に変形してウルトラ警備隊をエネルギー弾で追い詰める。セブンとの戦いでは円盤形態で高速旋回して幻影のようなものを作り出し、自分の姿を追うセブンの目を回したところに巻きついて締め上げ、ダウン寸前まで追い詰めるが、パワーでは敵わず正気を取り戻したセブンにボディをウルトラパワーで引き千切られて破壊される。
- 造形物は操演によるもので、怪獣形態は高山良策により大小2種類が造られた[221][225]。

## 吸血宇宙人 スペル星人
第12話「遊星より愛をこめて」に登場。
本編には地球人に擬態した複数のスペル星人が登場する。
スペル星人は、母星におけるスペリウム爆弾の実験のため、その放射能で血液が著しく侵されてしまい、代わりとなる血液を奪うため、複数名が先行して地球に来訪した。目から怪光（破壊光線）を放つ。
採血機能と血液の結晶化機能を備えたスペリウム金属製の腕時計（装着した人間は白血球が減少して昏倒する）をばら撒き、当初は、地球人の女性を対象に地球人の血液を奪っていたが、女性の血液よりも子供の血液のほうが純度が高いことを知ると、対象を子供に変更する。新聞で子供を対象とした「ロケットの絵を描いて、宇宙時計を貰おう」というキャンペーンを展開し、子供たちに腕時計を大量に配布して血液を奪おうと企むが、異変を察知したウルトラ警備隊に計画を阻止され、自らのアジトを破壊して巨大化し、地球人の血液を奪うことを宣言する。
なお、作中ではセブンの出自がM78星雲であることが初めて言及される。
- スーツアクター：中村晴吉[226]
- 当初、シナリオでは甲虫型の宇宙人として描写されていたが、監督の実相寺昭雄の要望で人型に変更された（詳細は#スペル星人のデザインを参照）。
- 語源は昴より[227]。脚本の13pに「スベル星人」4pと9pには「スベリウム」とも記載されていた。
- 未発表作品「宇宙人15+怪獣35」では、蘇った宇宙連合軍の1体として名前が確認されている。
- 「静止画による戦い」は『ウルトラマン』第35話のシーボーズ戦でも用いられており、監督は同じく実相寺が担当している。
- 「スペリウム爆弾」の名称は、第38話でウルトラ警備隊がバンダ星人やクレージーゴンに対して用いる最新型の爆弾にも用いられている。

スペル円盤
相手の目を眩ませる怪光とビームを武器としている。円を描くように旋回することにより、光線をバリアー状に張れる。スペル星人との共同攻撃でセブンを苦しめるが、セブンのウルトラスパイラルビームでバリアを破られ、ウルトラホーク1号に撃墜された。

## 宇宙鳥人 アイロス星人
第13話「V3から来た男」に登場。
外見は別名の通り鳥に似ている宇宙生物。武器は2本の鋭い牙が生えた口から出す光弾と胴体から流す高電圧の電流。
星全体が荒廃して一面岩山と化したアイロス星から地球侵略を狙って円盤に乗り、地球に侵入しようとしたところを地球防衛軍の宇宙ステーションV3に察知され、ステーションホーク1号と戦闘態勢に入る。ステーションホーク3機のうち2機を撃墜して地球に侵入するものの、円盤の燃料が切れて秩父山中に不時着し、ステーションホークの残り1機とウルトラ警備隊のウルトラホーク1号を撃墜して脱出したフルハシとアマギを拉致し、船内の装置で作り出した彼らそっくりの複製たちを地球防衛軍基地へ潜入させる固形燃料奪取作戦を目論むが、失敗する。フルハシたちの解放と引き換えに固形燃料を渡すようウルトラ警備隊に要求し、それが受け入れられた後は彼らとの約束を破って円盤で攻撃を開始し、自らも巨大化して暴れ回る。応戦したウルトラセブンのエメリウム光線を閉じた両翼で受け止め、身体を高速回転させてアイスラッガーを弾き返すが、最後はワイドショットを正面から浴びて大爆発する。アイロス星人がセブンに倒されたとほぼ同時に、円盤もウルトラホーク1号・3号によって撃墜される。
- 声の出演：矢田耕司
- スーツアクター：荒垣輝雄[出典 86]
- 名前の由来は古代アテナイの3大悲劇詩人アイスキュロスから[230][57]。
- 巨大体はアイロス星人自身でなく、配下の怪獣であるとする説もある[出典 87]。劇中に等身大のアイロス星人が登場するシーンはなく、巨大体を名前で呼ぶシーンもない。準備稿では、円盤から姿を見せないシリウス星人とその配下の怪獣アイスキュロスとなっていた。決定稿ではアイロス星人は等身大で登場して巨大化した後、赤黄青の3体に分裂する[231]。成田亨は「星人とも星獣とも判別しにくいデザインにした」と証言している[64][78]。
- スーツは膝をついて着る形状となっており、他の怪獣よりも背が低いものとなっている[57]。
- 映画『大怪獣バトル ウルトラ銀河伝説 THE MOVIE』では、ベリュドラの左腕を構成する怪獣の1体となっている[79]。
- テレビシリーズ『ウルトラマンタイガ』のボイスドラマでは、グア軍団の外宇宙侵略機械化部隊戦闘隊長イムビーザの配下に機械改造されたオリジナル怪獣改造アイロス星人が登場している[232]。

## 宇宙ロボット キングジョー
第14話「ウルトラ警備隊西へ 前編」、第15話「ウルトラ警備隊西へ 後編」に登場。
ペダン星人が作ったスーパーロボット。10万トン級以上の船舶を簡単に持ち上げる強靭な腕力を誇り、目のような部位から怪光線デスト・レイを放つ。宇宙金属製による堅牢な装甲とバリアー機能を持ち、ウルトラセブンのいかなる攻撃もまったく寄せ付けない。身体は4つに分離でき、各パーツは飛行と潜水が可能。この形態でもデスト・レイを使用できる。
独特の作動音を立て、合体変形後は頭部の電子ランプが点滅し、不気味な電子和音を発する。
ペダン星人の指令を受け、国際会議場に向かう科学者を乗せた原子力潜水艦アーサー号を分離形態で破壊して六甲山に飛来し、合体して防衛センターに迫る。防衛設備による砲撃にまったくダメージを負わず、建物が破壊される寸前にセブンが駆けつけるが、エメリウム光線やアイスラッガーもまったく通じず、セブンを失神状態にまで追い込む。しかし、体勢を立て直したセブンによって脚を背後から掴まれて仰向けに転倒し、起き上がれないまま再び分離して飛び去る。その後、ペダン星人はダンとの和解交渉に応じ、拉致していた科学者ドロシー・アンダーソンを解放するが、彼女の記憶は消されていた。美しい地球が欲しくなったペダン星人はダンとの公約を破棄し、目的を地球侵略に変更してキングジョーを神戸港に送り込み、建物や船舶を破壊する。応戦するウルトラ警備隊とセブンをキングジョーはタンカーを軽々と振り回すパワーで圧倒するが、その間にアンヌによる治療で記憶が戻ったドロシーの協力によって完成したライトンR30爆弾の砲撃を受け、大破炎上する。形勢不利と見たペダン星人は、キングジョーの腹部から円盤で脱出しようとするが、セブンのワイドショットで撃墜される。
- スーツアクター：中村晴吉[244]
  - スーツアクターの山村哲夫は前編が中村、後編が加藤芳巳であったと証言しているが[245]、制作第17話・第18話の高野組制作日報には、ロボットの演技者は全撮影日程（1967年11月17日から12月7日まで）において中村の名前のみが記載されている[246]。
- 初期の構想では、ハチの大群のように無数の部品が飛来してわけの分からないうちに合体して巨大ロボットになるというものだったが、当時の特撮技術では実現が困難だったため、劇中の形態となった[247][248]。
- 元々はキングジョーという名称は存在せず、放送前後に関係媒体に設定名称が知らされていた模様で、本編では「ペダン星人のロボット」と呼ばれていた[249][250]。1968年にマルザンから発売されたソフビ人形で公式名称として設定され[248]、同年2月ごろから、各媒体において「キングジョー」の名称が用いられるようになった[251]。
  - 名前の由来については、脚本の金城（）哲夫の名を採ったというもの[238]と、金城の父のあだ名から採ったというもの、戦艦のキング・ジョージから採ったもの、との3つ説があるが、金城の父が海外へ行った際に「キンジョー」と呼ばれず「キング、ジョー」と発音されていたことから、金城は「チャンスがあれば『キングジョー』という名前を使ってみたい」と話していたといい[252]、満田かずほもこれを証言している[245]。
  - 『ウルトラファイト』ではキングジョオと表記され、本編と違い自壊作用で倒れたことになっている。
- デザインは成田亨によるもので、分離形態の分割に苦労した旨を述べている[253]。モチーフはテトラポットや灯台[105]。初稿デザインは、顔がお面のようであったが、それを成田が天地逆転させ、無機質寄りにしている[105]。
- 着ぐるみは背中にチャックが着いており、そこからスーツアクターが入るようになっている。後年の作品に登場する個体の着ぐるみは、上下分割式のタイプである。当初の着ぐるみには膝部分にも突起パーツがあったが、造形の高山良策がパーツを着け忘れたまま着ぐるみを納品してしまい、あとからパーツの存在を思い出して撮影所に持っていこうとしたが、撮影に間に合わなかったために使用されなかった[254]。頭部のアンテナはカメラ用の小型三脚、目はボリュームのつまみが使用されている[255]。石膏製の着ぐるみも存在するが、重すぎるという理由からFRP製のものに変更された[255]。
- ウルトラシリーズに登場したそれまでのロボット怪獣はどこか有機的な生命体を想像させるものであったが、このキングジョーは完全に無機質な金属ロボットであり、『ウルトラマンタロウ』第40話で回想シーンに登場した際にも「ウルトラ史上初のスーパーロボット」とナレーションで説明されている。

## 策略宇宙人 ペダン星人
第15話「ウルトラ警備隊西へ（後編）」に登場。
「暗黒の星」と言われ、生物は存在しないと思われていた第8銀河系にあるペダン星の出身。後述するように実際の容姿は終盤に一瞬映るだけで不明であるが、能力は地球人への擬態や大円盤群の編成、そしてスーパーロボット・キングジョーの使役など、相当に高いことが描かれている。作中には上司と部下（地球人に擬態した者）の2人が登場する。
地球防衛軍のワシントン基地が打ち上げた観測用ロケットの調査資料の分析結果から、人類と同等かそれ以上の科学力を持つ生物の存在が確認される。観測用ロケットを侵略と誤認し、「地球に対して復讐する」という無電をワシントン基地に送ると、驚いたワシントン基地が国際防衛会議のために六甲山の防衛センターへ緊急招集されて極秘来日した地球防衛軍科学班のチーフたち（極秘のため、全員とも身分を偽っている）を、次々に暗殺する。さらにはキングジョーに地球防衛軍の潜水艦や防衛センターを襲わせる一方、自分たちにとって脅威となるペダン星の観測情報を持つワシントン基地の科学者のドロシー・アンダーソンを誘拐し、彼女に擬態して地球防衛軍基地に潜入する。地球防衛軍の動向を探っていたところをダン=ウルトラセブンに発見されると、キングジョーへの対抗兵器を地球防衛軍が開発していることを指摘し、自分と同じく異星人であるダンを仲間に誘ったうえ、やはり地球人はペダン星を侵略する気だと主張する。平和解決を望むダンが兵器開発を中止する代わりにペダン星人の地球撤退を提案すると、了承してドロシーの解放を約束するが、上司が美しい地球を欲しくなったこともあり、目的を地球侵略に変更する。
まもなくドロシーの記憶を抹消したうえで彼女を解放し、ダンとの約束を破って大円盤群を呼び寄せたうえ、キングジョーで神戸港を破壊していくが、アンヌによるショック療法でドロシーが記憶を取り戻し、彼女の協力で完成した「ライトンR30爆弾」によってキングジョーが破壊されると、その内部から円盤で宇宙へ逃走を図ったところをセブンのワイドショットで撃墜され、墜落先のキングジョーの残骸ごと大爆発する。その後、地球へ進行中だった大円盤群はペダン星へ引き返したことが、マナベとキリヤマの通信で明かされている。
- 声の出演：八代駿、田辺洋[出典 97]
- 実際の容姿は、ドロシーに擬態した人間体以外はほとんどシルエットでしか登場しないために判別しにくいが、円盤がワイドショットを浴びて爆発する船内のシーンで一瞬のみ触角と大きな耳を持つ頭部が視認できる[258]。2012年には、そのシーンを元に満田かずほ監督による監修を経てガシャポンの『HGヒーローズ』でフィギュア化され[262][263]、これまで謎とされていたものが明らかとなった[261]。
- 『ウルトラ怪獣大百科』のキングジョーの回では、ロケットの件を口実として最初から侵略目的で来たと解説された。

## 岩石宇宙人 アンノン
第16話「闇に光る目」に登場。
正式にはアンノン星人で、本来は争いごとを嫌う平和的な宇宙人。高熱と硫黄を吸収することで体と本体の精神エネルギーが合体して岩石質の身体をもつ物理的に外敵を攻撃可能な巨大な怪獣アンノンとして現れるが、実体は青白く光る眼の形をした頭脳だけの存在である精神体異星人で、無機物に寄生する能力を持つ。地上活動用の体である60センチほどの特殊な石への寄生で怪獣に変身できるほか、目から放つ閃光で地球人を気絶させることができる。怪獣となった場合、目から放つ緑色の破壊光線、そして背中の突起から噴射する火花のような高熱兵器が武器となる。体が大変硬く、セブンのエメリウム光線でさえ大ダメージにはなりえない。
惑星調査用無人宇宙船「さくら9号」をアンノン星へ打ち上げた地球のことを侵略者と誤解し、地球を破壊しようと同号に寄生して訪れるが、地獄山山頂に飛来して機体を爆破した際、怪獣への変身に必要な石を跳ね飛ばされ、紛失してしまう。そのため、石を拾ったいじめられっ子のヒロシを閃光でいじめっ子たちから守るなどして言葉巧みにテレパシーで誘導し、石を地獄山まで持参させて火山に投げ入れさせる。石を取り戻した後は怪獣に変身し、ウルトラホーク1号との交戦ではまったくダメージを負わず、キリヤマ隊長の弁解に耳を貸さなかったが、セブンとの交戦ではストップ光線によって動きを止められたうえでセブンの説得に応じ、アンノン星へ引き揚げていく。脳が離脱した身体は岩石に戻って崩れ去り、ヒロシは保護されたうえでいじめっ子たちと和解する。
- 声の出演：中江真司
- スーツアクター：中村晴吉[出典 100]
- 当初は製作された全長63センチメートルのFRP製の原型に長い尾がついていたが、撮影時に切断されて全長45センチメートルのものとなった[266]。
- 怪獣図鑑によっては、実体の光る眼が「アンノン星人」で、石に寄生して怪獣化したものが「アンノン」であるという分け方をする場合もある[出典 101]。書籍『ウルトラセブン ベストブック』では、別名を岩石怪獣と記述している[264]。書籍『ウルトラセブンイズム』では、アンノン星人の別名を吸血岩人と記述している[55]。
- 名前の由来は「unknown」から[58]。
- 映画『大怪獣バトル ウルトラ銀河伝説 THE MOVIE』では、ベリュドラの左腕を構成する怪獣の1体となっている[79]。

## 地底ロボット ユートム
第17話「地底GO! GO! GO!」に登場。
ウルトラ警備隊が発見した朝池炭鉱の地下1,000メートル付近に位置する謎の地底都市を警備する人型の二足歩行ロボットで、右手は光線銃、左手は打撃用の丸いハンマーとなっている。独特の言語を語り、侵入者を探知すると警告音を鳴らして光線銃で侵入者を排除する。所属あるいは任務などにより、胸のプレートのマークが異なる。弱点は頭のフード部分で、ビーム攻撃を受けると全身にスパークが走り、膝をついて前のめりに倒れて全機能が停止してしまう。防御力は高くなく、ウルトラガンで倒せる程度であるが、拷問台から脱出したセブンには一番の破壊力を持つワイドショットで倒される。地底都市は、誰がどのような目的で作ったのかを一切解明されないまま、MS爆弾で爆破される。
- スーツアクター：中島春雄[出典 107][注釈 43]
- デザインは成田亨によるもので、「ごく普通のロボット」と評している[78]。
- 着ぐるみは、高山良策とは別に円谷プロの造形部が制作したもの[272]。
- 山村哲夫は、書籍『語れ！ウルトラ怪獣』89頁のインタビューで「自分が演じる予定だったユートムの初期デザインは『ウルトラQ』のM1号のロボット化だった」と語っている。
- スーツは1体のみで[57]、撮影の際に胸のプレートを差し替えることにより、3種類の模様の機体を登場させている[73]。
- 演じた中島は、演技については監督の円谷一から一任されていたといい、重そうな歩き方や手をつかない倒れ方などで機械らしさを出している[270]。特に倒れる際の演技は後年でもファンからの評価が高い[270]。
- 劇中で名前は呼ばれず、脚本では「ロボットA号 - D号」のみ表記されており、キングジョーと同時期にマルザンのソフビ発売時に名前が改めて後付けされた[出典 108]。
- 他の作品への登場
  - 当時の『ウルトラセブン』のコミカライズ[要文献特定詳細情報]では、キングジョーと称される「無数の部品が合体して誕生する巨大ユートム」が登場する。
  - 『ウルトラマン80』放映時の学習誌[要文献特定詳細情報]のまんが版では、チブル星人が歴代ロボット怪獣を修復した軍団の中に身長40メートルのユートムが登場する。
  - 漫画『ウルトラマンSTORY 0』では、ザラブ星人配下でゴルドニウム採掘場の見張りをつとめている。
  - 映画『大怪獣バトル ウルトラ銀河伝説 THE MOVIE』では、ベリュドラの左腕を構成する怪獣の1体となっている[79]。
  - 『ウルトラゾーン』第19話アイキャッチでは、陸上競技のスターターを演じている姿が描かれている[275]。
  - ゲームボーイアドバンスソフト『ウルトラ警備隊 モンスターアタック』では、現地球人に追いやられた地球先住民たちが地底と海底に分かれ、それぞれ地底人とノンマルトになったという設定で、ユートムは地底人の地上征服兵器という扱いになっている。

## 音波怪人 ベル星人
第18話「空間X脱出」に登場。
地球の大気圏内（3,000メートル上空）に外部からは雲状に見えるようにカモフラージュされたジャングルのような擬似空間を作り出し、迷い込んできた地球人を捕らえる。擬似空間内には、宇宙蜘蛛グモンガ、スフランに酷似した宇宙植物、吸血ダニといった恐ろしい生物たちが棲んでおり、ベル星人自身も迷い込んできた獲物に鈴の音のような怪音波を放ち、苦しませる。怪音波は聞いた者の脳波に異常を生じさせ、目の前にベル星人が何体もいるかのような、あるいは見上げた彼方に地球が映るような幻覚を見せる。そのほか、残像を残して分身したかのように瞬間移動する能力や飛行能力も持つ。なお、マナベ参謀によれば彼がワシントン支部にいた当時、旅客機が擬似空間に捕まった際には隊員200名による救助作戦が行われたが、擬似空間を発見することすらできなかったという。
スカイダイビングの訓練中に擬似空間へ迷い込んだアマギとソガを苦しめた後、彼らの持つビデオシーバーの発信を逆探知してウルトラホーク1号で駆けつけたウルトラ警備隊やウルトラセブンとの戦闘では、人間を凌駕する超感覚を持つゆえに怪音波に弱いセブンを苦しめるが、激しい格闘戦の末に空へ逃げたところをウルトラスパイラルビームで撃ち落とされた後、消滅しつつある擬似空間内の沼に投げ込まれ、擬似空間とともに消滅する。
- スーツアクター：鈴木邦夫[出典 114]
- デザインは成田亨によるもので、クモをモチーフとしている[78]。顔のデザインはミツカドコオロギがモデル[273]。
- アメリカのTNTで英語吹き替え版が放送された際、擬似空間は「Giji Space」（）と発音されている。
- 映画『大怪獣バトル ウルトラ銀河伝説 THE MOVIE』では、ベリュドラの右腕を構成する怪獣の1体となっている[79]。

## 宇宙蜘蛛 グモンガ
第18話「空間X脱出」に登場。
ベル星人の作り出す擬似空間の沼辺に棲む宇宙生物で、外見はクモに酷似している。普段は草木の間などに隠れており、接近してきた獲物に鼻の3つの穴から青黒い強烈な毒ガスを吐き、神経を麻痺させながら6本の長い足を絡めて捕らえる。
スカイダイビング訓練中に擬似空間へ迷い込んだソガやアマギの前に現れ、毒ガスを吐きながらアマギに襲いかかるが、ソガのスパイダー （熱線砲）による反撃に遭い、撃退される。その後、ソガたちを救助に来たキリヤマたちの前に現れるが、柔らかいとされる口内にウルトラガンを受けて倒される。
- 書籍『ウルトラセブン ベストブック』では、別名を宇宙グモと記述している[264]。
- 小学館コロタン文庫『ウルトラ怪獣全百科』には、「ひっくり返されると、なかなか起き上がれないのが弱点」という記述がある。
- デザインは成田亨によるもので、「中が透けて見えるクモ」をつくりたかったとしている[78]。
- 背中のパーツはベル星人の背中の透明な部分と同じ型のものを使用している[57][281]。書籍『ウルトラ怪獣列伝』では、テレビシリーズに登場したのは幼体であり、成長するとベル星人の背中に合う大きさになるものと推測している[56]。
- 操演怪獣ではあるが、ラジコンで口の開閉が操作された[282]。円谷一がリモコン操作しているスナップも存在する。
- 映画『大怪獣バトル ウルトラ銀河伝説 THE MOVIE』では、ベリュドラの左腕を構成する怪獣の1体となっている[79]。

## 宇宙帝王 バド星人
第19話「プロジェクト・ブルー」に登場。
「宇宙の帝王」を自称する尊大な性格の宇宙人で、自分たち以外の知的生命体の存在を許さず、地球がまだ火の玉だった頃に冥王星の知的生命体を滅ぼしたと語っている。武器として光線銃やメリケンサック、光線を発するカメラなどを使う。
ミヤベ博士が設計した地球防御バリヤー「プロジェクト・ブルー」によって仲間の円盤が地球に侵入できないため、ミヤベ博士から設計図を奪おうと目論む。一度は命乞いするふりをして油断したセブンに襲いかかるなど卑怯な戦術を使う一方、かなり身軽で格闘にも優れているが、最後は投げ飛ばされて大地に頭を打ちつけ、吐血して絶命する。
劇中では3体が姿を見せているが、そのうち2体はミヤベ博士の救出に駆けつけたウルトラ警備隊のウルトラガンで倒されている。
- 声：槐柳二
- スーツアクター：中村晴吉[出典 124]、沖田幸勝（トランポリン）[264][73]
- デザインは成田亨によるもので、「アメリカのSF作品の影響を受けてしまった」と述べている[78]。
- 戦闘シーンは当時のプロレス人気の影響であったとされる[273]。
- 台本では、「複数のバド星人が合体して巨大化する」と書かれていた[285]。シナリオでは、「醜悪な顔の宇宙人」という表記のみで、ネーミングは決まっていなかった[286]。
- 他の作品への登場
  - 映画『大怪獣バトル ウルトラ銀河伝説 THE MOVIE』では、ベリュドラの胴体を構成する怪獣の1体となっている[79]。
  - 『ウルトラゾーン』第2話のアイキャッチでは、パンをくわえてダッシュし、角で女子学生と衝突しそうになるシーンが描かれた[287]。
  - 漫画『ULTRAMAN』では、異星人たちによる秘密結社「暗黒の星」の構成員として複数の個体が登場する。

### 『ウルトラマンジード』に登場するバド星人
『ウルトラマンジード』第11話「ジードアイデンティティー」に登場。
伏井出ケイ配下の宇宙人。ジャケットと手袋を着用した姿で、宇宙ライフルを用いる狙撃手としてビルの屋上から鳥羽ライハを狙い、ケイの要求を朝倉リクが飲まなければ一般市民をも無差別に狙撃するようケイに命じられていたが、ダーク・ゾーンに隠れて接近してきたペガッサ星人ペガに押さえ込まれ、狙撃を阻止される。駆けつけたライハとの交戦中、付近で始まったウルトラマンジードとペダニウムゼットンの戦闘で弾き飛ばされた瓦礫が直撃し、死亡する。
- 声：金子はりい
- 第11話監督の田口清隆は、怪獣倉庫に保管されていたスーツの中からバド星人を選んで使用した[292]。当初は新規でボディ部分も作られたが、首から下は人間の衣装を着ていたため、未使用となった[293]。
- ライハとバド星人が戦っている奥でジードとペダニウムゼットンが戦っている描写は、田口が『ウルトラマンオーブ』第18話で監督の武居正能が行った同様の演出に触発されたものである[294]。本作品では屋上の柵をマーカー代わりとし、カメラを手持ちで撮影を行っている[294]。なお、ライハ役の山本千尋は後述の劇場版公開に際してのインタビューにおいて、前述の描写からも本話をテレビシリーズでお気に入りのエピソードとして挙げており、「普通の人間の戦いの後ろですごく大きいウルトラマンと怪獣が戦っているのは、子供に夢を与える瞬間なのかな」と述べている[295]。
- その後、『劇場版 ウルトラマンジード つなぐぜ! 願い!!』には別個体が沖縄の宇宙人街に等身大サイズで登場し[296]、シャドー星人ゼナとの肉弾戦を経て叩きのめされている。

### 『ウルトラマンR/B』に登場するバド星人
『ウルトラマンR/B』第18話「明日なき世界」に登場。
メフィラス星人がディレクターを務める放送局「NPTV」の番組「突撃！隣の銀河系」の美剣サキの地球爆破宣言に関するインタビューに対し、地球を心配しつつ近くの惑星も爆破していたと答える。それ以外にも、湊ウシオが作成した「うちゅーんTシャツ」を巡ってバド星内で戦争が起きたとの逸話が、メフィラス星人によって語られている。
- 声：金子はりい

### バド星人エル・レイ
『ウルトラマンタイガ』第20話「砂のお城」に登場。
ゼットン星人ゾリンに雇われたヒットマン。宇宙人判別機「CQ」を開発した元宮サチコを狙うが、敵にとどめを刺す前に口上を披露する癖の隙を突かれ、彼女に逃げられる。
- 声：多田啓太
- スーツアクター：石川真之介

### 『劇場版 ウルトラマンタイガ ニュージェネクライマックス』に登場するバド星人
映画『劇場版 ウルトラマンタイガ ニュージェネクライマックス』に登場。
アジトにいた宇宙人たちの中の1体。佐々木カナを追い詰めるが、クレナイガイによって抱きかかえられたカナのキックで倒される。

### 『ウルトラマンデッカー最終章 旅立ちの彼方へ…』に登場するバド星人
映画『ウルトラマンデッカー最終章 旅立ちの彼方へ…』に登場。
プロフェッサー・ギベルスが率いる異星人混成部隊の中の1体。
- ボディ部分のウロコのパーツは、『ジード』当時に作られた予備を貼り足して補修している[293]。

## 暗黒星人 シャプレー星人
第20話「地震源Xを倒せ」に登場。
暗黒星雲にある、気象条件が大変厳しい怪奇惑星シャプレー星出身。頭部は昆虫型で、岩村博士の助手の榊に化け、地球の核を構成する物質の中心にあるウルトニウムを盗掘していた。宇宙金属で構成されたプレート・シャプレーメタルを胸に翳して元の姿に戻るほか、催眠術を使って幻覚を見せることもできる。武器はシャプレー光線と金色の破壊光線を発射する光線銃。弱点は複眼状の目で、そこをソガとアンヌにウルトラガンで撃たれ、ギラドラスの名を呼びながら炎上して崖から墜落し、絶命する。
- 人間体・声：北原隆
- スーツアクター：荒垣輝雄[出典 129]
- 名前の由来は天文学者ハーロー・シャプレーとされる[273]。
- デザインは成田亨によるもので、初稿では造型は上半分だけと想定されていたが、スケジュールの都合から俳優の型をとることは難しいと判断により断念された[78]。
- 着ぐるみは頭部のみ高山良策が造型、ボディは円谷プロ衣裳部によるもの[73]。デザイン画では腰にチェーン状のベルトが描かれていたが、省略された[302]。頭部は、ヘルメット部がFRP、耳から下がラテックス製となっている[144]。後に『戦え!マイティジャック』に登場する宇宙忍者ドロン星人に流用されている。
- アンヌに榊が見せた宇宙人のシルエットは、装飾を加えたと思われるゴドラ星人のスーツが使われている[303]。
- 他の作品への登場
  - 一峰大二の漫画版『ウルトラセブン』に登場するシャプレー星人は名前と設定はテレビ版と同じものの、容姿がバド星人になっている[264]。書籍『ウルトラセブン ベストブック』では進行の行き違いと推測している[264]。
  - 京楽の『ぱちんこウルトラセブン』ではプレミアキャラクター。通常はシャドー星人が出現する場面で出現すると、大当たりが確定する。
  - 映画
    - 『ウルトラマン・ウルトラセブン モーレツ大怪獣戦』では、草原に怪獣軍団とともに出現する。
    - 『劇場版 ウルトラマンジード つなぐぜ! 願い!!』では、別個体が沖縄の宇宙人街に等身大サイズで登場し[296]、乱闘に加わっている。

### 『大怪獣バトル ウルトラ銀河伝説 THE MOVIE』に登場するシャプレー星人（RB）
映画『大怪獣バトル ウルトラ銀河伝説 THE MOVIE』に登場。
かつてウルトニウムを狙ってギラドラスを操ったシャプレー星人の同族。戦力は口から吐く破壊光弾。ウルトラマンベリアル配下のレイオニクスの使者としてブラックキングを操る。氷結した光の国で専用銃を手にヒビノ・ミライ（ウルトラマンメビウス）とレイ（レイモン）を襲撃し、格闘で互角に渡り合う。その後、メビウスに変身しようとしたミライのメビウスブレスを銃撃して破壊し、ゴモラを召喚しようとしたレイのバトルナイザーNEOを銃撃して氷山に落下させるなど、銃撃の実力も高い。最後は駆けつけたハヤタ（ウルトラマン）の銃撃を受け、倒される。
- 声：川下大洋
- 当初、この役割はナックル星人の予定だった[310]。
- ブラックキングを所持していた理由は『週刊 ウルトラマンオフィシャルデータファイル』[要文献特定詳細情報]では、ナックル星で大量に飼育されていた個体をナックル星人がシャプレー星人に貸し与えた、もしくはシャプレー星人がナックル星人から強奪したものと推測されている。

### 『ウルトラマンX』に登場するシャプレー星人
『ウルトラマンX』第12話「虹の行く先」 - 第14話「光る大空、繋がる大地」に登場。
マグマ星人と共にギナ・スペクターの配下として登場。ウルトラマンエックスを倒すべくグア軍団に忠誠を誓い、山瀬アスナや杉田アリサと激闘を繰り広げるが、マグマ星人をウルトラマンビクトリーに倒された後も生き残り、一時退却する。そこへ現れたマーキンド星人からメカゴモラのスパークドールズとXioが保有するスパークドールズの情報を得ると、その代金を請求してきたマーキンド星人を射殺する。その後、メカゴモラと戦うために変身しようとした礼堂ヒカルとショウをギナ・スペクターと共に妨害するが、最後はショウのモンスシューターからギナ・スペクターをかばって爆死した。
- 声：陣谷遥
- スーツアクター：岡部暁

### シャプレー星人カタロヒ
『ウルトラマンオーブ』第18話「ハードボイルドリバー」に登場。
最初はアクセサリーや宝石を販売する露店を開くタカヒロという男性に化けて登場。青色のパワーストーン「ヤセルトニウム」を若い女性に配布し、渋川一徹の娘であるテツコにもヤセルトニウムを配布していた。人間の生体エネルギーを吸収して母体石に送る機能を持ったヤセルトニウムを用い、地球をさながら人間牧場とも呼ぶべき自身のエネルギー搾取の場としていた。
渋川の捜査によって正体と目的が露見すると、彼に呼び出された廃工場にて元の姿に戻りつつヤセルトニウムの母体石でテツコから生体エネルギーを奪い、ベムラー（強化）を召喚する。ウルトラマンオーブとベムラー（強化）が戦う一方で自らは渋川と戦い、スーパーガンリボルバーによる銃撃を母体石で弾いたり格闘戦で圧倒したりするなど追い詰めるが、テツコの応援で奮戦した彼の機転で火気厳禁のドラム缶付近まで誘導され、オーブとベムラーに気を取られた隙に銃撃でドラム缶を爆破され、爆発に巻き込まれる。ヤセルトニウムは母体石ごと失われ、自らは重傷を負いながらもかろうじて生きていたが、そこに突如現れたジャグラスジャグラーに蛇心剣で斬殺される。
- 演（タカヒロ）：井上拓哉
- 声：山本祥太
- スーツアクター：寺井大介[318]
- 脚本を担当した瀬戸大希は別のプロットでシャプレー星人を登場させており、それがシフトする形で第18話に登場することとなった[319]。

### 『劇場版 ウルトラマンタイガ ニュージェネクライマックス』に登場するシャプレー星人
映画『劇場版 ウルトラマンタイガ ニュージェネクライマックス』に登場。
紫色の光線を放つ武器を左腕に装着してヒロユキを襲い、湊カツミと戦うが、戦局が不利なままで、グリムドが復活すると逃げ出してしまった。

### 『ウルトラマンデッカー』に登場するシャプレー星人
『ウルトラマンデッカー』第4話「破壊獣覚醒」に登場。
GUTS-SELECTの隊員訓練用のVRゴーグルを用いた市街戦シミュレーション映像に出現した訓練用の宇宙人。ハンドガンが武器。
- スーツアクター：福島弘之

### 『ウルトラマンデッカー最終章 旅立ちの彼方へ…』に登場するシャプレー星人
映画『ウルトラマンデッカー最終章 旅立ちの彼方へ…』に登場。
- 声：本郷章[323]

### 『ウルトラマンメビウス アンデレスホリゾント』に登場するシャプレー星人
朱川湊人の小説『ウルトラマンメビウス アンデレスホリゾント』第5話「幸福の王子」に登場。
かつてウルトニウムを狙ってギラドラスを操ったシャプレー星人の同族。ウルトニウム採掘を再開するために複数人が再び地球に潜伏し、大学生に化けてアルビノ・ギラドラスを操るが、宇宙金属製プレートにチルソナイトが含まれていることを利用したGUYSに位置を特定され、急行したGUYS調査部のヤマナカ隊員（元TAC隊員）によって射殺される。その後、生き残っていた1体（女性）が地球に来訪したユーゼアルのコアを狙ってユーゼアルと融合し、シャプレー・ビーストへ変容する。

## 核怪獣 ギラドラス
第20話「地震源Xを倒せ」に登場。
シャプレー星人に操られる怪獣。4本足のように見えるが、実際には2本の短い足があるのみである。頭部にある赤い4本の角と背びれを赤く発光させることで出現させた暗雲で、吹雪や雷など天候を自在に操る一方、地球の核を構成するウルトニウム鉱石（架空の物質）を青沢山岳地帯の地中深部で採集する。地下を移動する際には地震を起こすため、ウルトラ警備隊に不審に思われて調査された結果、シャプレー星人の断末魔の叫びとともに地上に出現して暴れ回る。吹雪を起こしてセブンを苦しめるが、アンヌの呼びかけによって復活したセブンにアイスラッガーで首を切断されて倒され、その切り口からはウルトニウム鉱石が大量にこぼれ出て体も崩れ落ちる。ギラドラスが悪化させた天候は、セブンによって回復される。
- スーツアクター：松島映一[264][58]、加藤芳己[出典 136]
- 着ぐるみは大型だがスーツアクターが1人で入り、両膝立ちで演じるようになっていた[57]。当初は松島が入っていたが、肩を打撲したために加藤に交代した[325]。頭部と背中の発光部分には、40ワットの電球が大量に仕込まれていた[326]。
- 上記のようにスーツアクター1人で演じるため、二足歩行で体の後半分を引きずるセイウチのようなデザインなのだが、『空想科学読本2』の220ページ（初版）or218ページ（第2版）本文で「アフリカゾウのような体型」という誤解があった他、挿絵も四本足で描かれているというミスがあった。
- デザインは成田亨によるもので、初稿では細身のデザインであったが、撮影に無理が生じるとの考えから描き直された[78]。
- 帯番組『ウルトラ怪獣攻げき技大図鑑』では、天候を「ウルトニウムストーム」と命名された。
- 書籍『ウルトラ怪獣列伝』では、足の形状から爪などで地面を掘り進むのではなく、岩盤を溶かして地中を移動しているものと推測している[56]。
- 未発表作品「宇宙人15＋怪獣35」では、15人の宇宙人たちが手を組んで結成された宇宙人連合により蘇生され、東京に出現するシナリオが予定されていた。
- 映画『大怪獣バトル ウルトラ銀河伝説 THE MOVIE』では、ベリュドラの右角を構成する怪獣の1体となっている[79]。

### アルビノ・ギラドラス
朱川湊人の小説『ウルトラマンメビウス アンデレスホリゾント』第5話「幸福の王子」に登場。アルビノ・ギラドラスと呼称される。
『セブン』と同様にシャプレー星人に操られる怪獣として登場。操っていたシャプレー星人が倒された後、タクマ山付近に出現し、関東一帯に吹雪を引き起こす。『セブン』の個体と違って名前通りの白い体色をしており、口から光球を連射する能力を備えている。最後はウルトラマンメビウスのメビュームブレードで首を切断され、残った胴体もメビュームシュートで粉砕される。

## 宇宙海底人 ミミー星人
第21話「海底基地を追え」に登場。
地球侵略を狙う海洋惑星ミミーに住む宇宙人で、体が小さく、人種のすべてが虚弱体質であるため、より住みよい環境を求めてヒトデのような形をした宇宙船で地球に侵入する。海底資源や廃船などの残骸に着目し、戦艦大和の残骸をベースに建造したアイアンロックスに強力な爆薬を仕掛けて地球防衛軍基地付近の海上で爆発させることによる地球防衛軍の壊滅を図り、調査のために海底を捜索していたハイドランジャー2隻を円盤からのビームによって捕らえる。最後は、セブンにアイアンロックスを破壊されて円盤で逃げようとするが、解放されたハイドランジャーのミサイル攻撃によって円盤ごと爆破される。
- 声の出演：村越伊知郎
- 劇中では円盤のみで姿は現さないが、脚本では銀色の腕であるということや、フルハシと戦うシーンやセブンがミミー星人の総統と対峙するシーンなどが存在した[出典 141]。桑田次郎著の漫画版『ウルトラセブン』では姿が描かれている[出典 142]。この漫画版のミミー星人は、小学舘コロタン文庫『ウルトラ怪獣500』に掲載されている[要ページ番号]。

## 軍艦ロボット アイアンロックス
第21話「海底基地を追え」に登場。
4半世紀前から相次ぐ戦争や海難事故で海の藻屑と化した多くの沈没船の鉄くずを用い、ミミー星人が作り上げた戦艦型の戦闘兵器。出現した国の近くに沈没した戦艦を使っているらしく、日本に出現するものは太平洋戦争末期に坊ノ岬沖に沈んだ戦艦大和が基礎になっている。甲板部に搭載された多数の機銃や砲塔から四方に砲弾を発射でき、機能停止してから15分経過すると体内に内蔵した時限爆弾により大爆発を起こす。南鳥島沖にて沿岸部や航行中の多数の船舶に攻撃を加えた後で伊豆半島の下田港に出現し、セブンを巨大な手枷足枷が付いた鎖・アンカーチェーンで両手足を拘束して道連れに自爆しようとするが、鎖をローリングスパークで切断され、最後はエメリウム光線で破壊されて炎上し、沈没する。
- 円谷プロ造形部の製作によるもの[73]。東宝映画『連合艦隊司令長官 山本五十六』で使用された戦艦大和のミニチュアを流用したものとする説も存在するが[58]、書籍『ウルトラセブン研究読本』では撮影時期やサイズの違いなどからこれを否定している[73]。デザインを担当した成田亨は、既存の戦艦大和の模型を元にすることを要望されていたという[57]。
- 当初は軍艦が合体した二足歩行の巨大ロボットとして、荒垣輝雄と加藤芳巳が演じる予定で進められていたが、先行した「ウルトラ警備隊西へ」のロボットとの差別化を図り操演スタッフが動かす軍艦型の造形物となった[329]。
- 「海底に侵略宇宙人基地があり、軍艦ロボットが登場する」というプロットは、もともと『生物彗星WoO』の基礎になった『WoO』の「海底基地を砕け」で検討されたものであり、『ウルトラマン』の第2クール時に軍艦怪獣ヤマトンが登場する「侵略基地を砕け」のタイトルで予定されたもののNGとなり、本作品でようやく映像化されることになった[330]。
- ウルトラ怪獣には足型が設定されているが、アイアンロックスの足型はクローラーの跡となっており、本体下部にクローラーが存在することが示唆されている。脚本では「戦艦大和を利用した人型ロボット」[注釈 53]として考案されていた[73]。
- 書籍『ウルトラ怪獣列伝』では、全長が実際の戦艦大和よりも小さいことから、艦橋を中心とした一部分のみが使用されたものと推測している[56]。
- 他の作品への登場
  - 劇中では海上に浮かぶか海底に潜伏していたが、桑田次郎著の漫画版『ウルトラセブン』では、昆虫のような脚部で歩き、上陸も果たしていた。書籍『ウルトラの常識 ウルトラセブン・ウルトラマンゼロ篇』では、足跡の設定はこちらのデザインに基づいたものではないかと推測している[57]。
  - 小説『Another Genesis』では第4話に登場。超人ブラストが地球人だったころの同僚「ロックス伍長」が、暴走したブラストに殺害された後、その光の力を受けて周囲の機械を吸収して機人に変貌した姿であり、ブラストが超人化した惑星で彼を待ち受けていた。挿絵では大型の赤い戦艦として描かれている。
  - 『ウルトラゾーン』第12話アイキャッチでは、七福神の宝船を務めている姿が描かれている[213]。
  - ゲーム『スーパー特撮大戦2001』のシナリオ「大海戦」では14体出現している。
  - 『ウルトラマンフェスティバル2017』のライブステージに登場したパーフェクトキングジョーは、背中にアイアンロックスの砲塔アイアンキャノンを装備している[331]。

## 宇宙怪人 ブラコ星人
第22話「人間牧場」に登場。
宇宙の彼方でオレンジ色に輝くブラコ星から地球に侵入した宇宙人で、個体としての腕力は地球人よりも強く、人間を気絶させる催眠術を使う。母星で食糧とする宇宙アメーバの一種である赤い胞子の栽培が年々困難になり、地球人の女性ホルモンが胞子の培養に適しているため、女性に胞子を植え付けて解放して周囲に拡散させて培養する「人間牧場」とする目的で、約50機の宇宙船団で地球にやって来た。アンヌとその友人のルリ子に赤い胞子を植えつけることに成功し、仮死状態にする。
防衛隊基地に潜入し、アンヌを襲って胞子を植えつけた個体はキリヤマ隊長のウルトラガンによって射殺され、死体はウルトラ警備隊に検死解剖される。宇宙船団も土星に向かったセブンをネット状のビームで捕縛するなど善戦するが、ウルトラホーク1号の盲滅法射撃によって全滅する。
- スーツアクター：荒垣輝雄[出典 148]、春原貞雄[73]
- 準備稿では、「コブラ星人」となっていた。別名は、書籍『ウルトラ怪獣大全集』では海棲宇宙人[53]、書籍『ウルトラセブン ベストブック』では胞子怪人[264]と記述している。放送当時には海棲星人という別名も用いられていた[55]。
- デザインは成田亨によるもので、「スマートでない不愉快な宇宙人」をつくりたかったとしている[78]。
- 頭部を震わせる動きは、スーツアクターが頭部に手を入れて動かしている[57]。
- 他の作品への登場
  - サークロラマの映画『ウルトラマン・ウルトラセブン モーレツ大怪獣戦』では、バルタン星人などと共に出現している。
  - 映画『大怪獣バトル ウルトラ銀河伝説 THE MOVIE』では、ベリュドラの右腕を構成する怪獣の1体となっている[79]。

## 宇宙ゲリラ シャドー星人
第23話「明日を捜せ」に登場。
地球に円盤で飛来したことや、地下に地球防衛軍の超兵器開発基地が存在する「03（）倉庫」を巨大な火の玉で爆破するなどの地球侵略計画を水晶占い師のヤスイ（安井）に次々と言い当てられたため、彼を拉致して電気ショックによる拷問を行う。武器として光線銃を使用するほか、姿を消すことや変身することも可能である。変身と共に、ヤスイを追い回す際に用いたダンプカーをタクシーに変化させ、彼を油断させることすら行える。しかし、自身の戦闘能力は低いため、用心棒として怪獣ガブラを連れている。
ウルトラ警備隊による捜査を掻いくぐり、03倉庫を爆破することや基地へヤスイを拉致することには成功したものの、放射線透視装置で基地をつき止められて侵入されたうえにセブンも登場すると、降伏を申し出た直後にガブラを差し向けたり、ヤスイを解放した後も円盤からガブラの首を遠隔操作して襲わせたりと、卑怯な手段でセブンを追い詰める。最後は、セブンのハンドビームによって円盤ごと爆破される。
肩の張った制服を着ている。基地にはウルトラ警備隊によってウルトラガンで射殺された通常の戦闘員3体のほか、ヤスイを拷問していたリーダーとその補佐を務める女性の個体も1体確認されている。さらには、基地の外を警備していた個体も確認されているが、こちらはダンによって投げ飛ばされている。
- 声の出演：上田耕一、大島マリ子
- スーツアクター：上田耕一、佐藤千枝子[出典 153]
- 資料によっては「シャドウ星人」とも記載される[144]。
- デザインは成田亨によるもので、デザインイメージは人間の顔を型取りした雌型で、顔面の中心部の鼻が逆に凹んでいるなど、人面の凹凸を反転させたデザイン[出典 154]は彼の個人作品にも応用されており[78]、会心の作であったという[64]。
- マスクの造形は高山良策が担当[336]。ラテックスゴムで石膏型から抜かれたマスクは目が透明パーツのものとポリ製のものの数個が作られた[266]。左右の耳は人間の耳から型取りしたものが使用されている[336]。
- 帯番組『ウルトラ怪獣大百科』（1988年）では円盤が「シャドー円盤」と呼ばれ、全長が直径18メートルで重量が22トンと解説されている。
- 他の作品への登場
  - マスクのみ、『怪奇大作戦』第11話「ジャガーの眼は赤い」のエンディングに登場している[73]。
  - 京楽の『ぱちんこウルトラセブン』シリーズでは、出現時の人数によって大当たりの昇格の期待度が変わる。

### 『ウルトラマンジード』に登場するシャドー星人
『ウルトラマンジード』に登場。
本作品では『セブン』での設定に加え、かつてベリアル軍との戦いで母星が壊滅状態になったことが、第14話で伊賀栗レイトの身体を介したウルトラマンゼロによって語られている。そのため、ゼロには現在でも宇宙ゲリラとして不審を持たれている。
下記の個体のほか、第14話・第15話ではクルトの仲間の個体も2体登場している。

#### シャドー星人ゼナ
第1話からレギュラーキャラクターとして登場。
秘密組織AIBの上級エージェントで、後輩の愛崎モアとともに異星人の犯罪を取り締まっている。本来の顔は『セブン』の登場個体と同様であるが、地球上ではインカム型の装置を耳に装着し、地球人の姿に擬態している。AIBの存在が公になると地球の文明に影響が出ることへの懸念から瀬名 日出樹（）と名乗り、表向きにはニコニコ生命保険の営業部に勤務していることになっている。
表情筋がなく、口で喋らないのは擬態中も同じであり、常に渋い表情のまま相手の脳に直接テレパシーを送り込むことで会話する。また、身体能力は『セブン』の登場個体とは違って優れており、第14話で教え子のクルトに監禁された際には彼の暴走を阻止すべく、拘束を自力で解いて見張り2人を気絶させ、クルトと激しい格闘戦を繰り広げている。
自分たちの存在する宇宙（サイドスペース）がクライシス・インパクトを経てウルトラマンキングによって修復されたものであることを把握しており、第15話で結成からまもないAIBへの就職を決心する前のモアにもそれを記録映像と共に説明している。当時は任務に勤しむ一方でシャドー星の復興を目指していたが、新人なりにひた向きなモアの姿に心を動かされていくうちに復興よりも任務を重視し、彼女のことを必要な存在として認めるようになったことが、クルトの件を経たゼロやレイトとの会話から明かされている。

- 演：岩田栄慶
- 声：浅沼晋太郎
- メイン監督の坂本浩一は、『ジード』の放送年が『セブン』50周年にあたることや、見た目のインパクトなどからシャドー星人をレギュラーに設定した[342][343]。本業がスーツアクターである岩田の起用も、坂本の要望による。
- 名前はSF作家のゼナ・ヘンダースンに由来する[344]。
- 第16話での蹴り技は、演じる岩田が『ウルトラマンギンガS』で蹴り技を主体としていたウルトラマンビクトリーを演じていたことから、坂本の要望により取り入れられた[345]。また、第22話での銃撃戦は岩田が愛好するテレビドラマ『あぶない刑事』を意識している[346]。

#### シャドー星人クルト
第14話「シャドーの影」、第15話「戦いの子」に登場。
地球人に擬態中の名前は影山 来人（）。他の星を侵略するために鍛えられたガブラ・カーノ。敵地への侵入用に受けた訓練により、擬態中に地球人などと会話する際には表情を変えて口を使い、豊かな感情表現を可能としている。戦術教官時代のゼナにとっては最後の教え子でもあり、優れた力がありながら戦いを捨てた彼に複雑な思いを抱いている。
シャドー星を再興しようと最終兵器ゼガンの復活を目論み、拘束したゼナを極秘任務で別の惑星へ赴任したと偽り、彼の後任としてAIBに潜入する。秘蔵されていたゼガンの召喚装置のプロテクトを解除して入手し、異次元に封印されていたゼガンを地球へ呼び寄せて一体化する。ウルトラマンジード マグニフィセントやウルトラマンゼロ ビヨンドとの戦いを経たゼガンがエネルギーの消耗で出現できなくなった間、次元の歪みに巻き込まれて共に別地点へ転移したモアとの会話やプロテクトの名称から、ゼナが自分たち教え子を忘れたわけではなかったことを知るが、ゼガンの回復を察知して駆けつけたゼナたちの説得をはねつけ、疲弊した身体のまま再び一体化する。最後は、「カム・タタール・シャドー」と唱えつつ安らかな笑みを浮かべながらゼガンと共に空中で消滅し、ゼナのもとには焼けただれた召喚装置が落下する。
- 演：鈴木裕樹
- 第14話・第15話の内容は脚本を担当した根元歳三によるフリープロットがもとになっており、根元はオリジナルでは侵略者であったシャドー星人が味方にいることが気になり、そのバックボーンを描きたくなったと述べている[349]。プロットではゼナとクルトのみのストーリーであったが、モア中心の話に改められた[337]。
- 当初の設定ではクルトとゼガンは一体化しない予定であったが、ジードとゼガンが対峙する際にクルトが別の場所から操っているのではドラマが作りづらいため、一体化するかたちに改められた[349]。クルトの顛末については、死なずに罪を償うという案やモアを庇って死ぬという案なども検討されていたが、根元はクルトに自身の意志を貫かせないと物語を終わらせることができないと感じ、完成作品での内容とした[350]。根元はゼガンを操ることはゼナと同等の戦士にしかできないと想定しており、仮にクルトがジードに勝ったとしても消耗して死から逃れられなかったであろうとしている[350]。
- 第14話・第15話監督の市野龍一は、様々な表情を見せるクルトを表現しきった鈴木の演技力を評価している[337]。

## 猛毒怪獣 ガブラ
第23話「明日を捜せ」に登場。
普段はシャドー円盤内にミクロ化して収納されており、一気に巨大化して円盤を破壊しようとしたウルトラセブンと戦う。アイスラッガーで頭部を切断されても、シャドー星人の遠隔操作により首だけでも動き回れる（頭に受信装置がある）うえ、猛毒の牙でセブンに噛みついて苦しめるが、それが逆に弱点でもあり、セブンのハンドビームで円盤を爆破されると地上に落下し、頭部も黄色い液を吹き出して溶解した。
- スーツアクター：鈴木邦夫[出典 157]
- 放送当時の資料では、別名を不死身怪獣と記載しているものもある[55]。
- デザインは成田亨によるもので、イモムシをモチーフとしている[78]。体表の穴は宇宙線吸収盤と想定されている[57]。
- 他の作品への登場
  - 雑誌『フィギュア王』に掲載された「ゴードの巻」では、バルタン星人たちによって蘇生された宇宙連合軍の怪獣軍団の1匹として登場。切断されていなくとも自由に首を飛ばすことが可能であり、噛みつき攻撃でセブンを苦しめて敗退させる。再び現れたセブンに対しても首を飛ばして襲いかかるが、アイスラッガーで首を両断されて敗れる。
  - 映画『大怪獣バトル ウルトラ銀河伝説 THE MOVIE』では、ベリュドラの左腕を構成する怪獣の1体となっている[79]。
  - 番組『ウルトラゾーン』第21話アイキャッチでは、ディスクドッグ競技に出場している様子が描かれている[353]。

## オーロラ怪人 カナン星人
第24話「北へ還れ！」に登場。
氷に覆われた極寒の惑星・カナン星から、母星とよく似た環境の北極を自分たちの勢力圏にしようと地球に侵入した宇宙人。頭部は複眼状の大きな双眼が大半を占めており、登場した3体はすべて女性の声で会話するが、性別は不明。北極ベーリング海の灯台島に普通の灯台に偽装したロケット灯台を設置して潜伏し、北極圏上空をパトロールする地球防衛軍のジェット戦闘機を灯台の光源レンズから投射したオーロラ状の赤色怪光線でコントロールしては民間旅客機と衝突させていた。
一連の事件の調査に飛来したフルハシの操縦するウルトラホーク3号もコントロールし、民間旅客機と衝突させようとするが、異変を知らされたダンの操縦するウルトラホーク1号が飛来したことから、形勢は逆転する。ウインダムを赤色と金色の怪光線で操ってセブンに差し向けるものの失敗し、正気を取り戻したウインダムに青白い怪光線を浴びせ、その隙にロケット灯台の偽装を解除して逃亡を図るが、最後はセブンのワイドショットでロケット灯台ごと爆破される。その直後、ウルトラホーク3号もコントロールから解放され、衝突を回避するために作動させていた自爆装置と赤色怪光線によって作動しなくなっていた脱出装置による死を覚悟していたフルハシも、無事に生還する。
- 寒い星の出身なので、熱には弱い種族である（放映当時の雑誌設定[355]）。
- スーツアクター：酒井久美子、浜田ひろ子、山田みどり[注釈 60]
- 声の出演：矢野陽子[注釈 61]
- マスクは女性用のものが3個用意された[57]。
- 桑田次郎の漫画版『ウルトラセブン』では、一撃でセブンの手足をも凍結させる冷凍光線銃を用いるほか、アイスラッガーで喉を斬られたり頭部を殴り潰されたりしても瞬時に再生する強い生命力を持つが、熱には極端にもろくエメリウム光線で蒸発して完全に死亡し、ロケット灯台も誘爆して全滅する。
- 名前は『出エジプト記』の「約束の地、カナン」が由来[出典 162]。
- 『ウルトラゾーン』第19話アイキャッチでは、灯台の上でウインダムに抱かれて映画『タイタニック』のヒロイン・ローズのポーズを取っていた[275]。

### 『ウルトラマンブレーザー』に登場するカナン星人
いずれも『ウルトラマンブレーザー』第6話「侵略のオーロラ」に登場。
すべての機械に宿る負の感情を励起して操れるというオーロラ光線を用い、世界中の機械に人間への反乱を起こさせ、その機に乗じての地球侵略を目論んだ宇宙人。母星は戦争を繰り返したことによって氷と廃墟の星となって荒廃しており、地球も母星のように変えて我が物にしようと考えている。ダジャレを楽しむほどに日本語を習得するなど、高い知能レベルを持つ。また、ワームホールを作り出して地点間を自在に移動できる。
海沿いに所在する袖ヶ崎風力発電所の巨大な発電タワーの一棟である中央タワーに偽装した宇宙船最上階のコントロールルームを拠点とし、当初は自動車や軽飛行機を暴走させる事件を発生させ、中盤にはアースガロンの高性能に着目して最大限に能力を引き出せると判断したSKaRD隊員のバンドウヤスノブに接近して仲間に引き寄せようと試み、断られると自身の手駒として使えるように、計画に先立って対ドルゴ戦中にオーロラ光線を照射しておいたアースガロンをも暴走させ、フル出力したオーロラ光線で日本列島を約2時間後に覆い、28時間後には全世界に拡散されることによる地球制圧を目論む。ついにはSKaRDの面々はおろか現れたウルトラマンブレーザーをも窮地に追い込むが、バンドウの叫びに応えたかのようにアースガロンの暴走が止まると形勢不利と見て風車部分を変形させた宇宙船で逃亡を図った結果、ブレーザーにトルネードバレードで機体を真っ二つに破壊され、撃破される。
- テレビシリーズへの登場は55年ぶりであることから、特撮作品に詳しいライターの秋田英夫には「展開の妙味にうならされた」「ソフビ人形が発売され、テレビ出演までも叶ったカナン星人の、55年目の大躍進に注目である」などと評されている[369]。
- 第16話では、モグージョンがヤスノブにかけた幻影として巨大なカナン星人が登場した[370]。

#### カナン星人・ハービー
金色の昆虫のような顔立ちの宇宙人。オーロラ光線を放つハンドガンを携行している。地球での潜伏中には東京都内の住宅街にて衣服をコインランドリーで洗濯するほど、地球人の生活様式を理解している。
- 声の出演：竹内絢子
- スーツアクター：岡部暁[365]

#### カナン星人・ロビー
ハービーとともに地球侵略を画策していたもうひとりのカナン星人。宇宙船最上階のコントロールルームに常駐している。
- スーツアクター：永地悠斗[365]

## ミニ宇宙人 ポール星人
第25話「零下140度の対決」に登場。
地球を第三氷河期にしようと目論み、セブンや地球防衛軍基地を活動不能とする宇宙人。細長いとんがり頭と、顔から手足の生えたような胴体を持つ。3体が幻覚の中でのみ登場したが、どこに潜んでいたかは不明。これまでに2度地球を氷河期にしたと語るが、その目的は一切不明。エネルギーを消耗させ、寒さに弱いというセブンの弱点を突いたため、セブンの地球での活動時間が制限される結果となる。自身は戦闘能力がないのか、使役するガンダーが敗れると「セブンではなく地球人の忍耐に負けた」「セブンに活動限界という弱点を与えただけで本望だ」という捨てゼリフを吐いた後、撤退する。
- 声：矢田耕司（音声に早回し加工あり[273][373]）
- 本放送当時から1980年代前半ごろまでの書籍では、別名「小人宇宙人」[50]や「宇宙小人」[55]とされていた。
- シナリオの登場人物一覧表では、「ポール星人（一寸法師）」という記述であった[373]。
- デザインは成田亨[78]。デザイン画では別名を「ミニ星人」と記述している[78]。
- 操演用の吊り人形はラテックス製で、全長75cm[注釈 64]のものが3体制作された[145][57]。
- 『ウルトラゾーン』では第7話・第18話のアイキャッチに、前者はバレエ『白鳥の湖』のバックダンサー[374]、後者はかまくらの中の御神体として登場している[275]。

## 凍結怪獣 ガンダー
第25話「零下140度の対決」に登場。
ポール星人に操られる怪獣。長い顔に大きな口、カタツムリのように飛び出した1対の目玉を持つほか、ハトのような鳴き声を出す。口から吐く猛烈な冷凍ガスで地球防衛軍極東基地を中心に半径2キロに零下112度の異常寒波を引き起こして氷漬けにしたうえ、その地下18階の動力室にある第2動力炉の地下ケーブルも破壊し、零下140度以下に基地内部の温度を下げて隊員たちを大いに苦しめる。ミクラスとの戦いでは飛行能力などを駆使して圧倒するが、太陽エネルギーを補給して回復したセブンとの戦いではウルトラ念力で投げ飛ばされ、アイスラッガーで首と両腕を切断されて絶命する。
- スーツアクター：山村哲夫[58][73][注釈 67]
  - 当初は西京利彦が演じる予定だったが[注釈 68]、着ぐるみを小さく作ったために撮影前日に山村に変更された。高野宏一監督は宙吊りでの撮影が多いことを考慮し、補助のアクターに渡辺政美をスタンバイさせた[377]。
- デザインは成田亨によるもので、翼は動物的でも機械的でもなく、彫刻の処理を応用したものとしている[78]。
- 未発表作品『宇宙人15+怪獣35』では、15人の宇宙人たちが手を組んで結成された宇宙人連合により蘇生され、東京に出現するシナリオが予定されていた。
- DVD『ウルトラマンゼロ&ウルトラヒーロー 超決戦DVD』では、冷凍ガスの名称をクールブロウと紹介している[378]。
- 他の作品への登場
  - 漫画『かがやけ ウルトラの星』では、怪獣軍団の一員として登場。ガッツ星人に率いられて中部地方に出現し、新ウルトラマンと戦う。
  - 漫画『ウルトラ怪獣大戦争』では、ウルトラの国の怪獣独房にゼットン、アイロス星人、パンドンと共に収容されていたところ、セブンの抹殺とウルトラ族の全滅を目論むダーク・ゴッドの作戦に応じて脱獄し、他の3体と共にメカ改造強化を受けてパワーアップする。セブンを追い詰めるが、ウルトラの国の新兵器ウルトリアバイクにより、他の3体ともども破壊される。
  - 漫画『ウルトラマン超闘士激伝』では、ブラック指令が指揮するエンペラ空軍の闇闘士となっている。それ以前にも、モブキャラクターが観戦客として姿を見せている。
  - 映画『大怪獣バトル ウルトラ銀河伝説 THE MOVIE』では、ベリュドラの左腕を構成する怪獣の1体となっている[79]。同作のイメージボードにも姿が描かれている[379]。
  - 『ウルトラゾーン』第18話アイキャッチでは、かまくらの中で餅を食べている様子が描かれている[275]。

### 『大怪獣ラッシュ ウルトラフロンティア』に登場するガンダー
データカードダス『大怪獣ラッシュ ウルトラフロンティア』に登場。
プラズマソウルを取りこんだプラズマ怪獣として2弾から登場。テレビ版「GANDAR Hunting」では雪の惑星に出現。雪に潜る能力を駆使してこれまで多くのハンターチームを敗北させており、チブル星人（チブローダーストロング）を氷漬けにして退け、ラッシュハンターズをも翻弄する。しかし、チブル星人が脱出して無人となっていたチブローダーストロングの自爆を受けて周囲の雪を吹き飛ばされてしまい、そこにラッシュハンターズの総攻撃を受けて全プラズマソウルを破壊され、倒される。

### 『セブンガーファイト』に登場するガンダー
『セブンガーファイト』第7話「帰ってきた赤いアイツ」、第9話「灼熱！凍結！大地獄！」に登場。
第7話では、怪獣惑星に生息する個体が登場。ゴースによって操られ、イカルス、改造パンドン、ガラモンと共に宇宙セブンガーを襲うが、駆けつけたウルトラマンゼット ベータスマッシュにベータフォールで崖下へ投げ落とされ、倒される。
第9話では、冷凍液を採取するために地球防衛軍によって管理されていた個体が登場。あらゆるものを一瞬で凍らせるマイナス140度の冷凍光線を口から吐く。高熱が弱点。ペスターと共に目覚めて暴れ出し、セブンガーを襲うが、ペスターの放った高熱火炎をかわされたことで同士討ちとなり、高熱火炎を浴びたことで死亡する。

### 『ウルトラマンレグロス ファーストミッション』に登場するガンダー
『ウルトラマンレグロス ファーストミッション』に登場。

## 再生怪獣 ギエロン星獣
第26話「超兵器R1号」に登場。
シャール星団第7惑星ギエロン星の出身であり、ギエロン星の生物のうちの1体が地球防衛軍の惑星破壊兵器R1号の放射能で突然変異し、怪獣化したもの。ギエロン星は金星によく似た温度270度、酸素0.6パーセントという環境の燃えない焦熱地獄で、生物の存在が不可能という判断のもと、R1号の実験対象に選ばれ、粉砕された。その後、テストの観測を行った宇宙観測艇8号を破壊し、ウルトラホーク1号の迎撃にも耐えて地球に飛来する。武器は口から吐く放射能の灰と、両手を近づけて発射するリング光線。また、頭部は自分の頭ほどもある隕石と正面衝突しても隕石の方が砕けるほか、アイスラッガーを何度でも跳ね返せるほど硬質化している。それと同様に硬質化した刃物のように鋭い翼は両手の役割も兼ねて光を反射し、太陽に向けることで目眩ましになる。最大の特徴は再生能力で、ウルトラホーク3号に搭載された新型ミサイルによって一度は肉片や体液の状態にまで粉砕されるが、一晩で再生する。
セブンとの戦いでは放たれたアイスラッガーを翼で弾き返しリング光線で右腕を負傷させるが、格闘戦へ持ち込まれて右腕を引きちぎられ、形勢は逆転する。最後はアイスラッガーを手持ちで用いたセブンに喉元を切断され、放射能の灰と同様の黄色い鮮血を噴出しながら、再生することもなく絶命する。
- スーツアクター：鈴木邦夫[出典 178]
- 本エピソードは当時の冷戦を反映した核抑止力に対する風刺である。
- 着ぐるみの額部分と両翼には金属板が使用されていた。山村哲夫の証言によると体色は最初は藤色だったが、塗り直された[376]。
- DVD『ウルトラマンゼロ&ウルトラヒーロー 超決戦DVD』では、リング光線の名称をビームコイルと紹介している[378]。
- 桑田次郎による漫画版では、ギエロン星近くで実験を観測していたダン・フルハシの搭乗するホーク1号の機体にアメーバ状の姿で付着し、地球到達後に増殖して星獣の姿となる。セブンのアイスラッガーで首を斬られ絶命したのちに再びアメーバ状に戻っている。
- 他の作品への登場
  - PSPゲーム『ウルトラマン Fighting Evolution 0』では、再生能力がスピリッツとして使用される（攻撃を食らうと体力が少し回復する）。
  - 漫画『ウルトラマン超闘士激伝』では、ブラック指令が指揮するエンペラ空軍の闇闘士となっている。それ以前にも、モブキャラクターが観戦客として姿を見せている。
  - 映画『大怪獣バトル ウルトラ銀河伝説 THE MOVIE』では、ベリュドラの右腕を構成する怪獣の1体となっている[79]。
  - 朱川湊人の小説『ウルトラマンメビウス アンデレスホリゾント』では、GUYSのトリヤマ補佐官が地球防衛軍の新兵時代にギエロン星獣への地上攻撃に参加したことが語られる。トリヤマによると、当時の同僚が放射能ガスによる後遺症で未だに苦しんでいるという。
  - 『ウルトラゾーン』第10話アイキャッチでは、横断歩道を渡る子ガモを先導する姿が描かれている[385]。
  - 特撮テレビ番組『アンドロメロス』では、ギエロン星獣をモチーフとした怪獣戦艦ギエロニアが登場する。

### 『ウルトラマンジード』に登場するギエロン星獣
『ウルトラマンジード』第20話「午前10時の怪鳥」に登場。
ある日を境に5日連続で星山市に出現するようになり、ウルトラマンジードやウルトラマンゼロに何度粉砕されても翌日の午前10時には再生することから、伊賀栗ルミナをはじめとする主婦たちの間で時計代わりの話題となっていた。ほとんどの攻撃を寄せつけない頑丈な身体と『セブン』に登場する個体と同様の武器（猛毒ギエロアッシュ、ビームコイル、ギエロスパーク）によってジードを疲弊させるが、秘密組織AIBによる調査の結果、星獣の身体は粉砕された際に青い鉱物状の破片となり、それがアメーバ状に融解・気化・集合の過程を経て分子レベルで増殖・再生すること、伊賀栗マユが偶然拾った破片に対して取った行動から、破片は融解の段階までなら冷凍されることによって生命反応が消失して気化の挙動を起こさず、再生を阻止できることが判明する。そして出現6日目、ゼロビヨンドが星獣の破片の拡散を防ぐためのバリアを張り、ジード（ロイヤルメガマスター）がスラッガースパークで星獣の身体を粉砕した後、テレビ放送を介したAIBの要請に応じた何万人もの星山市民たちがすべての破片を回収して冷凍したことにより、再生を阻止される。その後、破片はAIBによって宇宙の隅々に転送され、永久に冷凍保存されることとなったが、この6日間の戦いを伏井出ケイがギエロン星獣カプセルを手にしながら分析していたことから、彼によって召喚されていたことが示唆されている。
- スーツアクター：横尾和則
- この個体に関しては、頚動脈が弱点という設定がなく、再生怪獣としての描写に重点が置かれている[387]。第20話の脚本を担当した三浦有為子は、M78世界とは別の宇宙が舞台であることや旧作に引きずられたくないというプロデューサーの鶴田幸伸の意見などから、『セブン』を踏襲せず日常的なストーリーにしたとしている[388]。寒さに弱いという設定は、『セブン』でのギエロン星が灼熱の星であるという設定に基づいている[388]。また、三浦はギエロン星獣を登場させるプロットを過去にも何度か提出しており、本作品での登場が決まると立候補して執筆した[388]。
- 『セブン』での破片は緑色をしたアメーバ状の物体であったが、本作品では合成素材の撮影がグリーンバックであることやマユが拾いたいと思うものである必要があったことから、青い結晶体となった[388]。また、第20話の監督を担当した冨田卓は、旧作の黄色い血は汚染された状態のものと解釈している[387]ほか、ケイがロイヤルメガマスター攻略のためにギエロン星獣を放ってその能力を量っていたと想定している[388]。

### 『ウルトラマンレグロス ファーストミッション』に登場するギエロン星獣
『ウルトラマンレグロス ファーストミッション』に登場。

## 甲冑星人 ボーグ星人
第27話「サイボーグ作戦」に登場。
機械と生命を結合させる改造技術に長けているボーグ星から来た宇宙人。劇中に登場する個体はすべて女性のような人間態に変身し、後に巨大化してセブンと戦う個体と、もう1体が円盤で地球に侵入する。銀色の西洋甲冑のような装甲を装着したような姿で、最大の武器は顔の中央部の溝から出す破壊光線。格闘センスにも優れており、その硬い体から繰り出す打撃も強力。セブンを上回るパワーに加え、飛行能力も有する。
アサヒ沼に潜伏して地球防衛軍の壊滅を企み、ウルトラ警備隊のノガワを拉致・監禁すると、彼の脳内に催眠プレートを埋め込んでサイボーグ化し、ウルトラ警備隊へ潜入させて強力な威力を持つプレート爆弾を設置させ、爆破しようとする。ノガワが失敗して裏切ったことに気付くと、防衛軍基地のメディカルセンターへ侵入して殺害しようとするが、ダンに阻止されて逃げながら変身し、巨大化する。セブンの攻撃を避けて崖下に落とし、事前にセブンの足に仕掛けておいたプレート爆弾で倒そうとするが、失敗する。パンチを連続で浴びせてセブンをダウンさせた後に破壊光線でとどめを刺そうとするも回避され、空中に飛翔したセブンに恐れをなして逃走を図るが、背後からアイスラッガーで頭部を切断されて泡のようなものを首から噴き出して倒される。
円盤内には仲間がいるが、ウルトラホーク1号が投下したマグネチックセブンで円盤を破壊され、巨大化してセブンと戦うのは1体だけである。
- 声の出演・人間体：近藤征矢
- スーツアクター：鈴木邦夫[73][392]
- 資料によってはスーツアクターを菊池英一（きくち英一）と記載しているものもあるが[389][58]、きくち本人は書籍『ウルトラセブン研究読本』のインタビューにて記憶にないと述べている[73]。その後、『研究読本』と同スタッフによる雑誌『特撮秘宝vol.1』では、本編助監督の佐々木孝吉の台本メモに菊池の名が記されていたことから、本編パートの等身大ボーグ星人を演じていたものと推測している[393]。2016年に発見された制作日報でも、本編班による1968年2月5日の撮影に菊池が参加していたことが記録されていた[394]。
- 元々は未使用シナリオの「300年間の復讐」に登場していたトーク星人の執事ロボット・甲冑人間として考案されていた[出典 182]。居村眞二の漫画版「300年間の復讐」では、甲冑人間がボーグ星人そのままの外見で登場している。
- 成田亨の当初の構想では、ウルトラホークなどの造型を担当した郡司模型に依頼して甲冑部分を金属成形にしたかったそうであるが、予算その他の問題で断念している[64]。アクションが多いことから、軽量化が意識され、通常の造形となった[105][396]。
- 未発表作品「宇宙人15＋怪獣35」では、蘇った宇宙連合軍の1体として名前が確認されている。
- 他の作品への登場
  - 映画『大怪獣バトル ウルトラ銀河伝説 THE MOVIE』では、ベリュドラの胴体を構成する怪獣の1体となっている[79]。
  - 『ウルトラゾーン』第15話アイキャッチでは、先頭に立って阿波踊りを踊っている様子が描かれている[397][68]。第10話のミニコーナー「怪獣ことわざ」では、「すきこそもののボーグ星人なれ」ということわざが紹介されている[398]。

ボーグ円盤
アサヒ沼の水中に潜んでいたボーグ星人の円盤で、車を引き寄せることができる。沼の水をウルトラホーク1号の熱ミサイルにより抜かれ、正体を現したところに新型爆弾・マグネチックセブンを投下されて爆破される。

## 侵略宇宙人 キル星人
第28話「700キロを突っ走れ！」に登場。
戦争好きとして知られ、高度な医療技術を持ち、医学の進歩によってサイボーグ技術が発達したとみられ、巨大生物と戦車を合体させた恐竜戦車や自爆攻撃をバイクで仕掛ける人間爆弾を開発した。
地球侵略の障害となる高性能爆薬スパイナーを排除するため、この実験を妨害しようと、運用機などの撃墜を行う。その裏をかこうとラリードライバーに扮してスパイナーの運搬任務を担当したダンとアマギの車に対し、巨大な風船をラリー車に付けて空中に持ち上げたり、自分たちも1号車に乗り込んで人間爆弾や地雷などを用いて襲撃するが、妨害が失敗すると恐竜戦車を出現させる。いずれも人間体で登場し、死ぬと全身がオレンジ色に発光しながら蒸発して消滅する。なお、本編では名称も実験を妨害する目的も一切不明である。また、恐竜戦車を除けばラリーカーやオートバイ、ヘリコプターといった地球のメカと同様の乗り物を使用する。
- 演：野島昭生（1号車の男A）[注釈 77]、武下哲也（1号車の男B）、峯千鶴子（16号車の女C）、瀬里ナツル（16号車の女D）、池田勝（3号車の男E）、渡辺弘（3号車の男F）、船橋竜次（オートバイの男）[注釈 78][403]
- 当時の設定では他の星の征服のためスパイナーを狙ったと解説されている[400]。

## 戦車怪獣 恐竜戦車
第28話「700キロを突っ走れ！」に登場。
恐竜をサイボーグ化した、体の下部が戦車のキャタピラになっており、恐竜がその上に乗っているサイボーグ怪獣。劇中では、キリヤマ隊長らに「恐竜タンク」と呼ばれる。
キル星人が高性能爆薬スパイナーの運搬の妨害に失敗したため、スパイナーの実験を妨害すべく実験場の砂山から出現する。登場時より口にスパイナーをくわえており、うかつに手が出せないウルトラセブンの左手を戦車で轢く。両眼から発射するレーザー光線と強靭な尻尾、戦車部の3連砲塔から発射する砲弾、戦車ならではの重量と突進力など、攻撃力は非常に高い。最後は連続チョップを背中に受けて口からスパイナーを落とし、その上を通過した際にセブンがスパイナーに向けてウルトラショットを発射し、その爆発に巻き込まれて粉々になる。
- スーツアクター：鈴木邦夫[出典 189]
- 恐竜部分は新規造形[396]。台座となっている戦車部分は、映画『大巨獣ガッパ』で使用された61式戦車の模型を日活撮影所から借用し、改造流用したもの[73][58]。また、装甲板のディテールにはダイヤブロックが使用されていた[145]。
- 恐竜部分の着ぐるみは後にリッガーへ改造された。
- 第28話監督の満田かずほはキャタピラ音を活かした方が迫力があると考え、セブンとの戦闘シーンではBGMを排している[407]。
- 『ウルトラファイト』では「恐竜タンク」と呼ばれており、関連書籍でも「恐竜戦車（）」と記載しているものがある[出典 190]。
- 書籍『ウルトラ怪獣列伝』では、キル星人が地球上に生息していた恐竜を改造したものと推測している[56]。

### 『大怪獣ラッシュ ウルトラフロンティア』に登場する恐竜戦車
データカードダスおよびそれを元にしたCGショートムービー『大怪獣ラッシュ ウルトラフロンティア』に登場。
プラズマソウルを取り込んだプラズマ怪獣として登場し、劇場版ショートムービー『DINO-TANK hunting』でのみ恐竜戦車マークIIとも表記される。プラズマソウルの露出箇所は4か所。
劇場版では星人ハンター2チームを蹴散らし、次にラッシュハンターズの3人が挑む。メタル属性ゆえに雷が弱点であるため、ガッツガンナー・ガルムのショックバレットによって動きを止められて転輪3つを失うもなお攻撃を緩めず、スティンガーサーベルでとどめを刺そうとしたマグママスター・マグナに火炎を浴びせ、逆に火だるまにする。しかし、バルタンバトラー・バレルの分身によって動きを封じられ、ガルムのダブルバレットとマグナのフォースサーベルの二面攻撃、さらにバレルの白色破壊斬によって全プラズマソウルを破壊され、倒される。

### その他の作品に登場する恐竜戦車
- 『ウルトラゾーン』第1話のミニコーナー「怪獣漫才」では、アントラーと「キャタピラ地獄」というコンビ名で漫才を行う[410]。第2話のアイキャッチでは、前者横断幕を手に電車と並走しながら乗客の少年を見送る様子が描かれている[287]。第23話のアイキャッチでは、怪獣特捜隊の特殊車両という設定で描かれている[411][353]。
- 『ウルトラマンオーブ』のメイン監督を務めた田口清隆とメインライターを務めた中野貴雄による私案「エピソード10構想」では、第2章（エピソード2-1）に登場[412]。宝石惑星コボルの資産乗っ取りを目論む天文学者ジグル博士と宇宙魔女賊ムルナウの配下として、ウルトラマンオーブと戦う[412]。

## 宇宙スパイ プロテ星人
第29話「ひとりぼっちの地球人」に登場。
シリウス系第7惑星のプロテ星から地球侵略に訪れる。最大の武器は人間体でも発射可能な目から出す金縛り光線で、ほかにもVサインをしてから発射するショック光線、分身や幻覚など多数の超能力を持つ。
京南大学の仁羽教授に化け、頭脳明晰だが地球嫌いの学生・一の宮に正体を明かし、プロテ星に連れて行くという条件で彼に世界中の地球防衛軍基地の所在地を調査するための科学観測衛星と偽ったスパイ用の人工衛星や衛星に瞬間移動が可能な電送移動装置を作らせる。自分の目的が地球侵略のために地球防衛軍の機密データを獲得することを知って失望した一の宮を見て正体を現すが、ウルトラセブンに見つかったために大学の庭へ逃亡し、巨大化する。自分を本体と分身に分離することもでき、この能力を利用して巨大化した分身とセブンを戦わせる。分身はアイスラッガーで首を切られようがエメリウム光線を受けようがまったく効果がないうえ、光線の発射や不可視状態での肉弾戦も可能である。セブンと分身が戦っている間に本体の人間体がプロテ星へ帰ろうとするが、意識を取り戻した一の宮に1人用の電送移送機（電送移動装置）に押し込まれ、彼もろとも本体は消滅し、分身も消滅する。
- 演：成瀬昌彦（仁羽教授）
- スーツアクター：山本一（等身大）、山村哲夫（巨大）[出典 195]
- 名前はギリシア神話のプロメテウスに由来する[230]。
- 着ぐるみの全身を覆うヒダは、デザイン画や高山良策が造型した時点では存在せず、後に現場スタッフによって追加された[57][73]。このヒダには、恐竜戦車と同様に「ダイヤブロック」が使用されている[145]。
- シナリオでは大学名が城北大学、宇宙人が変身する人物は外国人のブロイセン教授とされており、配役には外国人の俳優の起用が想定されており、声優のキャスティングも考慮されていた[415][416]。撮影は学習院大学の敷地内に当時存在していたピラミッド校舎で行われており[417]、2008年9月13日には同校舎の解体前に本作品第29話の上映会や、同話の監督を担当した満田かずほが出演するトークショーが行われた[418]。
- 他の作品への登場
  - サークロラマの映画『ウルトラマン・ウルトラセブン モーレツ大怪獣戦』では、バルタン星人やウーなどと共に出現している。
  - 『ウルトラファイト』では、肩書きが「宇宙忍者」となっているうえ、セブンが全身を発光させたウルトラスパークでプロテ星人を溶かしたことになっている。
  - 雑誌連載『ウルトラマンメビウス外伝 アーマードダークネス』では、エンペラ星人の鎧「アーマードダークネス」を狙う宇宙人軍団の1人として登場し、ウルトラ兄弟に襲いかかる。
  - 『ウルトラマン列伝』第21話では、ウルトラマンゼロが解説したエンペラ星人が光の国を襲撃したウルトラ大戦争時に引き連れていた怪獣軍団の中に新たに姿が追加されている。
  - 映画『大怪獣バトル ウルトラ銀河伝説 THE MOVIE』では、ベリュドラの右腕を構成する怪獣の1体となっている[79]。

プロテ円盤
プロテ星人の連絡を受けて地球圏付近まで飛来し、スパイ衛星を持ち去ろうとする。ウルトラホーク2号も追いつけないほどの準光速で飛び去ろうとしたところ、プロテ星人の分身の消滅を確認したセブンがテレポーテーションで現われ、形勢は逆転する。最後はセブンに衛星を奪われ、ウルトラホーク2号のレーザー光線で破壊される。

## プラスチック怪人 プラチク星人
第30話「栄光は誰れのために」に登場。
ウルトラ警備隊の全滅を図る宇宙人。全身にプラスチックの欠片がついており、骨格だけでも立ち上がるなど生命力が強い。武器は、口から吐いて相手をプラスチックのように固めて窒息死させるプラスチック液。飛行能力のほか、セブンをビームランプが点滅するまで苦戦させるほどの戦闘能力を持つ。
宇宙戦車でプラチク星から地球へ侵入した後、星ヶ原にて行われた地球防衛軍の実戦形式の大規模な野戦訓練中に指示を出していたマグマライザーの乗員をプラスチック液で殺害して車体を占領し、戦車部隊に積まれた訓練用の武装と実弾をすり替える。身体は燃えやすく、エメリウム光線で炎上するがしぶとく生き残り、骨格のままダンを襲おうとしたところをアオキにウルトラガンで撃たれ、絶命する。
- スーツアクター：鈴木邦夫[出典 200]
- 名前はプラスチックに由来する[77]。本放送当時の雑誌設定では、プラチク星は全体がプラスチックでできているとされている[421]。
- 高山良策が完成させた段階での着ぐるみには、全身のふわふわした飾りは付いていなかった。この処理は美術スタッフによって現場にて付けられたものであり[396]、炎上シーンでは装飾のスチールウールに点火して焼失する様子を演出している[273]。骨は操演で演出された[57]。
- 成田亨がデザインを担当した、最後のウルトラ怪獣でもある[出典 201]。成田は、骨の方に重点を置いたと述べている[78]。
- シナリオでは、セブンがプラスチック液を浴びせられた後に全エネルギーを集中させて発した高熱ですべて溶かすが、ウルトラ・ビームが点滅するとの旨が記述されていた[422]。
- 映画『大怪獣バトル ウルトラ銀河伝説 THE MOVIE』では、ベリュドラの左腕を構成する怪獣の1体となっている[79]。
- 放送当時に連載された桑田次郎の漫画版では、終始等身大のままで巨大化しない。宇宙戦車を破壊して油断したセブンに、マグマライザー車内からプラスチック液を浴びせて固めてしまう。さらにマグマライザーで轢死させようとするが、アラキ（＝アオキの作中名）に阻止され、最後も（骨格状にならない姿で）ウルトラガンで撃たれ、絶命する。

## 宇宙細菌 ダリー
第31話「悪魔の住む花」に登場。
とても小さなミクロの体で、他の生物の体内に侵入して肺に寄生する怪獣。細菌と名が付くがそれよりも大きく、形態は節足動物であって生態は寄生虫に近く、地球の医学では治療できない。人間の血液中に存在するフィブリノーゲンが好物であり、体内に寄生した人間の肺の細胞壁に鋭い手足と6本の触手で取り付いて摂取するうえ、相手を吸血鬼のように変える。寄生された人間は血小板が減少し続け、意識不明の状態で徘徊しては同型の血液を持つ人間を襲って吸血行為を働くうえ、口から相手を麻痺状態にさせる白いガス状の物体を吐く。また、襲われた人間も吸血者の意のままに無自覚に行動する。
宇宙から銀色の卵（卵の殻は花弁に似ている）の状態で飛来し、花と間違えて口づけした少女・香織に寄生していたところ、ウルトラセブンがミクロ化して香織の鼻の穴から体内に侵入し、そのまま体内で戦う。人体内ではむやみに攻撃できないセブンを口から出す特殊な泡によって苦しめるが、香織の体内へ注射された薬液の効果によって泡が無力化され、血管に張りついていたところを回復したセブンのエメリウム光線で撃ち落とされ、シャボン玉のような泡を発するウルトラバブルで溶かされる。
- スーツアクター：山村哲夫[出典 204]
- ダリーに寄生された少女・香織は、無名当時の松坂慶子が演じている[73]。ダリーの寄生前に花を愛でる可憐な姿と寄生後の無表情な姿を演じ分けたことから、後年には「大女優の片鱗を垣間見ることができた」「今なお特撮ファンの間で語り継がれる傑作エピソード」などと評されている[425][426]。
- 名前の由来はサルバドール・ダリから[427]。
- 成田亨に代わる、初の池谷仙克によるデザインの怪獣[57]。デザインモチーフはダニ[57]。人間が入っている形状を隠すため、スモークが多用された[57]。
- 山村哲夫の証言によると、体色は納品された時点ではセブンの色を薄くした程度のオレンジ色だったが、池谷の指示によって現場でピンクに塗り替えられたという[376]。
- 『ウルトラ怪獣攻げき技大図鑑』では、特殊な霧を「アタック・リキド」と命名された。
- 他の作品への登場
  - 松竹映画『落葉とくちづけ』では、尾崎奈々演じるヒロインが殺虫剤のCMで着用する着ぐるみとして登場している[428]。
  - 『ウルトラゾーン』でのミニコーナー「怪獣ことわざ」に、「遠くの親戚よりも近くのダリー」という絵が登場する[429]。
  - サークロラマの映画『ウルトラマン・ウルトラセブン モーレツ大怪獣戦』の台本に、名前が記載されている[430]。

### 『ウルトラマンレグロス ファーストミッション』に登場するダリー
『ウルトラマンレグロス ファーストミッション』に登場。
- スーツはアトラクション用。監督の坂本浩一はスーツの存在を知らなかったために驚いたうえ、発表後にはSNSでも驚かれてトレンドに入ったとの旨を、2023年の田口清隆との対談において明かしている[431]。

## メカニズム怪獣 リッガー
第32話「散歩する惑星」に登場。
アステロイドベルトから地球に侵入した直径1キロメートルの惑星ディン（外見は「島」）の地下に棲む怪獣。一見すると恐竜に似ているが、実はロボット怪獣らしく頭部に内蔵されたコントロール装置から惑星ディンを誘導する電波を発信している。地球防衛軍を壊滅できるほどの時限爆弾を内蔵した惑星ディンの無人基地から発信される電磁波によってセブンに変身できないダンの代わりに挑んだアギラを、強い尾による打撃や突進で打ち負かす。ダンに携帯爆弾で無人基地を電磁波発生装置ごと爆破されたことにより、電磁波を停止させられてセブンに変身されると、身体に乗りかかって右肩に噛みつき苦しめるが、最後はアイスラッガーで首を切断される。その後、頭部はセブンによって宇宙へ持ち去られ、誘導されて時限を迎えた惑星ディンは宇宙空間で爆発する。
- スーツアクター：加藤芳巳[出典 210][注釈 87]
- 着ぐるみは恐竜戦車の恐竜部分を改造したもの[出典 212]。無人基地のギミックにはダイヤブロックが用いられている。
- 準備稿「漂流する惑星」での名前は「リガ」[57]。デザイン画では頭は小さく首が長く書かれている[73]。シナリオでは、リッガーの頭部にセブンがしがみついて回転すると胴体から首が外れるという展開があり、後述の一峰大二の漫画版でも描かれている[438]。
- 惑星ディンやリッガーが誰の手によって送り込まれたものであるかは、劇中では語られなかった。この惑星がリッガー惑星と呼称されることもあるが、正式名称はディンである。また、準備稿ではリッガーを操る宇宙人はマンダラ星人となっていた[出典 213]が、決定稿では完全に削除された。
- 第32話は元々は『ウルトラマン』の未発表台本「マンダスの島」を改稿したもの[58][73]（マンダラ星人の策謀で木星の惑星ディランが地球に接近する）。
- リッガーと戦うカプセル怪獣はパゴス（第1稿）→ウインダム（第2稿）が予定されていたが、最終的にアギラに変更された[439]。
- 他の作品への登場
  - 一峰大二の漫画版『ウルトラセブン』では、首がネジの構造になっている。
  - 映画『大怪獣バトル ウルトラ銀河伝説 THE MOVIE』では、ベリュドラの左腕を構成する怪獣の1体となっている[79]。

## 蘇生怪人 シャドウマン
第33話「侵略する死者たち」に登場。
正体は幽霊。地球侵略の下準備として地球の防衛施設の場所や構造を知ろうとする謎の異星人から集団で送り込まれる怪人化した人間の霊魂。実体がない影のような状態ゆえに物理的な攻撃が効かず、厳重な警戒をもすり抜けてどこにでも侵入する。おもな武器は相手をコップサイズに小さくするミクロ化フォグ。なお、ウルトラ警備隊の作戦室の隊員を気絶させる際にも毒の霧（名称は不明）を噴出している。
異星人は第三病院で解剖用に保管されていた10体の身元不明者の遺体を一種のテレキネシスによる遠隔操作で操り、不可解な接触事故による死体として町中でウルトラ警備隊に倒させては基地内へ運び込ませ、基地内ではシャドウマンとして死体から霊魂だけを抜け出して侵略行為に従事させる。ホルマリン臭から遺体であることこそ看破されるもののこの作戦で目的の防衛軍基地の所在地が記されたマイクロフィルムを手に入れて宇宙ステーションに電送し、宇宙ステーションへ戻ろうとしたところをダンに気取られてウルトラセブンに変身されるが、ミクロ化フォグでセブンをコップ内に閉じ込める。しかし、セブンがエメリウム光線を放って火災報知機を鳴らしたことからキリヤマたちが駆けつけ、消火の際にコップを蹴倒したことからセブンは難を逃れる。やがて、宇宙空間に待機していた大型円盤のもとまで追跡してきたダンのウルトラホーク2号をレーザーで撃墜するもののセブンに変身され、地球へ放った大型ミサイルをワイドショットで撃墜される。また、4機の小型艇の編隊を放ってセブンの四肢を拘束し、巨大カプセル状の檻に封じて母星へ連行しようともくろむが、地球に放置していたデータ電送用の装置の周波数からウルトラ警備隊に居場所を察知され、セブンはウルトラホーク1号による援護射撃で巨大カプセルから救出される。最後は小型艇をウルトラホーク1号に全滅させられ、異星人もセブンのワイドショットで大型円盤ごと爆破される。
- 演：滝川浩、東隆明、竹村暢芳[356][442]
- 準備稿ではうごめく死体がシャドーマンと表記していたが、決定稿では死者や影とされている[55][438]。書籍『ウルトラセブン ベストブック』では影の男（）と表記している[389]。
- セブンによって円盤ごと倒された謎の異星人は、初期稿「逃げる死者」ではワタブー星人[注釈 88]、準備稿「侵略する死者」ではユーリー星人[注釈 89]となっていたが、決定稿ではすべて削除されている[出典 217]。ユーリー星人は池谷仙克によるデザイン画が残されており、2009年発売のジェネオンエンタテインメント刊DVD付きビジュアルブック『昭和42年 ウルトラセブン誕生』で初公開された[443]。
- 内山まもるによる漫画版『ウルトラマンレオ』にもシャドウマンという同名の敵が登場しているが、こちらの正体はサイボーグ化されたナックル星人であり、『セブン』のシャドウマンとの関係はない。

## 発泡怪獣 ダンカン
第34話「蒸発都市」に登場。
太陽系付近の惑星から地球へ飛来した泡のような不定形生命体で、白い泡状の姿から怪獣態や人間態など何にでも変身可能な宇宙生命。高い知能と変形能力を持ち、地球人の姿に擬態しての会話も可能。催眠術にも長けており、怪しげな霊媒師・ユタ花村を操って地球人への伝言役に用いるが、この催眠術はダン=セブンをも操れるほど強力である。戦闘時には、ハリネズミに似た棘に覆われた怪獣態と化す。武器は特に持っていないが、怪獣態では棘を活かした体当たりを得意とし、全身からの蒸発泡で移動する。
宇宙乱流からの避難を目的とし、都心の第六管区のビル街を滞在中の一時的な居住区にしようと丸ごと強奪して三ツ沢平野へ転送する。そこへ拉致されたダンとソガを捜索に訪れたアンヌの軽率な行動を「ウルトラ警備隊に事前の約束を裏切られた」と見なし、催眠術でダンを操ってセブンに変身させてビル群を破壊し始め、駆けつけてきたキリヤマたちはセブンに殺害されそうになる。最後は人間態でコントロールルームにいたところをフルハシにウルトラガンで撃たれ、泡と化して巨大化すると、彼によるコントロールシステムの破壊を経て正気を取り戻したセブンにエメリウム光線を背中に浴びせられ、泡と化して消滅する。
- 人間体：吉原正皓
- 書籍『ウルトラセブンイズム』では、人間体をダンカン星人と記載している[55]。
- スーツアクター：西京利彦[445]
- 頭部はスーツアクターが中に手を入れて操作している[57]。トゲはウレタン製[57]。
- 他の作品への登場
  - 漫画『かがやけ ウルトラの星』では、怪獣軍団の一員として登場。バルタン星人に率いられて北海道でウルトラマンと戦うが、救援に来たウルトラキングに倒される。
  - ライブステージ『ウルトラマンフェスティバル'97』第1部では、キリエロイドの配下として登場。
  - 映画『大怪獣バトル ウルトラ銀河伝説 THE MOVIE』では、ベリュドラの左腕を構成する怪獣の1体となっている[79]。

### 『セブンガーファイト』に登場するダンカン
『セブンガーファイト』第4話「ダンカン捕獲作戦！」に登場。
丸めた体で、転がりながら移動することも可能。
宇宙から飛来し、開発中の新型ミサイルを咥えて逃走するもセブンガーにミサイルを取り返されたうえ、頭を撫でられたことによって気持ちが良くなり、全身から泡を噴射してバイタルが急速に鎮静化し、捕獲される。
- シリーズの派生元である『ウルトラマンZ』第24話「滅亡への遊戯」に登場するデストルドスのパーツにもなっていることから、そのつなぎとして登場させることとなった[448]。本エピソードの後、『Z』の劇中では怪獣警戒管制団の管理下に置かれている怪獣の1体として名前のみが登場し、セレブロに寄生されたナカシマヨウコの操縦するウルトロイドゼロに吸収されたことが説明される[446]。

## 復讐怪人 ザンパ星人
第35話「月世界の戦慄」に登場。
3年前に宇宙艦隊で地球侵攻をもくろむが、ウルトラ警備隊のキリヤマ隊長と宇宙ステーションV3のクラタ隊長によってヘルメス第3惑星の戦闘で全滅させられた、ザンパ星人の唯一の生き残り。後述の擬態中に酸素の供給が止まっても平然としている描写から、無酸素状態でも生きられることが示唆されている。
キリヤマとクラタに復讐するため、クラタの部下のシラハマを2日前に殺害して彼に擬態し、再びコンビを組む機会を待っていた。ペテロを操って地球防衛軍の月面基地を破壊し、そこへキリヤマとクラタをおびき出す。ポットを宙に浮かせてコーヒーを注ぐなど、クラタの目には効果が念動力にしか見えない遠隔指示器をステーションホークの機内から悪用し、共同任務中のウルトラホーク1号の計器を狂わせることや通信を妨害することで同機内のキリヤマとダンを危険に晒したうえ、月面基地跡にてクラタを殺害しようとするも正体に気づかれて彼を遠隔指示器で宇宙へ放り出そうと迫るが、遠隔指示器の発信元を逆探知して訪れたキリヤマとダンにも正体を知られてウルトラガンで頭部を撃たれ、死亡する。
- スーツアクター：鈴木邦夫[434][451]
- 人間体：鶴賀二郎[58]
- 名前の由来は、1954年公開の映画『道』に登場するアンソニー・クイン演じる大道芸人のザンパノから[230][73]。
- 造形物はマスクと腕のみ新造形で、宇宙服は『怪獣総進撃』で使用されたものを流用している[出典 224]（詳細な経緯は怪獣総進撃#国連科学委員会を参照）。
- シナリオでは「コンクリートの残骸に埋もれた」という末路であった[452]。
- 『フィギュア王』に掲載された「ゴードの巻」では、巨大化してセブンを襲う。

## 月怪獣 ペテロ
第35話「月世界の戦慄」に登場。
ザンパ星人に操られて地球防衛軍月面基地を破壊する。ザンパ星人の断末魔とともに月面のチコ山脈付近から出現してスペースタンクを破壊したうえ、ウルトラホーク1号を破壊しようとする。球体サボテンを繋げたような姿で球体のうち1つに赤い発光体があり、円状に連なる赤い光線を放つほか、別のくぼみから溶解液を放つ。ぶよぶよした軟体動物のような身体と岩のような皮膚でセブンの打撃を吸収し、無力化する。零下180度の月の夜の寒さに苦しむセブンに冷気や溶解液を浴びせて追い詰めるが、偶然月面に落下した隕石の爆発によってエネルギーを得て回復したセブンの放ったワイドショットで倒される。
- スーツアクター：松島映一[454][注釈 95]
- 名前の由来はキリストの12使徒の1人で第一使徒の「ペトロ（ペテロ）」から[出典 229]。
- 過去の怪獣図鑑[要文献特定詳細情報]では、写真ではなく発光体が2つ描かれ、液体を放つ部分が中央の顔面になるように描かれた、実際の着ぐるみとは微妙に異なったイラストが掲載されていた。
- 大伴昌司著『ウルトラ怪獣入門』（小学館・1971年）91頁では、その形態が「象のウンコのようだ」と表現されていた[57]。
- 映画『大怪獣バトル ウルトラ銀河伝説 THE MOVIE』では、ベリュドラの左腕を構成する怪獣の1体となっている[79]。

## 催眠宇宙人 ペガ星人
第36話「必殺の0.1秒」に登場。
地球を太陽系侵略の前線基地とするため、アルファ・ケンタウリ第13惑星のペガ星から地球へ侵入した異星人。ペガ星は大気が非常に薄く、酸素がうっすらと漂っているだけの星なので、地球の気圧には耐えられない。そのため、地球上では決して外に出ず、円盤内から地球人を特殊催眠術で操る。地球に太陽系侵略基地を作ろうと画策し、地球への侵入コースの妨げとなる防衛軍の人工太陽開発計画を妨害するため、メンバーのゼムラー教授を射殺する。さらに、最高責任者であるリヒター博士の暗殺を企む。一方、防衛軍のヒロタに姿を見せないまま秘密裏に接触すると、防衛軍射撃大会の優勝と引き換えに催眠装置で操ってソガを円盤内に監禁し、同じく催眠装置で操る。武器は特になく、円盤のミサイルとビームを使って敵を攻撃する。最後は、作戦が失敗したうえにセブンの説得にも応じず、円盤内でエメリウム光線を受けて倒される。死後、その死骸は気圧変化によって風船のように膨む。
- 声の出演：辻村真人
- スーツアクター：鈴木邦夫[73][434][注釈 96]
- 登場場面は、セブンと直接対決するシーンを含めてすべてを本編班が担当した[456]。
- デザインは毛皮をイメージしており、意図的に頭部を小さくしている[57]。
- 着ぐるみ制作は、円谷プロ社内の造型スタッフによるもの[57][73]。
- シナリオでは、円盤に巨大化したセブンが攻撃を仕掛けたことで亀裂が生じ、外気が吹き込んだことで体が膨張体となって爆発する、というものであった[457]。
- 他の作品への登場
  - 『ウルトラファイト』では死後、死骸が巨大化しようとしていると説明された。
  - 映画『大怪獣バトル ウルトラ銀河伝説 THE MOVIE』では、ベリュドラの左腕を構成する怪獣の1体となっている[79]。

ペガ円盤
内部に人間を操る催眠装置があり、外部からロケット砲や光線を発射する。ウルトラショットではビクともしないほど頑丈だが、最後はワイドショットで墜落してペガ星人もろとも爆発する。

## マゼラン星人マヤ
第37話「盗まれたウルトラ・アイ」に登場。
文化風俗が退廃した地球を「狂った星」と蔑み、侵略する価値すらないと語っていたマゼラン星の工作員の少女。人間と変わらない容姿だが、テレパシーで相手との意思疎通ができる。マゼラン星が放った恒星間弾道弾を地球に着弾させるために邪魔なセブン（ダン）からウルトラアイを盗むのが第一任務。任務を果たし、拠点のK地区のアングラバー、スナック・ノアから演奏用のリズムボックスを改造した通信機から「ムカエハマダカ」と無電を送り続けるが返事はなく、自分が最初から母星に見捨てられていたことを知り、無言でダンにウルトラアイを返した後に、ジュークボックスの番号を「J7」と押し、謎の煙に包まれて自ら命を絶つ。
- 演：吉田ゆり
- 設定年齢は18歳[389]。
- 人間と同じ姿の宇宙人という設定は、怪獣を登場させる予算がなかったためとされる[57]。
- ジュークボックスのキーは「I」が欠けており、「ウルトラアイ」が無いことやマゼラン星に「愛」がないこととかけているものとされる[56][73]。一方で、一般的にジュークボックスのキーには、1や0との混乱を避ける目的で「I」「O」が外されており[460]、演出上、意図した狙いがあったかどうかについては不明。
- 初期稿では「アルファ星人マーヤ」という名で、最後は星人の正体を現しジュークボックスで自爆するという展開も考えられていた。また恒星間弾道弾にも「ブラマトン」という名が付けられていた[要出典]。

恒星間弾道弾
マゼラン星が「狂った星」地球を破壊するために発射する恒星間規模で超高速巡行が可能な超大型弾道ミサイル（厳密には巡航ミサイルに近い）。通常の円盤以上に巨大かつ強固で、地球防衛軍の要衝たる宇宙ステーションV2を体当たりで完全破壊して突破、ウルトラホーク1号・2号の集中砲撃をまったく受けつけない。しかし、セブンが内部に突入、機器を操作して間一髪のところでマゼラン星に反転させることに成功。弾道弾は宇宙の彼方へ飛び去っていく。

## 強奪宇宙人 バンダ星人
第38話「勇気ある戦い」に登場。
深刻な鉄不足に悩み、枯渇した鉄資源を補給するためにクレージーゴンを連れて地球に来た。ラジオの『道路交通情報』を情報源に活動し、地上に濃霧を発生させて周囲の視界を遮断してからクレージーゴンを降下させ、渋滞中の自動車を回収する。最後はウルトラ警備隊によって偽の交通情報を流され、最新型のスペリウム爆弾を大量に搭載した自動車を格納し、宇宙船もろとも爆破される。
- 作中でバンダ星人が姿を見せることはないが、活動を知ったダンが思わずその名を口にしてキリヤマに不思議がられてしまうなど、セブンには以前から知られた存在だったことが示唆されている[461]。
- 小学舘コロタン文庫『ウルトラ怪獣500』には、バンダ星人の宇宙船が掲載されている[要ページ番号]。

## ロボット怪獣 クレージーゴン
第38話「勇気ある戦い」に登場。
バンダ星人が地球へ送り込んだ、ロボット怪獣。普段は胴体に伸縮自在の脚部を格納した状態でバンダ星人の宇宙ステーション型の母船に連結されており、活動時には分離して地球へ降下する。マジックハンド状の長大な右腕先端のハサミで自動車をつかんでは開け閉めする腹部のシャッター内のコンテナへ放り込み、スクラップにして鉄分を貯蔵する。最大の武器は額から放つ破壊光線。セブンとの格闘戦をこなす怪力のほか、エメリウム光線やアイスラッガーさえ跳ね返す特殊金属製の強靱な装甲を持つ。
ウルトラ警備隊の機転によってスペリウム爆弾で宇宙船を破壊された後は制御を失って暴走し、手当たり次第に暴れ出す。最後はフルハシの携行するエレクトロHガンの砲身に入ったミクロ化状態のセブンによる、ステップショット戦法を受け、機能を失い、爆発炎上する。
- スーツアクター：松島映一[58][73]
- 劇中では「バンダ星人のロボット」としか呼ばれておらず、「クレージーゴン」とは本放送後に付けられた名称である。初期の再放送当時までの設定資料集や怪獣図鑑（ケイブンシャ『怪獣怪人大百科』[要ページ番号]）などでは、別名を「きちがいロボット」とされていたが[50]、後年では「ロボット怪獣」に変更されている。
- デザインは、第38話監督の飯島敏宏が幼少時に見た片方だけハサミが大きいザリガニがモデルとなっている[463][464]。また、映画『エノケンの拳闘狂一代記』に登場する左手のグローブが大きいボクサーの影響もあるという[463]。シオマネキがモチーフだと言われることも多いが[465][466]、飯島は当時シオマネキの存在は知らなかったと述べている[463]。
- 着ぐるみは右手のギミックが未完成のまま納品された[144]。当初は左手にもギミックが付けられる予定であった[463]。

### 他の作品に登場するクレージーゴン
- 映画『ウルトラマンZOFFY ウルトラの戦士VS大怪獣軍団』では、鉄を食べる「狂ったロボット」として登場。日本中の車をほとんど食べつくしてしまったと説明されている。キングジョーを倒したセブンと戦うが、ミクロ化したセブンの体当たりで爆発する。映像は『セブン』第38話からの流用。
- 『ウルトラゾーン』第3話アイキャッチでは、ジェンガに挑戦している様子が描かれている[287]。
- 『ウルトラマンコスモス』では、リメイクキャラクターとしてクレバーゴンという小型ロボットが登場し、劇中で2回巨大化してクレージーゴンのような威容を見せる。
- 『ウルトラマンフェスティバル2017』では、ライブステージに登場するパーフェクトキングジョーが左腕にクレージーゴンのハサミを装備している[331]。
- テレビアニメ『SSSS.GRIDMAN』第8話では、新条アカネの部屋の棚にクレージーゴンのフィギュアが飾られている[467][468]。同話に登場するメカグールギラスに合わせ、メカ系怪獣でまとめられている[467][468]。
- 絵本・アニメ『かいじゅうステップ』では、なぞの巨大ロボット・ゴンとして登場する[469]。
- 漫画『戦え! セブンガー』では第1話の敵として登場、特空機1号セブンガーと交戦する。
- 『ウルトラマンブレーザー』の漫画版ではコミックスのカバー裏掲載のイラストでアースガロンに撃破された姿が描かれている。

## 分身宇宙人 ガッツ星人
第39話「セブン暗殺計画（前篇）」第40話「セブン暗殺計画（後編）」に登場。
「いかなる戦いにも負けたことのなく無敵」と豪語し、数多くの戦いにことごとく勝利してきた実績を持つ、宇宙の実力者。地球侵略の障害となるウルトラセブンを徹底的に分析して敗北させ、十字架へ磔にして地球人の目の前で処刑しようと目論む。徹底的な分析を行って綿密に立てた作戦を決行する一方、相手に予想外の行動を取られるとパニックに陥る脆弱さも持っている。画面上では4体確認できる。肩書きの通りに分身術を持つほか、瞬間移動や透明化、両手や目から命中すると網状に変化する光線・ビームバインドやフェードアウェイを発射する。等身大時では、ハンドガンを武器にする。
地球人の希望のよりどころにして地球侵略の障害であるセブンを倒すことにより、地球人を戦意喪失させて服従を図る。まず、アロンをセブンと様々な環境で戦わせ、地球上における彼の仮の姿がモロボシ・ダンであり、ダンの姿であれば容易に倒せることも把握するが、前述の理由からあくまでセブンの姿の時に打倒する方法を選ぶ。ウインダムを宇宙船からの一撃で破壊した後、自らセブンと戦って分身や瞬間移動などによる翻弄でエネルギーを消耗させて勝利し、十字架へ磔にする。しかし、地球人の戦力を軽視していたことが仇になり、セブンからの通信でエネルギー補給手段を知ったウルトラ警備隊の活躍によってセブンは復活し、十字架を破壊されてしまう。その後、パニック状態に陥り、セブンのハンディショットで円盤の動きを封じられた末、ウルトラノック戦法によって宇宙船もろとも粉砕され、敗北した。
第48話では、寝込んだダンにセブン上司が語りかける「激しい侵略者たちとの戦い」の映像に登場する。
- スーツアクター：池島美樹[出典 245]、西京利彦[出典 246]
- 「ウルトラシリーズ」において、同一デザインの着ぐるみ（アトラクション用ではなく実際の撮影で使用するためのもの）が同時に複数体（2体）製作された初めての怪獣である[481][注釈 98]。同じ2体のものが、全身の粘土原型から型が取られて製作された[482]。
- 準備稿「セブン暗殺命令」は1話完結のエピソードで、名称はスラッガ星人（ガラスの逆読み）だった。登場する5人の各自に「S1号」から「S5号」までの名称が付いており、S5号が完成映像におけるアロンの役割だった[479]。その戦いを分析したリーダーのS1号が率いるS2、3、4号にセブンが敗れ、夜明けに処刑されるというものであった[482]。
- 準備稿、決定稿、決定稿2のいずれも、ガッツ星人に瞬殺されるカプセル怪獣はミクラスとなっていた[479]。
- 決定稿では、登場する4人の各自に「G1号」から「G4号」までの名称が付いている[470][479]。
- 声はテープの再生速度を遅くすることにより、表現している[483]。『ウルトラセブンイズム』では、原音から演者は広瀬明と推測している[483]。
- デザインは池谷仙克による[481]。初期のデザイン案には発達している頭脳を表現するために露出した脳が描かれていたが、グロテスクなものは作らないという円谷英二の方針により変更された[463][484]。また、頭部を透明なフードにする案もあったが、材質の問題から断念されており[463]、頭部のピーコック模様は脳が露出したデザインの名残である[出典 247]。
- 口は液状の宇宙食を摂取しやすい形を想定し、くちばし状になった[463]。
- 怪獣の造形を担当した高山良策がガッツ星人の造形が完成するまでの過程を個人的に8ミリフィルムで撮影した映像が、『ある小さな記録』という題名の作品として残されている。撮影期間は1968年4月27日から同年5月6日までで、8ミリフィルムの撮影を担当したのは、当時NHK放送センターに勤務していた高山良策の甥に当たる小沼俊男である。この映像は、LD『ウルトラセブンVol.12』に収録されている。
- 放送当時に連載された桑田次郎の漫画版『ウルトラセブン』では前半の流れはテレビと同じだが、セブンをウルトラ警備隊に救出されるといさぎよく負けを認め、撤退する。
- 幻冬舎の書籍『21世紀ウルトラマン宣言』に記述された仮説においては、始祖はオウムのようなただの鳥であり、ガッツ星は地軸のずれによって変動し、火山活動をはじめとした異常気象で彼らの始祖が生き残った。外敵を退けるための翼と体温を保つ羽毛は不要となり、脳の肥大化に伴う頭部の変化から四肢の進化に続いて身体が巨大化し、直立を始める。くちばしの大きな変化は異性へのアピールのためで、卵は生息地である火炎林の熱から身を守るために分厚い殻になっており、その中で硬い殻を2年から3年かけて破壊できた者だけが粗成体の状態で生を受ける。こういった誕生時から過酷な環境で生きていることが、強さの理由とされている。
- ねとらぼが2024年に実施したアンケート「『ウルトラセブン』であなたが好きな『宇宙人・怪獣』はなに？」では、ウインダムと並ぶ第4位を記録している[486]。

## 豪力怪獣 アロン
第39話「セブン暗殺計画（前篇）」に登場。
ガッツ星人がセブンの能力を調べるために送り込んだ怪獣。ガッツ星人の円盤内のモニターで映し出されるセブンとの戦闘記録映像で登場。とても頑丈な身体で岩を蹴り飛ばすほか、水溜まりに身を隠すなどの能力もある。背中には翼が生えているが、劇中で飛行することはない。最後は、セブンのアイスラッガーで首を切断されて倒される。
- スーツアクター：西京利彦[出典 251]
- 着ぐるみ制作は、円谷プロ社内の造型スタッフによるもの[57]。
- 準備稿「セブン暗殺命令」は1話完結のエピソードとなっており、登場するのはスラッガ星人（決定稿におけるガッツ星人）のみで、アロンは登場しない[73]。セブンと戦ったのはS5号で、戦力を分析したリーダーのS1号が率いるS2、3、4号に敗れたセブンが、夜明けに処刑されるというものであった[482]。準備稿ではスラッガ星人と戦うのは、ミクラスであった[482]。
- 上記の通り、終始モニター映像のみに登場するうえに映像がセピアだったため、カラーで登場するカットはない。雑誌でカラー写真が掲載されるまで、一般には体色が知られていなかったとされる[57]。
- ダンは「アロン」の名前を知っていたことから、資料によっては、「M78星雲で存在が確認されている」[52][56]「過去にセブンは別個体と交戦済みだったのかもしれない」[488]と推測している。
- 他の作品への登場
  - 放送当時に連載された桑田次郎の漫画版では、ドラゴンに近い姿となっている。
  - 漫画『ウルトラマンSTORY 0』では、第41話・第42話に光の国への総攻撃に参戦する怪獣の1体として登場し、ウルトラの父のウルトラアレイで倒される。
  - 『大怪獣バトル』では、EX第8弾に技カードとして登場。スキルは本作品のアロンの役目である「能力解析」。
  - 映画『大怪獣バトル ウルトラ銀河伝説 THE MOVIE』では、ベリュドラの首を構成する怪獣の1体となっている[79]。
  - 『ウルトラゾーン』の第14話・第15話のドラマパート「東京ジュラ紀」では、鳴き声のみ登場。ガッツ星人に操られるが、画面に登場する前にテレスドンとエレキングによって倒される。
  - ゲーム『スーパーヒーロージェネレーション』ではガッツ星人と共に登場。

## 水棲怪人 テペト星人
第41話「水中からの挑戦」に登場。
地球侵略を狙い、円盤で地球に侵入して伊集湖の湖底に潜伏していた。容姿は河童に似ており、その姿を利用して夜な夜な湖の周辺に姿を現しては住民を怖がらせて湖に人を近寄らせないようにし、湖の魚や鶏小屋の鶏をほとんど食べる。この話を聞きつけてやってきた「日本河童クラブ」に参加していたSF作家の角谷は「過去に地球に来ていた宇宙人こそ、河童そのものだ」という説を立てる。河童クラブの1人・竹村の頚動脈を切り裂いて殺害、それによって調査を開始した地球防衛軍のレーダーが円盤を捕捉してウルトラ警備隊が調査を開始したため、本格的に行動を開始して湖からテペトを出現させる。テペトが倒された後、円盤で逃亡しようとするが、ウルトラホーク3号に撃墜される。テペト出現前に約4体がフルハシ、アマギに射殺されている。
- スーツアクター：春原貞雄[73][434][注釈 99]
- テペト星は星全体が水で覆われており、テペト星人をはじめテペト星の生物は全て水棲生物である。また、光の届かない暗い水中で暮らしていたため、明るい光に弱く夜間に活動する（放映当時の雑誌設定[493]）。
- 同話の基となった若槻文三の未制作シナリオ「大激流」では、ハーシェルα星のパンドラ星人という名称であった[494]。
- 他の作品への登場
  - 桑田次郎が描いた漫画版『ウルトラセブン』ではテペト星人の目的は地球侵略ではなく、母星の滅亡から逃れたごく少数がある山中の沼での平穏な生存を望むだけだったが、その体液が地球人にとって致命的な病原体であることから上層部の命令でやむなく攻撃に出たウルトラ警備隊とセブンにテペトを倒されると、それ以上の争いを避けて別の住みかを探すため、円盤で宇宙に去る。
  - 書籍『ウルトラの常識 ウルトラセブン・ウルトラマンゼロ篇』では、鶏小屋を襲撃していたため、鶏肉が好物ではないかと記述している[495]。

## カッパ怪獣 テペト
第41話「水中からの挑戦」に登場。
テペト星人に操られ、伊集湖の湖底から浮上した派手な模様がある卵のような巨大な球体から姿を現す。河童に似ており、頭には皿がある。河童と同様に皿に水が入っている間は力を発揮し、水がなくなるとたちまち力を失う。エメリウム光線を皿に浴びせられて冷やしている場面がある。また、皿からは怪光線を出す。非常にずる賢く、セブンとの戦いでも降参する振りをして足元をすくって逃亡を図るなど卑怯な手を使う。最後は2度目の不意打ちをかけて水中に隠れるが、セブンの透視能力で見つけられてアイスラッガーで縦真っ二つにされる。
- スーツアクター：松島映一、西京利彦[498][注釈 100]
- デザインは週刊少年マガジンの怪獣デザインコンクール「アイデア宇宙人大募集」の金賞を受賞した回転サイボーグ デイクロス・レイザが元になっている[273][57][58][73]。元デザインでは一本足の先がスクリューになっている人魚形態であったが、2本足にアレンジされた[494]。造型の高山良策は「カッパロボット」として発注を受けている[57]。
- 同話の基となった若槻文三の未制作シナリオ「大激流」では、パンドラ星人に操られる怪獣パンドラという名称であった[494]。
- 『ウルトラゾーン』第15話アイキャッチでは、鉄棒の逆上がりをしている様子が描かれている[68]。第3話のミニコーナー「怪獣ことわざ」に、「金の切れ目がテペトの切れ目」という絵にテペト星人と共に登場する[499]。

## 地球原人 ノンマルト
第42話「ノンマルトの使者」に登場。
現代の人類の登場以前に地球で高度な文明を築いていたが、人類の侵略によって海底に住処を追われた知的生命体。性格は好戦的でないうえに戦闘能力もレーザー銃を持つだけで高くはなく、戦力も怪獣と鹵獲兵器のみである。海底で平和に暮らしていたが、海底にまで人類の侵略（開発）が進行してきたことを危惧し、海底開発中だった海底開発センターへ真市少年を通して警告を出していたが無視されたため、同センターの海洋調査船シーホース号を爆沈させる。その後、真市を通した交渉はすべて受け入れられず、鹵獲していたイギリスの原子力潜水艦グローリア号で地上への報復攻撃を行って漁村を壊滅させ、怪獣ガイロスを使って船舶を襲わせる。「人間は侵略者」という主張と人類側の海洋開発とは相容れず、ガイロスはウルトラセブンに倒されたうえ、ウルトラ警備隊の反撃に遭ってグローリア号や海底都市も侵略基地と認識されてミサイル攻撃で殲滅された。
なお、M78星雲では地球人を「ノンマルト」と呼ぶが、これが「海底を住処とするノンマルト」のことを指すのか、「現代の人類」のことを指すのかは、劇中では謎のままだった。また、友里アンヌ隊員の前に現れ、海洋開発センターや地球防衛軍へ何度も警告する真市の正体は明かされないまま本話は終了するが、彼の最後の声に呼ばれたアンヌとダンがたどり着いたのは、2年前に海で事故死した真市の墓標であった。
- 着ぐるみは高山良策によって頭部のみが3体分造られ、胴体には既存のタイツを使用している[512][505]。
- 「ノンマルト」の語源は、戦いの神マルスに、否定形の「ノン」を付け加えたもの[出典 260]。監督を務めた満田かずほは「『ノンマルト』の語源は脚本を担当した金城哲夫が以前読んだSF小説にある。その中で地球のことを『ノンマルス』（こちらの「マルス」はマーズ〈火星〉の意）と言っており、『火星ではない星』という意味らしいが、そのままでは使えないから『ノンマルト』にした。金城の造語である」と説明している[515][514]。書籍『ウルトラセブンイズム』では、神のマルスを否定することによって好戦的でない民族を意味したネーミングであると解説している[513]。
- ノンマルトの設定は、金城と満田の飲み屋での会話に端を発している[出典 261]。金城は沖縄出身であり、ノンマルトに仮託して沖縄と本土（大和民族）との関係を作中に忍ばせたのではないかとする見解が存在している[出典 262]。しかし、当時の関係者はこれを否定しており、このエピソードはむしろ『ウルトラQ』の企画時タイトルとしても用いられた「アンバランス」の世界を表現したかったと言及している[注釈 102][出典 263]。後年に発売された書籍『ウルトラセブン完全解析ファイル』では、先住民族問題に関連付けるのは深読みに過ぎず、善悪逆転の可能性の示唆が発想の原点であったとの見解が定着してきていると記述しているが[502]、沖縄問題との関連性を指摘した1人である評論家の切通理作は、同書の寄稿で当時の人々の現実に根ざしたものではないとする同書の見解について否定的な見解を述べている[521]。映画研究家の白石雅彦は、沖縄問題とは無関係との見解を示しながらも、作品内容は社会派であってそのような解釈が生じたのも当然であろうと評している[515]。
- 2022年10月26日に第35回東京国際映画祭にて『ウルトラセブン』の55周年を記念して本話も4K上映された際には、登壇した満田が海岸に真市とアンヌがいるシーンについて「本当はシルエットで撮りたかったが自然の明かりだったので無理だったこともあり、その敵討ちとして最終話ではダンとアンヌの最後の会話シーンを銀紙を貼ったパネルの前でシルエットにした」との旨を明かしている[523]。

## 蛸怪獣 ガイロス
第42話「ノンマルトの使者」に登場。
地球の先住民族を名乗るノンマルトに操られる地球生まれの怪獣。由来が不明なユートムを除いてセブンが戦った唯一の地球の怪獣である。出現時はウルトラ警備隊にノンマルトと勘違いされる。吸盤を多々持つタコのような8本の触手のうちの6本と怪力で、船舶を簡単に沈める。ウルトラ警備隊による攻撃を死んだふりでやり過ごした後、ノンマルトのグローリア号による地上総攻撃に伴って再び海上に現れ、セブンに襲いかかる。最後はアイスラッガーで1本ずつ触手を切られたあとに胴体を切りつけられて力尽き、海中に沈む。
- スーツアクター：西京利彦[525]
- デザインは怪獣デザインコンクールの銀賞受賞作ガイロス星人が元になっている[出典 267]。吸盤は、デザイン画では目玉として描かれていた[273][57]。
- 他の作品への登場
  - 桑田次郎の漫画版『ウルトラセブン』では、複数登場している。書籍『ウルトラセブン ベストブック』では、本編にも2体登場したと記述している[489]。
  - 映画『大怪獣バトル ウルトラ銀河伝説 THE MOVIE』では、ベリュドラの右腕を構成する怪獣の1体となっている[79]。

## 第四惑星人
第43話「第四惑星の悪夢」に登場。
地球から約120億万キロメートルに位置し、4つの月が天に浮かぶ第四惑星に住む宇宙人。容姿や能力は地球人とほぼ変わらないものの文明は遥かに進んでいたが、2,000年前に人間のサポート役として開発されたロボットたちの反乱によって人間とロボットの立場が逆転し、ダンとソガが訪れた際には惑星人は無権利状態の労働力として支配者たるロボットに使役されていた。そのため、惑星人の多くはロボットたちに怯えながら暮らしており、反逆を試みる者も次々に捕らえられては軽微な罪でも処刑されていた。また、人口が減少していく500年の間に惑星人が絶滅してしまうという状況が判明したため、第四惑星のロボットたちは地球人30億人をエネルギー源として確保しようと地球の植民地化計画を立案するが、セブンに阻止される。
その後、地球へ帰還したダンとソガは第四惑星の存在を訴えるが誰にも信じてもらえず、宇宙航行時の人工冬眠中に見た夢として処理される。よって、第四惑星の存在の真偽は謎のままである。
なお、同話のシナリオ（原題「人間狩り」）決定稿には、第四惑星の結末がより具体的に記されている。以下はその概略。
ロボット首席のもとを逃げ出したダンとソガは、自分たちをかくまったアリーとその仲間たちとともに捕えられ、処刑場に連行されるが、警備のロボット兵の隙を突いてダンがセブンに変身し、ロボットたちを撃破する。処刑されるはずだった惑星人たちはセブンの戦う姿を見て発奮し、武器をロボットから奪い取ると首席を破壊したうえ、ロボットを統括する総合センターのポートに集結した地球侵略部隊を破壊し、セブンとともに第四惑星ロボットの地球侵略計画と人間支配を打ち砕く。
- 演：愛まち子（アリー。後述のロボット長官の秘書）、小野川公三郎（アリーの恋人・ギオ）、川田勝明（アリーの弟）
- 第43話の脚本を担当した上原正三は、後に『イナズマンF』第12話「幻影都市デスパー・シティ」を執筆した際に本話を意識したといい、共に科学の発展や物質文明の行き着く先の恐怖をテーマとしている[529]。また、後年のインタビューで上原は、人間性を喪失した事件が多発していることから、日本は「第四惑星」「デスパー・シティ」になったと評している[529]。

## ロボット長官
第43話「第四惑星の悪夢」に登場。
第四惑星を支配する総合センターを司るロボットのリーダー的存在。第四惑星のロボットは本来人間のサポート役として作られたが、その優秀さから瞬く間に人間を追い越し、ついには奴隷としてこき使うようになった。ところが計算の結果、第四惑星の人間が絶滅することが判明し、新しい奴隷として地球人に着目する。ウルトラセブン=ダンとソガの乗ったロケット・スコーピオン号をわざわざ第四惑星に誘導し、セブンがいない間に地球侵略を画策するが失敗した結果、地球に向かっていた侵略部隊も含めて壊滅させられる。
普段は冷静なようだが、機械なので融通が利かず、コーヒーの味が記憶しているデータと多少異なるだけで怒り、コーヒーを淹れた秘書・アリー（人間）に罰を与える。後頭部にメンテナンス用の蓋があり、この蓋を開けて内部の緻密な機械にメンテナンス用のオイルを注入させている。常駐する執務室は凄まじい奥行きをもつ。
同話のシナリオ（原題「人間狩り」）決定稿では「首席」の名で登場。同稿では、ダンやソガを彼らをかくまった第四惑星人とともに捕らえて処刑場に連行するが、ダンがセブンに変身して戦いを挑み始めたのに乗じて武装した惑星人の反逆に遭い、ロボット署長と一緒に乗っていた車ごと襲撃される。その際、首席の頭の蓋が外れて部品が飛び出すという、破壊されたことを思わせる描写がなされている。また、決定稿2では完成作品と同様に「長官」となっており、処刑場に出現したセブンに驚いて署長ともどもジープに乗って逃走を図るが、セブンに踏み潰される。
- 演：成瀬昌彦
- 書籍『ウルトラセブンイズム』では、ロボットの総称を第四惑星人（ロボット）と記述している[55]。
- 元々は50体以上の怪獣が登場する準備稿「宇宙人15+怪獣35」が製作予定であったが中止となり、予算の都合から怪獣の登場しないエピソードとして制作された[57]。

### その他の作品に登場するロボット長官
- 『Peeping Life×怪獣酒場 かいじゅうたちがいるところ』では、薬売りとして登場する。M1号に頭部を叩かれたことでエラーを起こし、彼女の娘に求婚した。
- テレビアニメ『SSSS.GRIDMAN』第9話では、新条アカネがロボット長官のフィギュアで遊んでいる[532][468]。同話は夢の中の世界で展開することから、夢にまつわる怪獣でまとめられている[532][468]。

## ロボット署長
第43話「第四惑星の悪夢」に登場。書籍『キャラクター大全ウルトラセブン』では、名称を警察署長と記述している。
警察機能をも担う軍隊のトップで、ロボット長官の側近。通常は部下を随えて市中を警戒し、人間（第四惑星人）を抑圧している。特徴として口から常時ガムのようなものを噛んでいる。懲罰用として常に乗馬用の鞭を携帯している。死刑執行を妨害しようとしたダン・ソガに対し、拳銃をソガに向け発砲、負傷させた。ダンにも銃口を向けるが、署長が撃ったと同時にセブンに変身、巨大化する。
同話のシナリオ（原題「人間狩り」）決定稿では、首席に従ってダン・ソガを、彼らをかくまった惑星人とともに捕らえて処刑場に連行するが、ダンがセブンに変身して戦いを挑み始めたのに乗じて武装した第四惑星人の反逆に遭い、首席と一緒に乗っていた車ごと襲撃される。また、決定稿2では長官ともどもジープに乗って逃げようとしたところを巨大化したセブンに踏み潰される。
- 演：森塚敏

## 宇宙猿人 ゴーロン星人
第44話「恐怖の超猿人」に登場。
地球征服を目論む、豊かな頭髪の大型猿に似た容姿の類人猿型異星人。ゴリラのような怪力と小型猿のような俊敏さを併せ持ち、目から相手の脳波の安定を狂わせる催眠光波を発射することや、一時的に自分の姿を消して敵の目をくらませることもできる。
モンキーランドで飼育されているゴールデンライオンタマリンに擬態し、そこで働く真山博士と助手の民子を脳波催眠によって使役する。ゴーロン星の医学はかなり発達しており、モンキーランド地下室にある脳波交換装置を用いて飼育員を身体は人間、脳はゴリラの猿人間第1号（ゴリー）に変貌させる。全人類を猿人間化するという地球征服計画を見抜いたダンの脳にその内容を話した後、巨大化する。ウルトラセブンとの戦いでは怪力で締め上げるが、最後は手裏剣光線の連打を避け続けて疲れきったところへ腹部にエメリウム光線を受け、粉砕される。
- 声：矢田耕司
- スーツアクター：西京利彦[104]
  - 資料によっては鈴木邦夫と記載しているものもあるが[535][538]、書籍『ウルトラセブン研究読本』の第46話解説で山村哲夫は鈴木とともに怪獣ショーで東北を回っていたとして作品終盤への参加を否定しており[542]、同書ではゴーロン星人のスーツアクターも記載していない。その後、雑誌『特撮秘宝Vol.3』のインタビューで西京が演じていたことが明らかになった[104]ほか、2016年に発見された制作日報でも西京だったことが裏付けられた[543]。
- 造形は東京美術センター内の円谷造形チームが担当したとされる[104]。着ぐるみの完成が撮影直前であったために接着剤が乾いておらず、西京はシンナー中毒になったという[104]。
- 第44話のロケーション撮影は名鉄グループとのタイアップとなっており、モンキーランドのシーンは日本モンキーセンターとのタイアップによって実現した[544]。そのため、同話のオープニングには名古屋鉄道が協力としてクレジットされている。これにちなみ、2013年5月31日には『セブン』の放送45周年を記念して第44話のオリジナルフレーム切手が発売され、同年6月2日には同センターにて贈呈式が開催された[544]。

### 猿人 ゴリー
第44話「恐怖の超猿人」に登場。
ゴーロン星人の脳波交換装置を用いた真山博士により、モンキーランドの飼育員がゴリラの脳波を移植されて変貌させられた姿。通常は普通の人間であるが、激しく興奮すると猿人に変身して怪力を発揮する。言葉は話せない。夜中、街へ鶏を盗みに行った帰りに警官2人に逮捕されるが、変身して手錠を切断したうえに警棒も折り、彼らの頚骨を粉砕して殺害する。猿に噛まれた傷を応急処置してくれたアンヌを気に入り、彼女をウルトラ警備隊に戻れなくしようとポインターを故障させる。その後もアンヌを付け回し、味方であるはずの真山博士と助手である民子の実験を妨害すると、アンヌを連れ去ろうとする。ダンにウルトラガンを投げつけられて一旦退散した後、日本ライン下りの名鉄遊船に乗って逃げるアンヌを、船頭2人のうち1人に変装して待ち伏せする。まもなく、船から降りて逃げたアンヌを保護したウルトラ警備隊と遭遇し、変身して岩を持ち上げたところをフルハシのウルトラガンで撃たれ、絶命する。
- 演：滝恵一
- アンヌが日本ライン下りの船で逃げる（本来は陸路より遠回りで時間もかかる）展開は、前述のように名鉄グループとのタイアップによるものである。
- マスクはラテックス製[266]。

## サイケ宇宙人 ペロリンガ星人
第45話「円盤が来た」に登場。
地球侵略を狙い、大円盤群で地球を一気に制圧しようと考える。飛行能力を持つ。地球人の思考パターンを調査するため、円盤を強力な電磁波と不透視バリヤーで星の光にカモフラージュして各地の天文台の高性能な望遠鏡や観測所に見えないようにし、難なく地球に侵入しようとするが、あえてアマチュア天文マニアには円盤に見えるようになっており、地球防衛軍に誤報と判断させる通報を繰り返させていた。そこで、天体望遠鏡の販売店兼家屋を拠点に少年に化けてアマチュア天文マニアの1人・フクシン三郎に近づき、同志として取り込もうとするが、彼の3度目の通報時に声を出したことから、ウルトラ警備隊に異様に星の数が多いことを怪しまれる。最後は、宇宙パトロールに出動したウルトラホーク1号によって円盤群を撃墜され、セブンと戦闘していた1体もセブンの猛攻の前に敗れ去る。
- 演（人間体）：高野浩幸
- スーツアクター：鈴木邦夫（本編）[73][548]、西京利彦（特撮）[549]
- 声の出演：浦野光（テープの早回しで上ずった声に加工されている）
- 極彩色で知られるペガッサ星雲第68番ペロリンガ星出身で、体色は母星では保護色となっている（放映当時の雑誌設定[550]）。
- この回のペロリンガ星人とウルトラセブン、ウルトラ警備隊の戦いは、サイケな映像処理を施されたイメージ映像的な演出となっている。
- 着ぐるみは当初「水棲人ピニヤ」として造型されたものだがシナリオが没になり、頭部を変えてサイケな色彩に塗り直されての登場となった[出典 283]。デザインは池谷仙克が担当。監督の実相寺昭雄は、「色彩を派手に、見ていてめまいを起こすようなサイケデリックなものに」と要請している[551]。高野浩幸は、頬を膨らませるギミックはスタッフが後ろからストローで膨らませていたと証言している[552]。
- 円盤は市販製品を2枚貼り合わせて製作されているが、資料により笊[437]、電気ランプの笠[58]、かき氷のグラス[73]など諸説ある。

### 『ウルトラマンタイガ』に登場するペロリンガ星人
『ウルトラマンタイガ』第6話「円盤が来ない」に登場。
50年前に地球に置き去りにされた星に帰りたい男を迎えに来た宇宙人。人間誘拐や地球侵略の目的などはない。しかし、男が地球に残ることを決めたため、地球を去った。
- スーツアクター：新井宏幸[554]
- スーツは新規造形で、円盤もCGではなく『セブン』のものを再現したプロップが用いられた[180][555]。当初は既存のアトラクション用スーツを用いる予定であった[555]。声の加工も『セブン』でのピッチの高さを再現している[555]。
- ペロリンガ星人が迎えに来た星に帰りたい男は『セブン』でペロリンガ星人が変身した少年と同じく高野浩幸が演じており、同作品のペロリンガ星人のその後を思わせるものとなっている[180][556]。第6話監督の田口清隆は、2年ほど前から「多摩川で円盤を待っているフクシンくん」という作品を構想しており、本作品でも当初はそれに基づき『セブン』でフクシン三郎を演じた冷泉公裕にオファーしていたが、冷泉の急逝により実現には至らなかった[556]。そのためペロリンガ星人が迎えを待つという話に改められ、高野も冷泉の追悼として出演を快諾したという[556]。星に帰りたい男の衣裳はフクシンと同様のものである[555][556]。自転車も装飾倉庫にあった同時代のものを用いており、田口は当時の本物かもしれないと述べている[556]。
- 第6話のロケ地も『セブン』と同じく小田急線近くの多摩川沿いで行われたが、多摩川の地形自体が当時と変わっているため、高野の証言により当時と似せた位置で撮影している[555][556]。

### その他の作品に登場するペロリンガ星人
- 特撮コメディの帯番組『チビラくん』には、全身を銀色に再塗装されたペロリンガ星人の着ぐるみが、「ワルサー星人」として登場する[557]。
- 人形劇の帯番組『ウルトラマンM730 ウルトラマンランド』には、ペロリンガ星人の原形であるピニヤが登場。ノンマルトたちとバンドを組む。
- 円谷プロダクションが協力した岩井俊二監督の映画『8日で死んだ怪獣の12日の物語 ―劇場版―』に登場。丸戸のんに通販で購入され育てられる[558]。電送された映像には姿が映らないと設定されており、Zoomなどによるリモート映像が主な本作品では姿が登場することはない。

## 侵略星人 サロメ星人
第46話「ダン対セブンの決闘」に登場。
目的は地球侵略。容姿は金色の飾緒（礼装）の付いた青色の軍服を着用している以外は地球人と同様であり、若い女性（副官）、老人男性（首領）、中年男性、他の4人が確認できる。水中翼船にカムフラージュされた宇宙船を侵略拠点として行動する。武器は特に持っていないが、にせウルトラセブンを作れるほどの高度な技術と科学力は持っている。
女性の星人がダンを建造ドックである伊良湖岬の灯台におびき寄せて門に仕掛けたショック光線を浴びせて監禁し、自白装置のトークマシンでウルトラビームの構成元素（MGSH3GWFB1）を聞き出す。本物のセブンとにせセブンが戦闘を経て海中へ沈んだ後、浮かび上がってきた本物のセブンが頭部しか見えなかったことからにせセブンと思い込んで「我らのセブン」と歓喜するも、最後は本物のセブンによって宇宙船ごと沖へ運ばれ、爆破される。
- 演：嘉手納清美[注釈 108]、高橋正夫（首領）、ほか
- 書籍『ウルトラマン白書』では別名を記述していない[50]。書籍『ウルトラセブン ベストブック』では侵略宇宙人と記述している[489]。
- 一峰大二による漫画版『ウルトラセブン』では、男性の星人が宇宙人然とした非地球人的な姿として描かれている（女性の星人のみテレビ版と同じ）。

### 『ウルトラ銀河伝説外伝 ウルトラマンゼロVSダークロプスゼロ』に登場するサロメ星人
DVD作品『ウルトラ銀河伝説外伝 ウルトラマンゼロVSダークロプスゼロ』に登場。
かつてにせウルトラセブンを操ってウルトラセブンと戦ったサロメ星人の同族。惑星チェイニーで宇宙征服のための秘密実験を行い、ニセウルトラ兄弟（SRチーム）やメカゴモラを操ってウルトラマンゼロやゴモラと戦う。

#### サロメ星人ヘロディア
惑星チェイニーでニセウルトラ兄弟（SRチーム）による宇宙侵略計画を進めるサロメ星人の女性リーダー。青いレディーススーツと腿を露出したタイトスカートに身を包み、白いロングブーツを履いた姿は、上品ながら冷酷かつ妖艶な雰囲気を醸し出す。自身は戦闘能力を持たないが常にボディガードとして後述の部下たち2人を従えて行動し、彼らからは「ドクター・へロディア」もしくは「ヘロディア様」と呼ばれている。自信過剰な性格で、自らの知力とサロメ星の科学力、それらに基づき開発されたロボットや兵器の性能に絶対の自信を持つが、それゆえの油断から敵を侮る傾向があり、結果的に自らの作戦の失敗を招く。また、後述の作戦の失敗に直面すると普段の余裕を完全に失い、部下を怒鳴り散らすなど、予想外の事態には冷静に対処できない弱点を露呈した。
宇宙をさまよっていたダークロプスゼロを発見し、そのディメンジョンコアを利用して自身のニセウルトラ兄弟（SRチーム）をあらゆる次元に送り込み、全多次元宇宙の制圧を企む。基地に潜入したレイと別次元のレイモンを捕らえ、勝ち誇りながらSRチームの転送を実行しようとするが、その直前でヒュウガに侵入されたうえ、ネオバトルナイザーを奪還したレイに召還されたゴモラが転送直前のSRチームと基地設備を破壊したことにより、計画は失敗する。冷静さを失いながらメカゴモラを出動させて対処しようとするも、基地設備を破壊されたことで制御下から解放されたダークロプスゼロに反逆され、基地中枢も残りのニセウルトラ兄弟も破壊される。自身もダークロプスゼロに掴み上げられて嘲笑され、自分たちが利用できる代物でなかったことを悟って自信も気力も失い、地表へ転落する。ヒュウガに助けられて脱出するがすでに瀕死となっており、彼にダークロプスゼロは自分たちの作り出したロボットではなく別の宇宙から来たことを言い残し、絶命する。
- 演：宮下ともみ
- サロメ星人の基地は実在する建物の中で撮影されており、ヘロディアの座る椅子はボールチェアを使用した[561]。
- 登場エピソードが『ウルトラマン列伝』で放送された際には、ゼロに「綺麗な顔してるが、ずる賢い奴」と評されている。

#### ヘロディアの部下
ヘロディアの部下のサロメ星人で、2人とも男性。初代と類似した飾緒（礼装）の付いた青いスーツ姿で、レーザーガンを武器に持つ。優秀な科学者であると同時に戦士でもあり、へロディアの助手とボディーガードを兼ねている。ヘロディアに忠実だが、彼女の狂気じみた言動を不安視することもある。最後は2人とも暴れだしたダークロプスゼロに踏み潰される。
- 演：寺井大介、末永博志
- 本編では個人名で呼ばれる描写は無かったが、書籍『ウルトラの常識 ウルトラセブン・ウルトラマンゼロ篇』では、名称をイラテとガナエスと記述されている[561]。なお名前は演じた役者の名前を逆にしたもの[561]。

### サロメ星人リジェ
舞台『ウルトラマンプレミア2011』に登場。
かつてウルトラセブンに倒された初代サロメ星人（男性）の娘。父の復讐を果たすため、カイザーベリアルの配下となって怪獣軍団を送り込み、ウルトラ戦士を倒そうと目論む。
- 演：松下恵

## ロボット超人 にせウルトラセブン
第46話「ダン対セブンの決闘」に登場。資料によっては、ニセウルトラセブン、ニセ・ウルトラセブンと表記している。
サロメ星人が地球侵略のためにセブンに似せて作り上げたロボットで、これを完成させるためにサロメ星人はダンを捕まえウルトラビームの構成元素をトークマシンを使って聞き出す。外見は本物のセブンと変わらないが、腰部や手足などの関節部に独自のプロテクターが装着されている。アギラを軽く翻弄し崖から突き落とした。本物のセブンとはにせウルトラビームやにせアイスラッガー、ラインビームなどで互角に戦い、最後はボディ風車を受けて海底で大破する。
- スーツは撮影所で廃棄されていたセブンのスーツを補修して再利用したもの[57][73]。損傷の激しいウェットスーツの継ぎ目部分を隠すようにプロテクターが配されている。声は本物のセブンの声を加工して使用[57]。
- シナリオでは本物のセブンが「セブンA」、ニセ・セブンが「セブンB」と書き分けられていた[49]。準備稿ではアギラと戦う前にウインダムと戦い倒す予定だった[73]。シナリオではウルトラビーム管をクレーンで額に取り付けるというイメージであった[49]。シナリオでは,、後頭部にアイスラッガーを突き立てられて敗北するというものであった[49]。
- スーツアクター：西京利彦、池谷哲也[569][注釈 113]
- 一峰大二の漫画版『ウルトラセブン』でも扱いは全く同じだが、体のパーツなどが存在せず本物と寸分違わぬ外観をしている。 最後はアイスラッガーを顔面に食らって機能停止し、水没。
- FC『ウルトラマン倶楽部3』でM78星雲の村の外でゾフィーから「地球に入ったところをみた」という情報を得て地球にワープして、村長が拘束されている。体力は5000。

### 『ウルトラ銀河伝説外伝 ウルトラマンゼロVSダークロプスゼロ』に登場するニセウルトラセブン（SR）
DVD作品『ウルトラ銀河伝説外伝 ウルトラマンゼロVSダークロプスゼロ』に登場。
かつてセブンに敗れたにせウルトラセブンの同型機。同じくサロメ星人によって建造されたニセウルトラ兄弟（SRチーム）を伴って出現する。

## 集団宇宙人 フック星人
第47話「あなたはだぁれ？」に登場。
集団で地球に侵入後、ひそかに侵略計画を進めるために侵略基地を居住区に定めた東京K地区のふくろう団地の地下に建造し、全員とも住民に化けていた。昼間は地下に基地を隠し、夜になると偽の団地と地上の本物の団地と丸ごと入れ替える。その際、団地の住民1万5千人は催眠状態にされていて気付かないうえ、入れ替えていく様子は立体映像でカモフラージュしながら外部からも地球人には視認できないようにされている。そして、フック星から地球攻撃用と武器運搬用の球体宇宙船を次々と呼び寄せ、武器も搬入して着実に戦力を揃えてゆく。しかし、深夜になってから団地に帰ってきた男性サラリーマンの佐藤（演：小林昭二）に全員とも他人として接したことから異変を察知され、ウルトラ警備隊による調査を経て計画が明るみに出る。
夜行性なので強い光に弱く、視覚は退化しているが、聴覚は非常に発達している。指先からは白い硬直ガスを放つほか、仲間同士がテレパシーによる会話もでき、どんな時でも複数で行動し、ウルトラセブンにも3体で挑む。身軽な動きと幻覚でセブンを翻弄するが、セブンのボディスパークを浴びた途端に弱り、ワイドショットの拡散バージョン（スリーワイドショット）で3体とも一掃される。また、出動した円盤群もウルトラホーク1号と3号にすべて撃墜される。
- スーツアクター：小宮スポーツセンター（現：コミヤスポーツセンター[578]）のアクロバット（3名）[579]
- 高山良策によるマスクは3体分製作された[580]。
- ロケ撮影は第43話「第四惑星の悪夢」に用いられた建設途中のビル[581]と同じく、神奈川県横浜市に所在する「たまプラーザ団地」にて行われた[582][583]。放送1か月前の撮影であり、スタッフやキャストがポインター号と共に訪れ、本番待ちの休憩中には団地の子供たちとの交流も行われたが、夜の撮影では見学中の小学生が実際の映像に映り込む[注釈 115]というハプニングも起こったという[584]。
- 桑田次郎の漫画版『ウルトラセブン』では、フック星人の登場エピソードが最終回となっており、物語のラストにセブンは光の国へ帰還している。

## 幽霊怪人 ゴース星人
第48話「史上最大の侵略（前編）」、第49話「史上最大の侵略（後編）」に登場。
きわめて高度な文明を誇り、普通の方法では観測できない「幽霊惑星」ことゴース星から地球を侵略しに訪れた異星人。熊が岳の地底に侵略基地を建造し、パンドンを操る。地上では淡い光で全身を包み、幽霊を思わせる半透明の状態で活動するほか、右手から放つ光線で作るゴースバルーンで敵を包み込み、身動きを封じる。地球人の言語は理解しているが、話せるのは甲高い独特の言語だけであるため、ウルトラ警備隊を擁する地球防衛軍に降伏を勧告する際には人質として拉致したウルトラ警備隊のアマギ隊員の自我をマインドコントロールする特殊なカプセルで洗脳し、メッセンジャーとして使う。
地球人の海や空からの攻撃に対する守備は堅いものの地底からの攻撃に対する守備は脆いことを利用し、超強力な地底ミサイル150発で全世界の首都を破壊する人類抹殺計画「30億全人類皆殺し作戦」の手始めとして、ニューヨーク、ロンドン、パリ、モスクワなどへ壊滅的な被害を与え、人類に降伏と火星への移住を要求する。
基地には円盤消火セクション、円盤基地、パンドンを改造するモンスター改造室、地底ミサイル格納庫などの施設があり、司令官、側近4人、部下たち多数が潜伏していたが、最終的にはウルトラ警備隊に発見されたうえ、自動操縦で送り込まれた時限爆弾搭載のマグマライザーに急襲されて破壊される。その結果、爆発直前にウルトラセブンによって救出されるアマギ以外の全員が死亡する。
- スーツアクター：池島美樹[588][590][注釈 118]
- 声は「親分、殴り込みでございます」「何!? 殴り込みだと!?」などの日本語のセリフを早送り再生して加工したもの[592]。
- 名前の由来は英語で幽霊を意味する「ghost」から[92]。
- 第48話の決定稿脚本ではモロボシ・ダンが体育館でバスケットボールや鉄棒を行う様子をゴース星人の偵察隊が覗いており、これは地球侵略の障害となるセブンを監視している描写だったということから、完成作品ではアンヌに変更された[590]。
- 劇中に登場したヒューマノイド形態以外にも、総統が巨大化した異形の姿を描いた池谷仙克によるデザイン画が残されている。
- 着ぐるみは高山良策によって頭部のみが数体造られ、胴体は既存のタイツを使用している[593]。
- 『戦え! マイティジャック』の第16話「来訪者を守りぬけ」に登場するモノロン星人のスーツは、ゴース星人の顔を赤く染め直したものである。このマスクは、『ウルトラファイト』第196話「怪獣死体置場」で円谷プロの着ぐるみ倉庫に置かれているのが確認できる。
- 地底ミサイルのミニチュアは、『サンダーバード』のジェットモグラのプラモデルを改造したものである[594]。
- 地底ミサイルで各国の都市が破壊されるシーンは、1961年の映画『世界大戦争』からの流用[595]（詳細は世界大戦争#特撮を参照）。その後、『ウルトラマン80』に登場するバルタン星人（六代目）の地球破壊のイメージシーンとして流用された。

## 双頭怪獣 パンドン
第48話「史上最大の侵略（前編）」および第49（最終）話「史上最大の侵略（後編）」に登場。
ゴース星人が地球侵略のために大型宇宙艇パンドン・キャリアーで連れてきた怪獣。2つの顔の左右に嘴がある。体色は赤で、高熱火炎を双頭にある鳥の嘴状の口から吐く。ウルトラセブンが過労によってエメリウム光線も蓄積疲労で満足に放てないほど衰弱していたこともあり、アイスラッガーを叩き落として殴打で苦しめるなど、一時は優位に立つ。しかし、アンヌが操縦するウルトラホーク3号による援護攻撃で生じた隙に、力を振り絞ってアイスラッガーをナイフのように振るったセブンの斬撃を受け、左腕と右脚を切断されて倒れる。
その後、ゴース星人に回収されて義手や義足を取り付けられ、改造パンドンとして復活する。
- スーツアクター：西京利彦[599]
- 劇中では単に怪獣（モンスター）と呼ばれる。
- 脚本では名称は「バンドン」となっており、放送当時の書籍でもそう記載されていたが[出典 303]、「パンドン」と誤植されて以後も訂正されず、現在の公式設定となった[注釈 120]。
- デザインは池谷仙克が担当した[601][602]。デザイン画では鳥のような形の頭部が2つあり、高山良策によって最初に制作された着ぐるみも同様の形状だったが、その後に円谷プロ造形部の現場スタッフによって頭部が改修され、本編での形状になった[出典 304]。監督を務めた満田かずほはこの件に関して「当時の技術で2本の首を同時に動かすのは無理だと思った」と後のインタビューで述壊している[605]。嘴はボール紙で作られている[606]。池谷は後年のインタビューで、改修後の造形は気に入らなかった旨を語っている[601]。
- 金城哲夫の脚本では、セブンのビームランプに蹴りを入れて「割る」描写がある。変身を解除した後のダンが額に裂傷を負っているのは、この名残である。
- 双頭の目はテレビではほとんど目立たないが、フィギィアでは存在が確認できる。[独自研究?]
- 一峰大二の漫画版『ウルトラセブン』では、テレビ版に比べると双頭の目が明確な面相で登場し、再生能力などを駆使してウルトラ警備隊やセブンを苦しめる。この戦闘でセブンのビームランプを割るが、最後は光の国から送られたエネルギーで復活したセブンによって倒される。

### 改造パンドン
第49（最終）話「史上最大の侵略（後編）」に登場。『ウルトラセブン』における最後の敵。
セブンのアイスラッガーで切断された左腕と右脚にゴース星人がパンドンに義手と義足を取り付けて機械化し、復活させた。本来の手が2本指なのに対し、義手の手は5本指となっている。爆破されたパンドン・キャリアーから置き土産として登場し、セブンと最後の戦いを繰り広げるが、改造前と違って火炎を吐かないうえ、動きも若干鈍い。
もはや満足に戦うことすらできなくなったセブンの放ったアイスラッガーを右手で受け止めて投げ返そうとした直前、クラタ隊長が操縦するα号の急降下攻撃をはじめウルトラ警備隊の総攻撃を受ける。まもなくアイスラッガーを投擲するが、その間に体勢を整えたセブンのウルトラ念力によってアイスラッガーを制御され、今度は受け止められずに首を切断されて絶命した。
- スーツアクター：西京利彦[599]
- 着ぐるみの義手や義足は高山良策によるもので、型抜きで造られた[603]。

## スタッフ
- 怪獣デザイン：成田亨、池谷仙克
- 着ぐるみ制作：高山良策、エキス・プロダクション、円谷プロ造形部